# Heinrich Vogeler

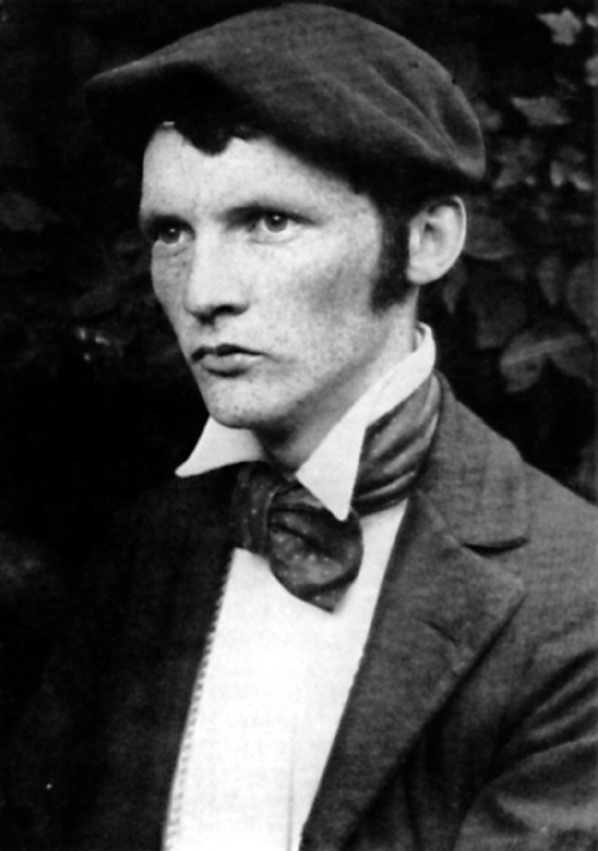
Heinrich Vogeler, 1897

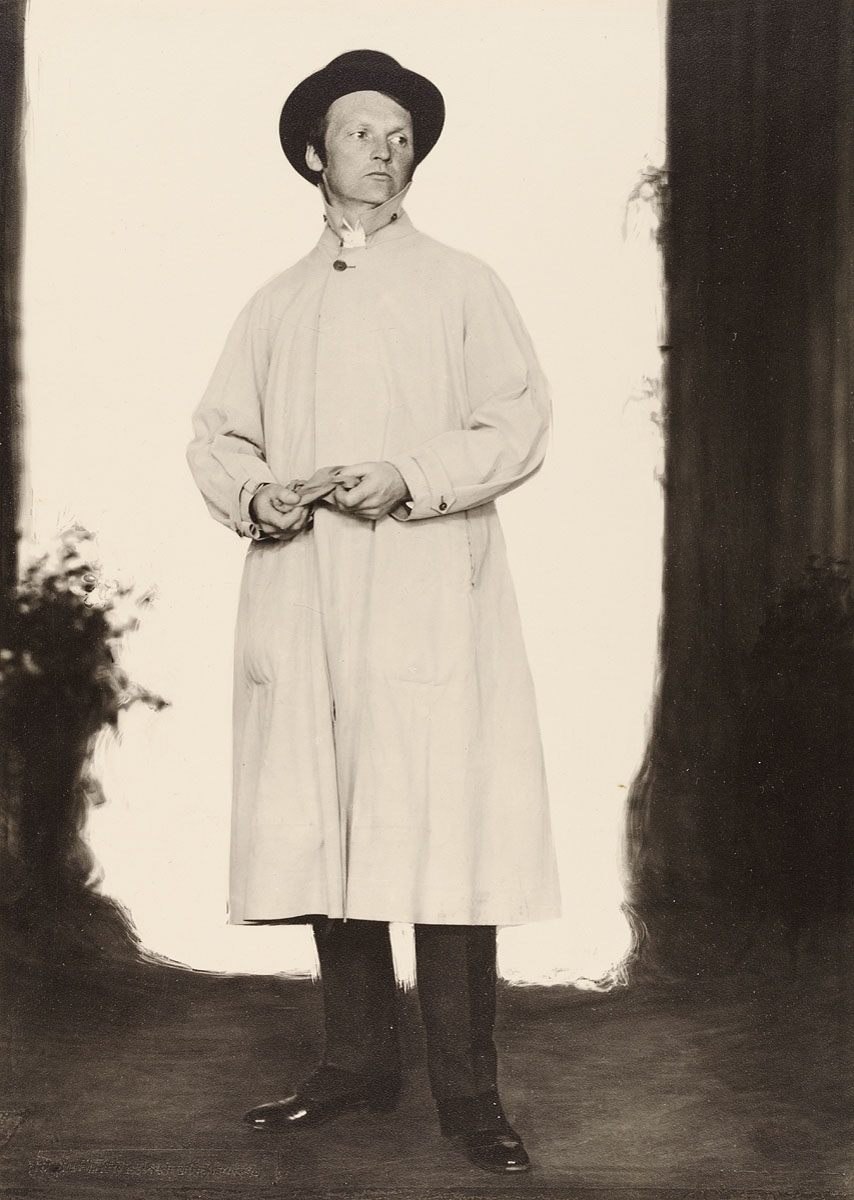
Heinrich Vogeler, Fotoporträt von Hugo Erfurth, 1910

Johann Heinrich Vogeler (* 12. Dezember 1872 in Bremen; † 14. Juni 1942 im Kolchos Budjonny bei Kornejewka, Karaganda, Kasachische SSR) war ein deutscher Maler, Grafiker, Architekt, Designer, Pädagoge, Schriftsteller und Sozialist. Der vielseitig begabte Künstler ist besonders durch seine Werke aus der Jugendstilzeit bekannt geworden. Er gehört zur ersten Generation der Künstlerkolonie Worpswede. Sein Wohnhaus, der Barkenhoff, in dem er mit seiner ersten Ehefrau Martha Vogeler lebte, wurde Anfang der 1900er Jahre zum Mittelpunkt der künstlerischen Bewegung. Im Ersten Weltkrieg entwickelte er einen expressionistischen Malstil, und ab den frühen 1920er Jahren schuf er nach Besuchen Moskaus die am Kubismus und Futurismus orientierten Komplexbilder mit politischen Motiven. Nach der endgültigen Übersiedlung nach Moskau 1931 begann er im Stil des von der Sowjetunion geforderten Sozialistischen Realismus zu malen.
Der aus dem Bürgertum stammende Vogeler näherte sich der Arbeiterbewegung, verwandelte 1919 den Barkenhoff in eine sozialistische Kommune mit angeschlossener Arbeitsschule und studierte die Schriften von Marx, Engels und Bakunin. Nach der Übersiedlung nach Moskau engagierte er sich dort im kulturellen und politischen Bereich, so betätigte er sich in der antifaschistischen Bewegung gegen Hitler. Nach dem deutschen Überfall auf die Sowjetunion 1941 wurde er wie viele andere Deutsche vom NKWD nach Kasachstan zwangsevakuiert. Hier starb er, geschwächt durch harte körperliche Arbeit und abgeschnitten von seinen Rentenzahlungen, mit 69 Jahren.

## Biografie

### Jugend und Werdegang

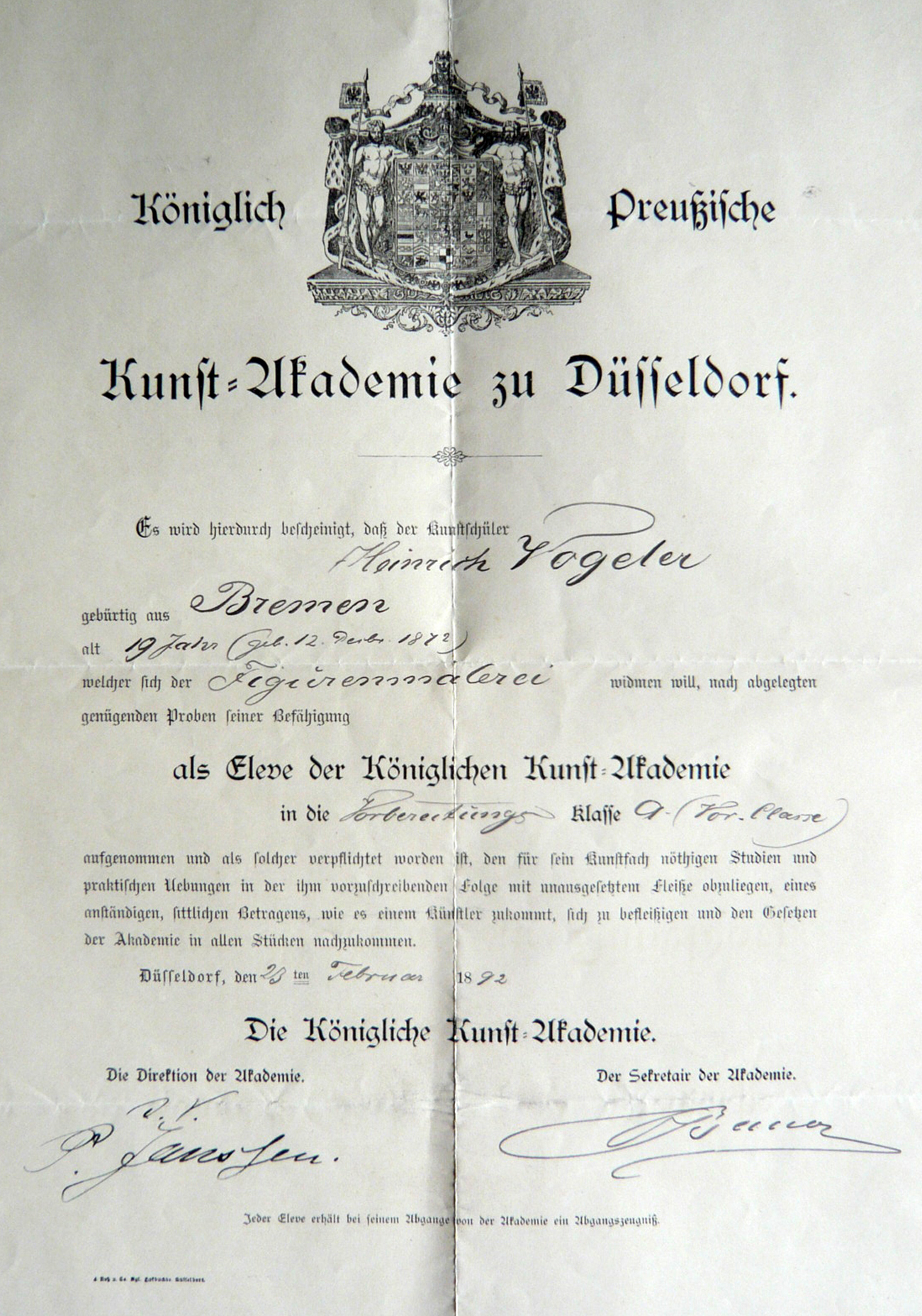
Aufnahme Heinrich Vogeler am 23. Februar 1892 an der Kunstakademie Düsseldorf unter Peter Janssen d. Ä.

Stehend: Otto Modersohn, Fritz Mackensen, Heinrich Vogeler; sitzend: Fritz Overbeck, Hermann Allmers, Carl Vinnen, 1895

Heinrich Vogeler wuchs als zweites von sieben Kindern des Eisenwarengroßhändlers Carl Eduard Vogeler und seiner Frau Marie Louise, geb. Förster, in gutbürgerlichen Verhältnissen im Haus Außer der Schleifmühle 51 in Bremen auf. Das erste und das dritte Kind starben früh, so dass Heinrich als Ältester das väterliche Geschäft übernehmen sollte. Die ungeliebte Schule schloss er mit der Mittleren Reife ab und sollte mit der Lehre in einem Bremer Handelshaus beginnen. Vogeler konnte jedoch seinen Vater überzeugen, ihm ein Studium an der Kunstakademie in Düsseldorf zu gestatten, das seinen künstlerischen Neigungen entsprach. Er nahm 1890 das Studium in Düsseldorf als Kunstschüler auf und wurde im Februar 1892 Eleve der Kunstakademie. Im September 1892 unterbrach er sein Studium, unter anderem aufgrund eines Konflikts mit seinem Lehrer Peter Janssen d. Ä. Er war mit den Lehrmethoden nicht einverstanden, blieb den kunsthistorischen Vorlesungen fern und handelte sich einen Verweis des Akademieprofessors ein. Im Frühjahr 1893 kehrte er an die Akademie zurück und beendete sein Studium im Wintersemester 1894/1895. Während des Studiums wurde er Mitglied der studentischen Malerverbindung Tartarus und wurde dort Mining genannt, nach einer Romanfigur von Fritz Reuter. Dieser Spitzname sollte ihn ein Leben lang begleiten.
Im Herbst 1894 starb Vogelers Vater und der elterliche Betrieb wurde verkauft. Sein Erbteil gestattete es Heinrich Vogeler vorerst, ein sorgenfreies Künstlerleben zu führen. Nach dem Studium (1890–1894/95), unterbrochen durch Reisen nach Holland, Brügge, Genua, Rapallo und Paris, schloss er sich 1894 den Malern Fritz Mackensen, Hans am Ende, Otto Modersohn, Fritz Overbeck und Carl Vinnen in der Künstlerkolonie Worpswede an. Hans am Ende führte ihn in die Technik des Radierens ein. Gemeinsame Ausstellungen im Glaspalast München in den Jahren 1895 und 1896 machten die Malergruppe aus Worpswede im ganzen Land bekannt und brachten viele Auszeichnungen.

### Frühwerk

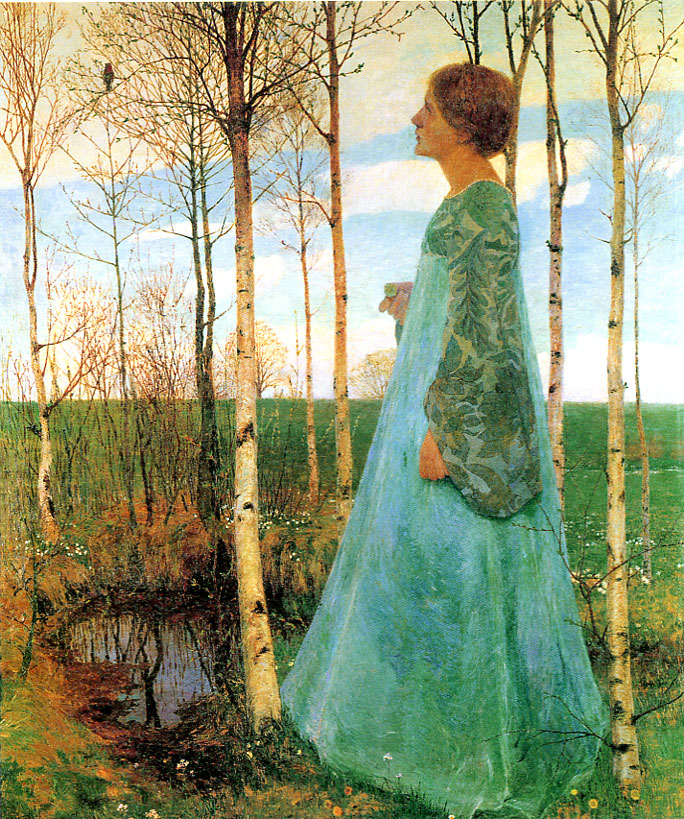
Frühling, 1897, Haus im Schluh, Worpswede

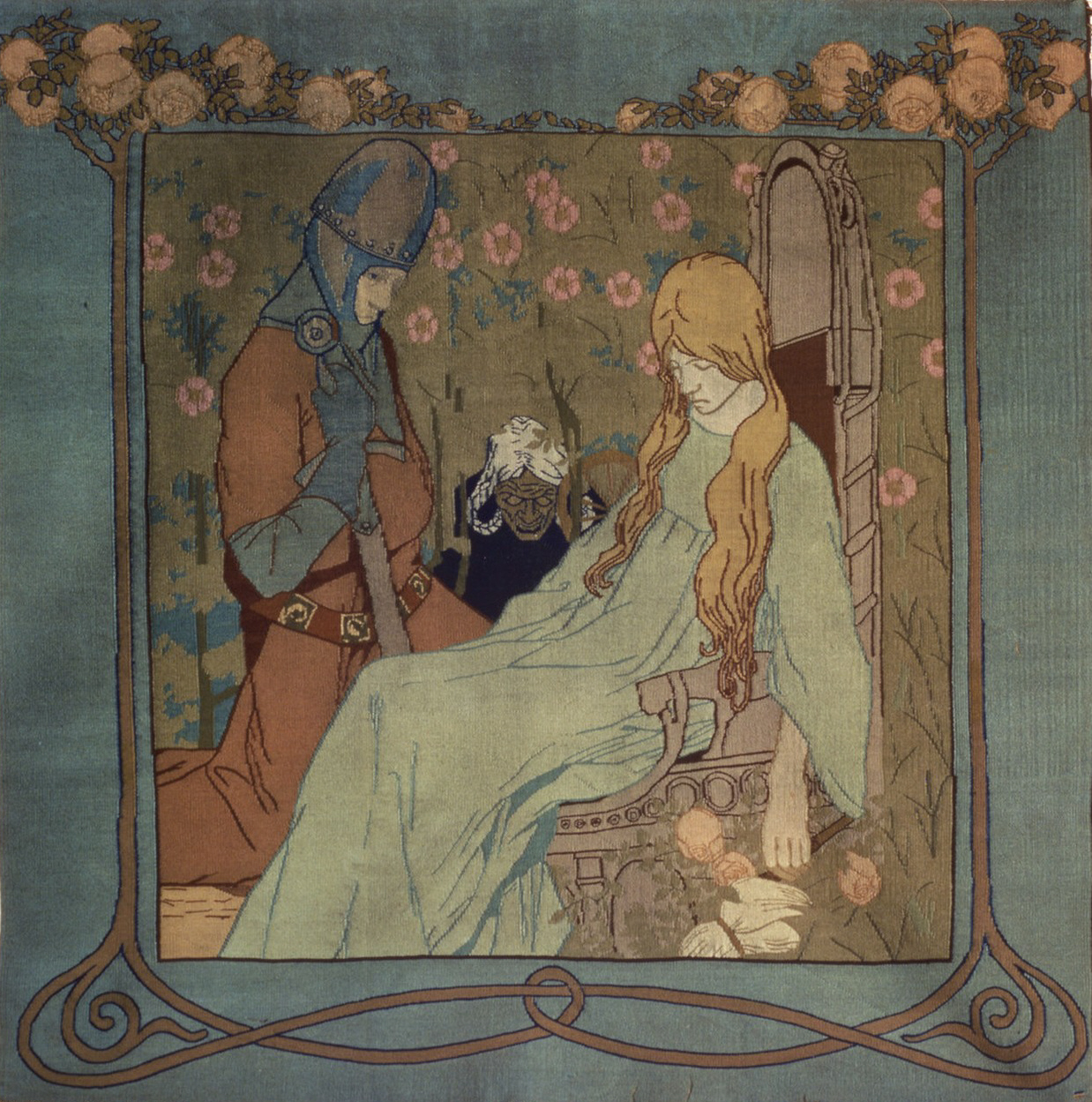
Wandteppich Dornröschen, 1898

Vogelers frühe Malerei nahm eine Sonderstellung ein, sie ist präraffaelitisch und steht in der Tradition der englischen Malergruppe um Dante Gabriel Rossetti und Edward Burne-Jones. Diese Gruppe suchte entgegen der akademischen Lehrmeinung ihre Inspiration in der italienischen Malerei des 15. Jahrhunderts und beeinflusste später die Entwicklung des Jugendstils mit ihren biblischen, mythologischen oder märchenhaften Themen. Neben der Malerei schuf er auch Wandteppiche, ein Beispiel ist Dornröschen von 1898.
Wie die Präraffaeliten versetzte Vogeler biblische Themen und Motive aus Sagen in die Heimatlandschaft. Ein Beispiel ist das Gemälde Wintermärchen aus von 1897, in dem die Heiligen Drei Könige in fürstlicher Kleidung und Holzschuhen in einer Worpsweder Winterlandschaft erscheinen. Weitere Beispiele für seine frühen präraffaelitischen Werke sind Frühling, Heimkehr, Abschied (1898), Schwanenmärchen (1899), Liebespaar (1901) und Verkündigung von 1902. Der Florentiner Maler Sandro Botticelli war für ihn ein Vorbild, und er erkannte in dessen Bildern sein eigenes sehnsüchtiges Verlangen nach einer besseren Zeit. Eine Reproduktion von Botticellis Die Geburt der Venus hing in seinem Atelier. Mit seiner Malerei war Vogeler nicht zufrieden, spürte er doch den qualitativen Unterschied zu seinen Vorbildern aus der Renaissancezeit.

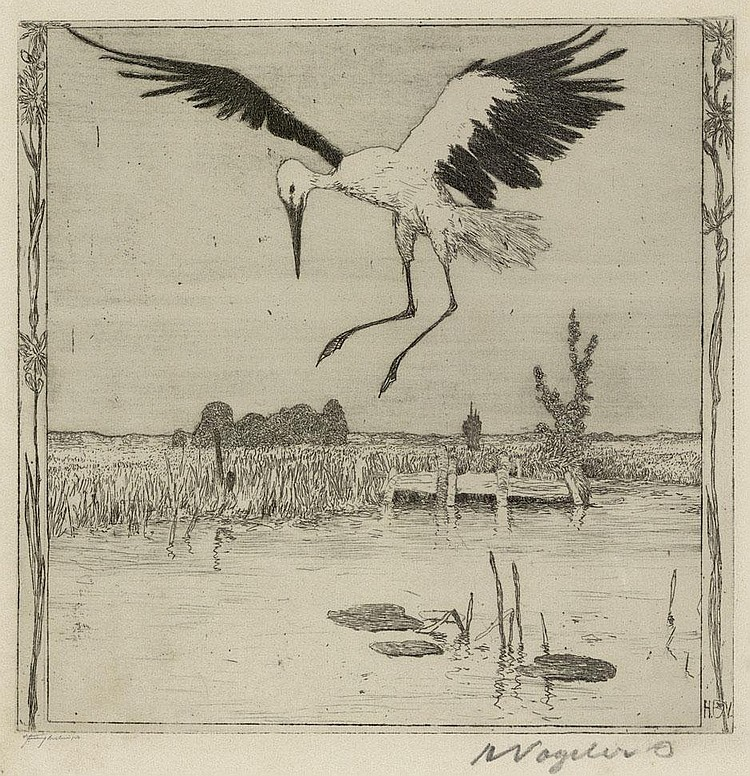
Storch überm Weiher, Radierung, 1899

Einen weiteren Schwerpunkt bildeten Vogelers grafische Arbeiten, die seinen Ruf als Jugendstilkünstler begründeten. Die romantischen Radierungen zwischen 1895 und 1899, wie zum Beispiel Storch überm Weiher von 1899 und die Illustrationen zu Gerhart Hauptmanns Die versunkene Glocke, fanden große Zustimmung im In- und Ausland. Druckgrafik, „sociale Malerei“, wie er sie nannte, wurde aufgrund ihrer weiten Verbreitung beim Bildungsbürgertum sehr beliebt.

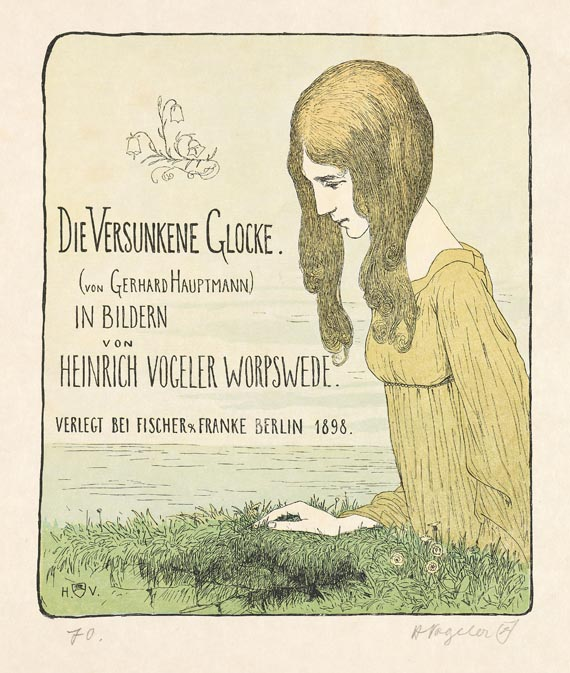
Gerhart Hauptmann: Die versunkene Glocke, 1898

Sehr erfolgreich war Vogeler mit seinen zeichnerischen Werken: Im 1896 gegründeten Eugen Diederichs Verlag übernahm er Illustrationsaufgaben und arbeitete für die literarische Zeitschrift Die Insel – ab 1901 der Insel Verlag. Die Insel wurde 1899 von Otto Julius Bierbaum, Alfred Walter Heymel und Rudolf Alexander Schröder als literarische Monatszeitschrift mit Buchschmuck und Illustrationen in München gegründet. Sie zeigte die ästhetischen Vorstellungen der bürgerlichen Reformbewegung im wilhelminischen Deutschland auf und sollte die deutsche Buchkunst erneuern, die im 19. Jahrhundert auf ein tiefes Niveau gefallen war. Vogeler wurde für die künstlerische Gestaltung der Zeitschrift und der Bücher des Verlags gewonnen; er entwarf Illustrationen, Vignetten, Zierleisten und Bucheinbände, um sie mit dem literarischen Inhalt zur ästhetischen Einheit zu verbinden. Zu den ersten Veröffentlichungen des Verlags gehörte sein illustrierter Gedichtband Dir und die Mappe mit Radierungen An den Frühling sowie die Illustrationen zu Oscar Wildes Märchen. Die Nähe zur englischen Zeichen- und Buchkunst Aubrey Beardsleys und zur Arts-and-Crafts-Bewegung ist offensichtlich.
Vogeler bezeichnete später seine frühen Zeichnungen für den Insel Verlag als Realitätsflucht:

„Meine graphischen Arbeiten aus dieser Zeit drückten wohl die Horizontlosigkeit aus. Unbewußt entstand eine rein formale wirklichkeitsfremde Phantasiekunst ohne Inhalt. Sie war eine romantische Flucht aus der Wirklichkeit, und daher war sie auch wohl für den bürgerlichen Menschen eine erwünschte Ablenkung von den drohenden sozialen Fragen der Gegenwart. […] So traf wohl meine Inselgraphik den Charakter einer besonderen Zeitepoche, die auch meinen Charakter irgendwie formte, eine uferlose Romantik, hinter aller Wirklichkeit und im Widerspruch zu ihr.“

Seine erste große Sonderausstellung veranstaltete Vogeler im Herbst 1898 in Arno Wolframs Kunstsalon im Viktoriahaus in Dresden. Im Auftrag des Kölner Schokoladeproduzenten Ludwig Stollwerck schuf er die 1902 publizierte Stollwerck-Bilderserie „Gänsemagd-Königssohn“, die von Versen von Franz Eichert begleitet wurde.

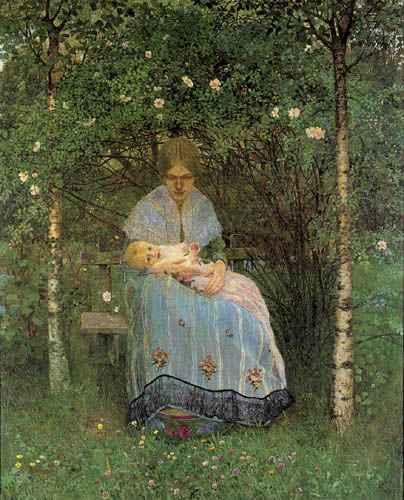
Erster Sommer, 1902

Vogeler unternahm von November 1902 bis März 1903 seine längste Reise nach Italien. In Rom hielt er sich im Atelier seines Freundes Otto Sohn-Rethel in der Villa Strohl-Fern auf. Er reiste weiter nach Neapel, wo er Pompeji besuchte und die Fresken von Hans von Marées in der Zoologischen Station. Zurück ging es nach Rom und von dort in den Norden Italiens nach Florenz, Bologna, Padua, Vicenza und Venedig. Zu dieser Zeit wurde sein Bild Erster Sommer auf einer Ausstellung der Berliner Secession in der Kantstraße ausgestellt. Es stellt seine Frau Martha mit der erstgeborenen Tochter Marieluise, genannt Mieke, dar.
Heinrich Vogeler gehörte 1904 zu den Künstlern, die sich an der (noch von den Münchener Sezessionisten ermöglichten) ersten Ausstellung der Mitglieder des Deutschen Künstlerbundes im Königlichen Kunstausstellungsgebäude am Königsplatz beteiligten; er zeigte dort erstmals das Ölgemälde Verkündigung.

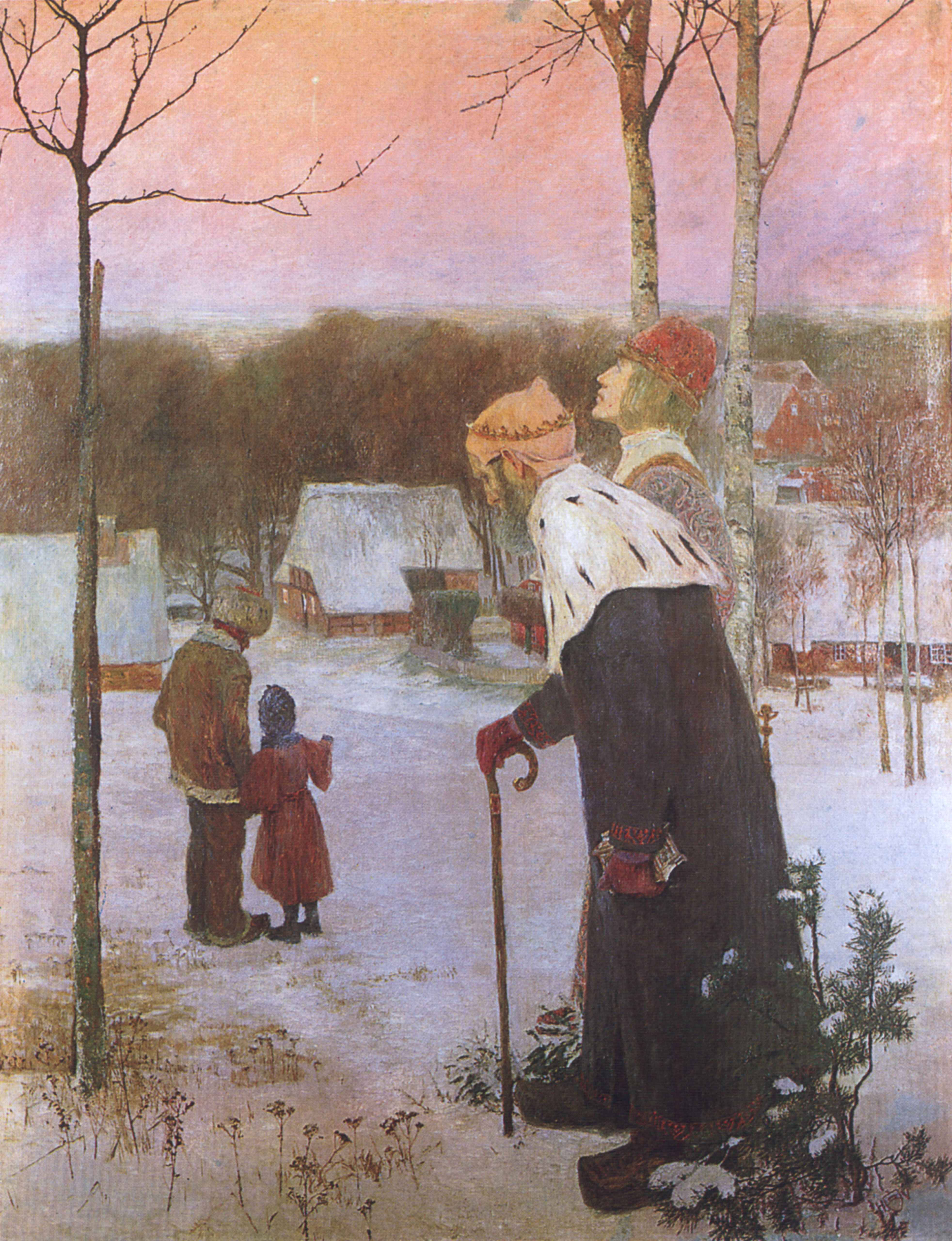
Wintermärchen, 1897
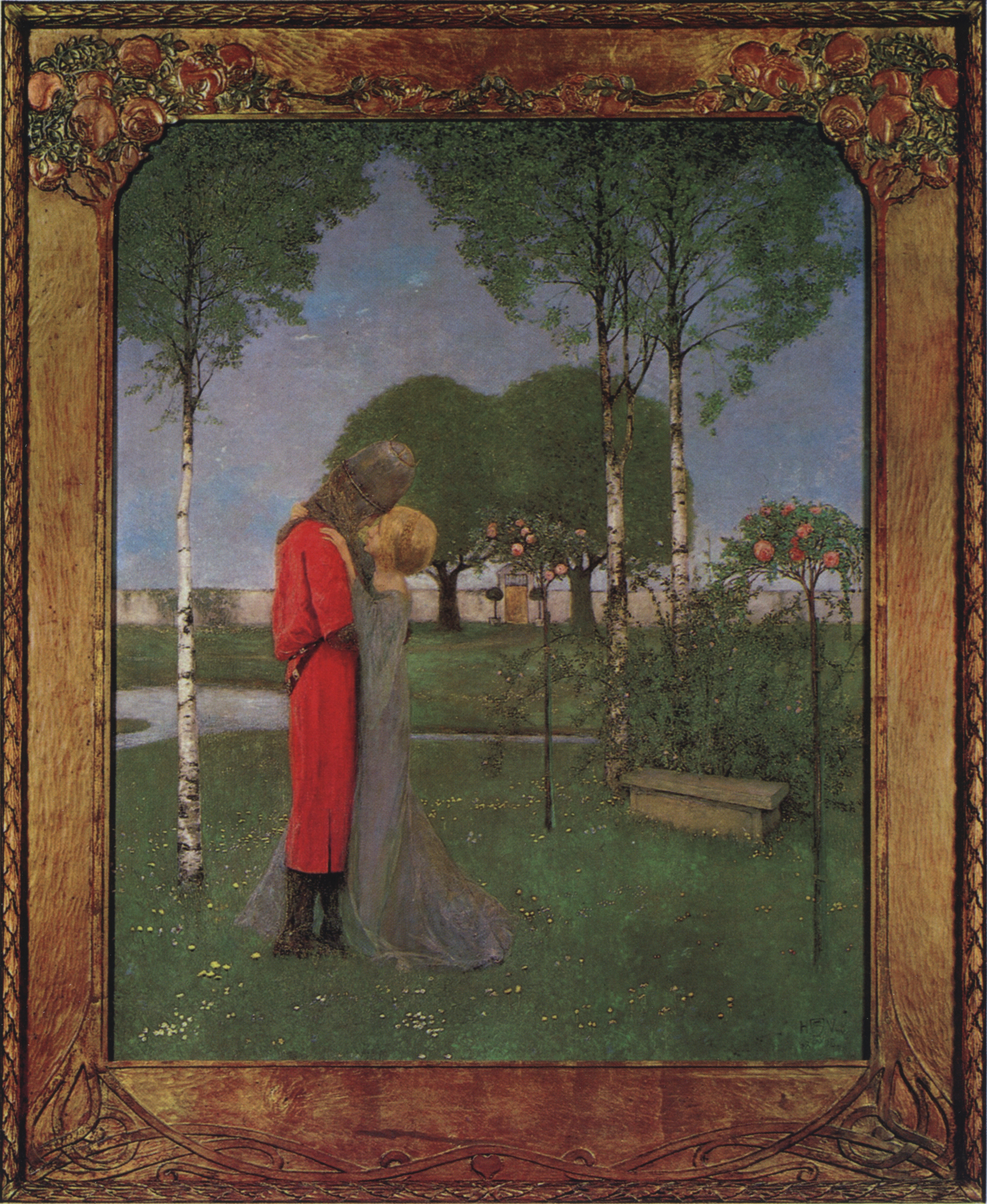
Heimkehr, 1898
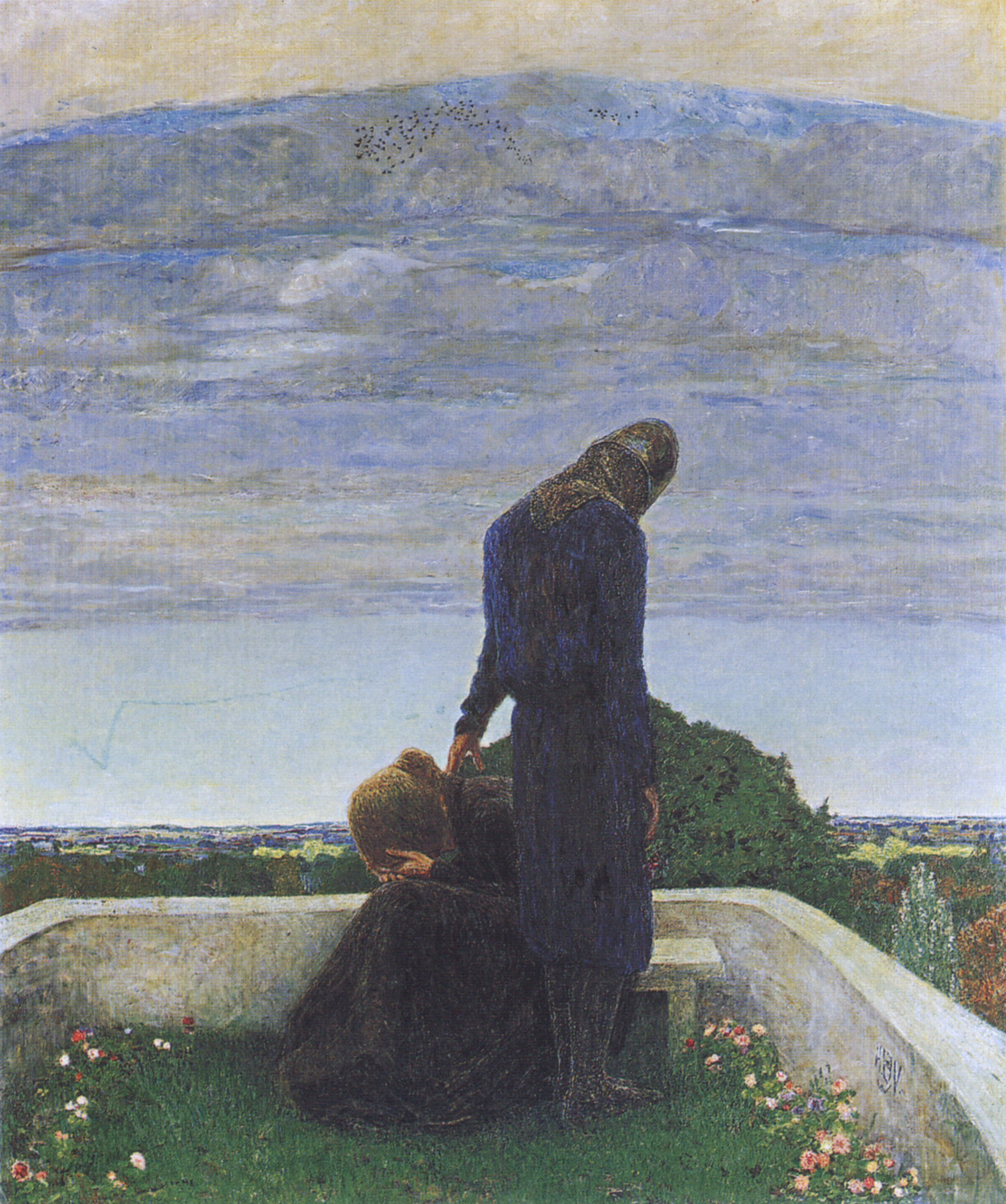
Abschied, um 1898
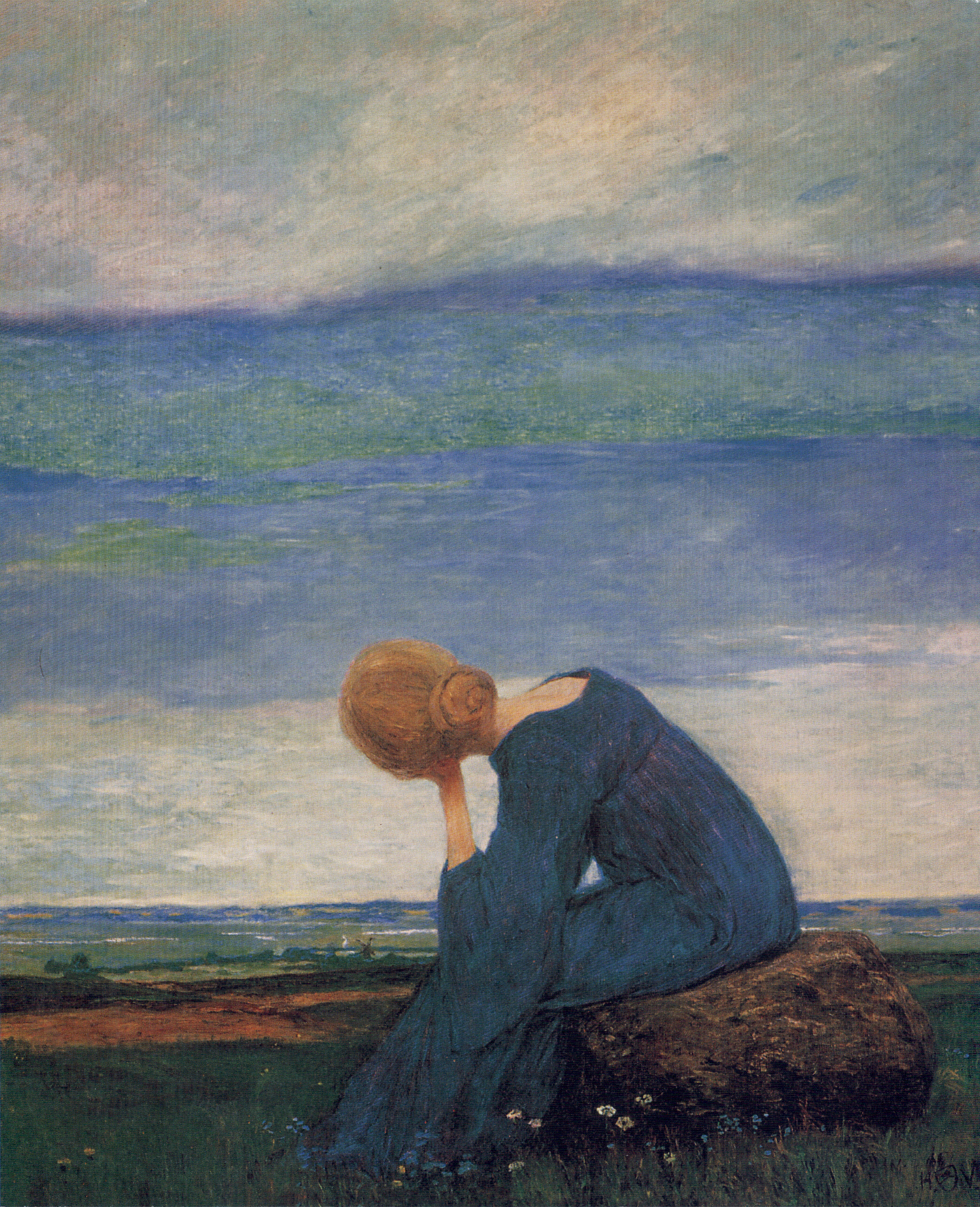
Sehnsucht (Träumerei), um 1900
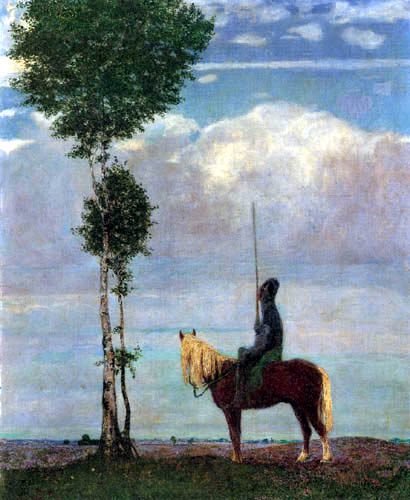
Am Heiderand, 1900
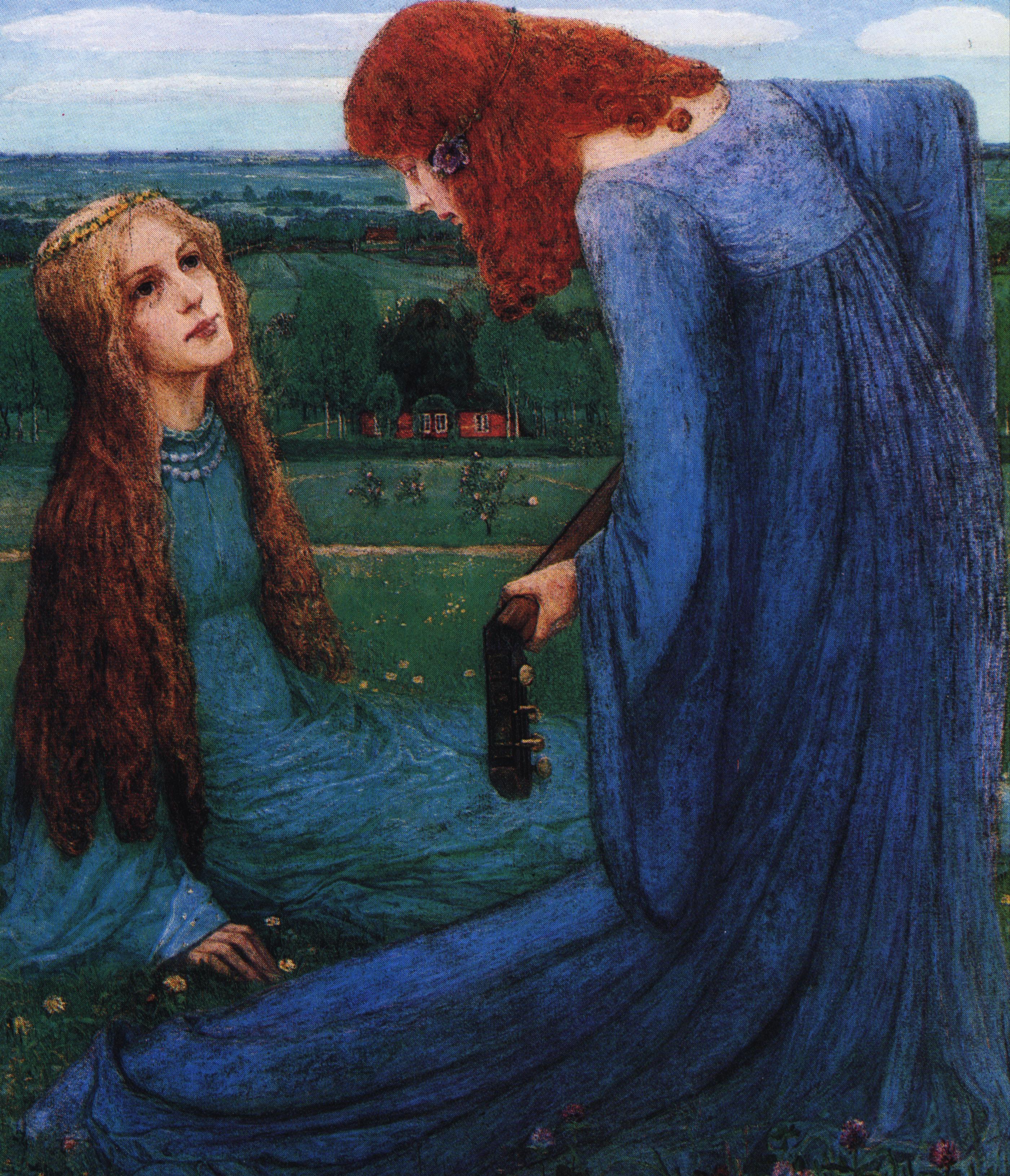
Verkündigung, 1901
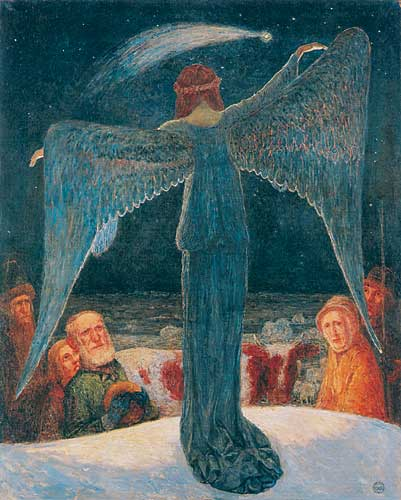
Verkündigung an die Hirten, 1902
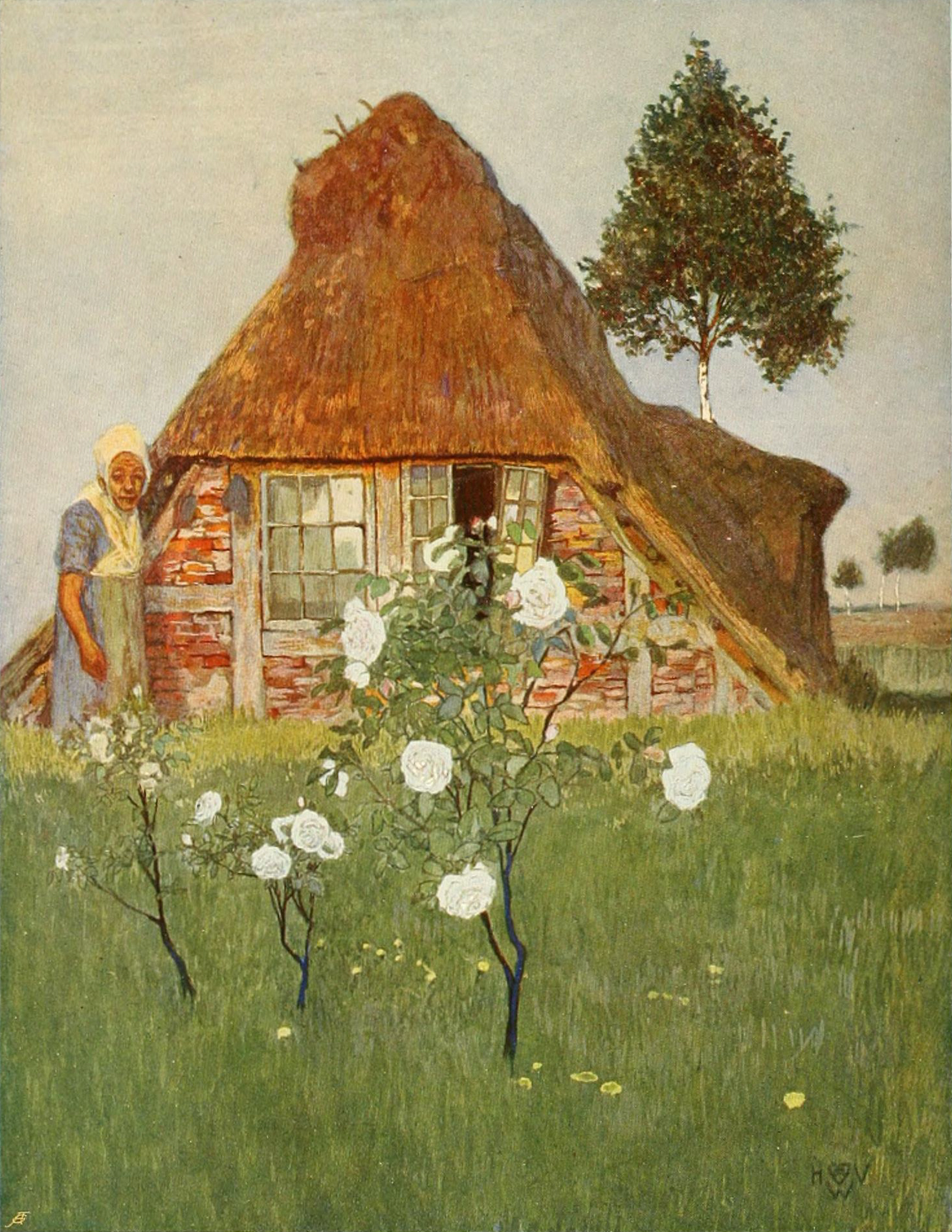
Abendsonne im Moor, vor 1903
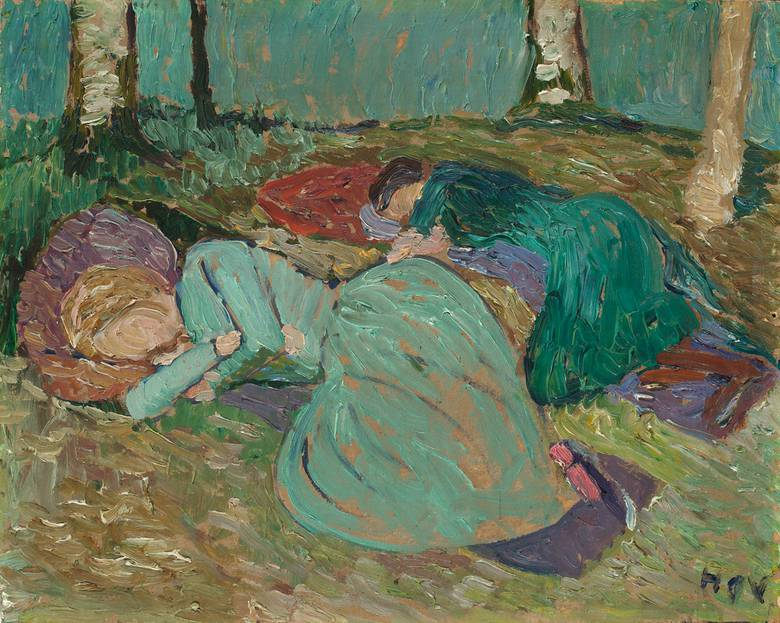
Martha Vogeler und Paula Modersohn-Becker im Garten schlafend, um 1904

### Leben auf dem Barkenhoff

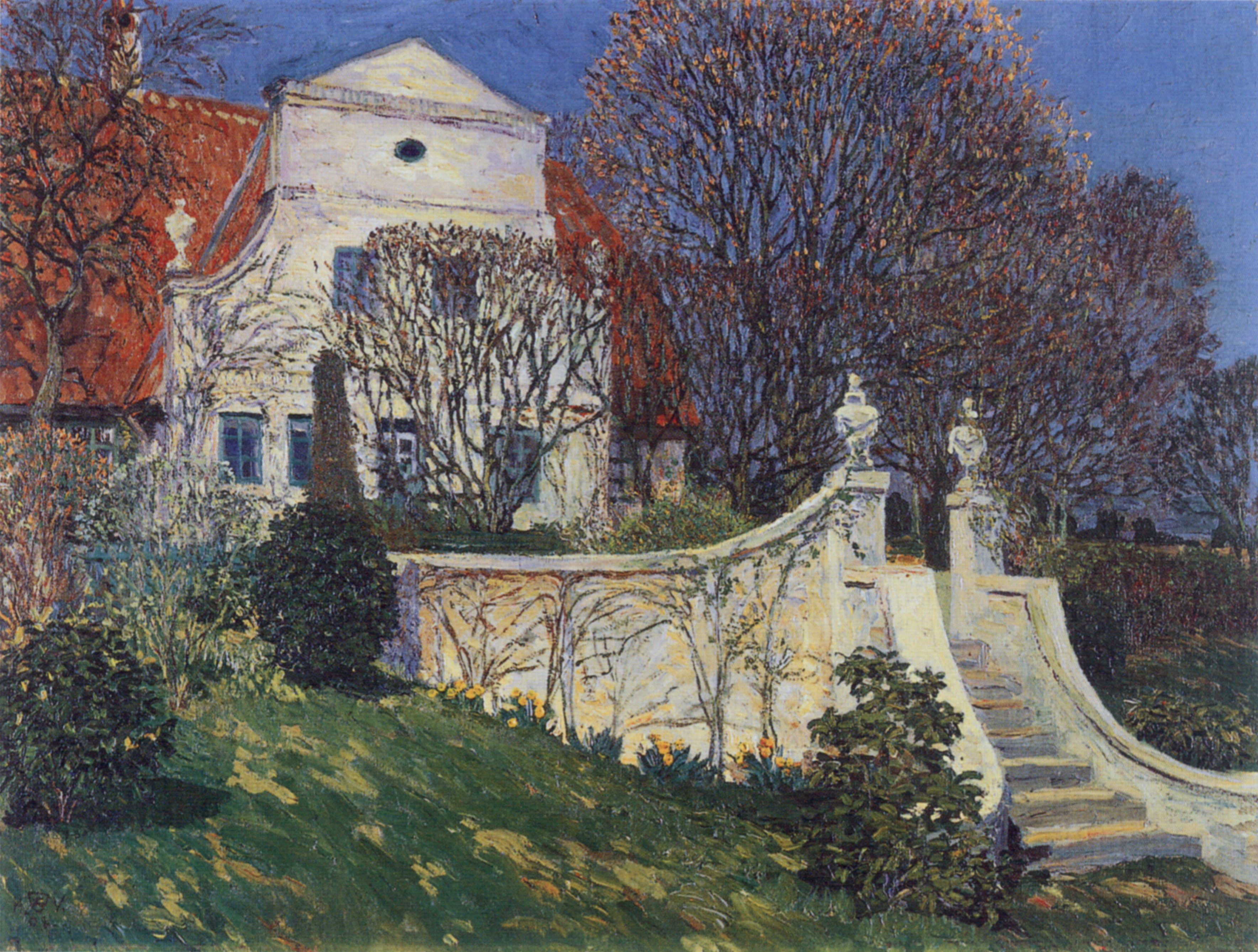
Der Barkenhoff, 1904

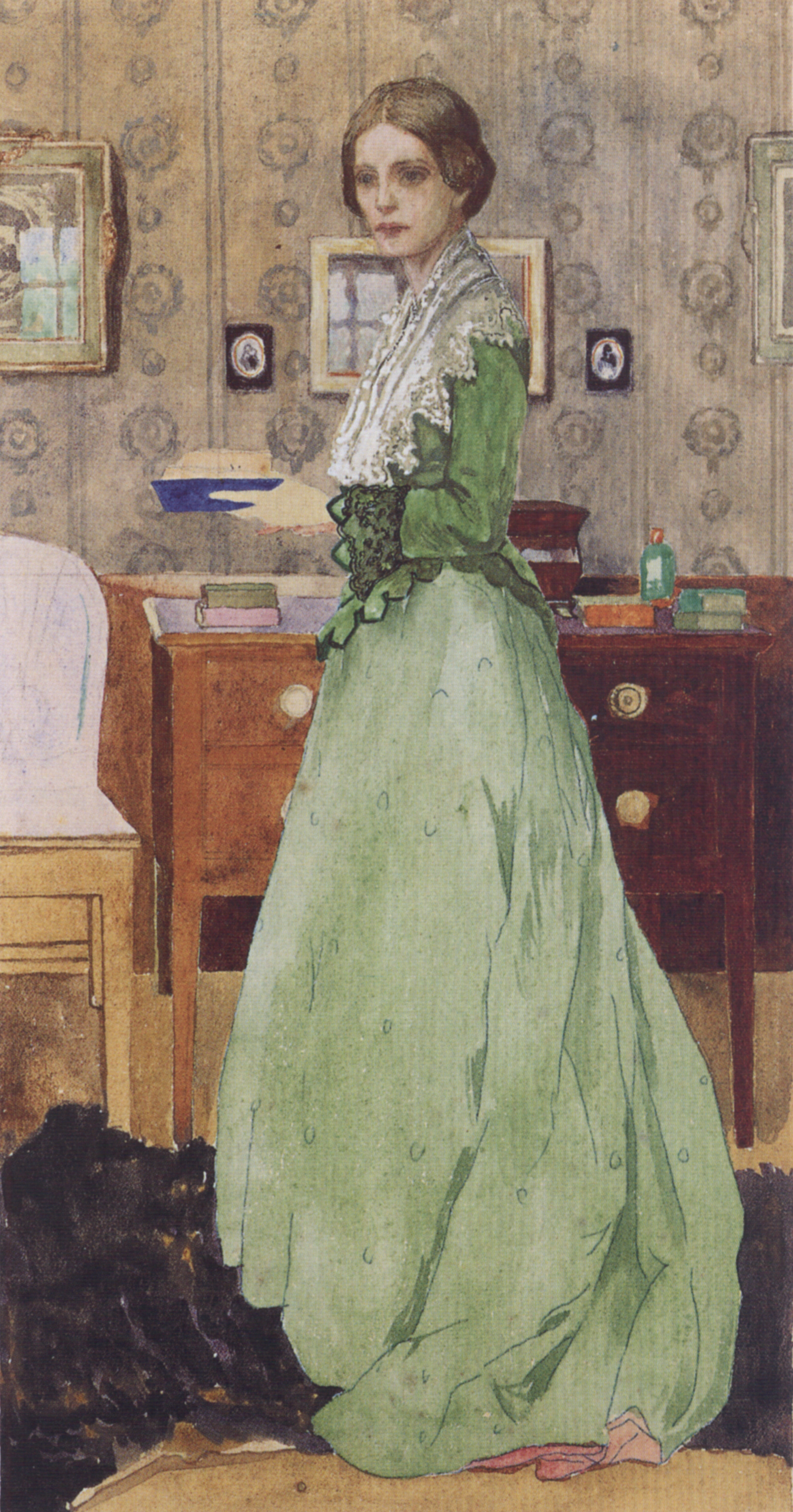
Martha Vogeler im Barkenhoff, 1901

Vogelers Haus, das er Barkenhoff (niederdeutsch für „Birkenhof“) nannte, ursprünglich eine Bauernkate, gestaltete er ab 1895 nach Prinzipien des Jugendstils und verwandelte es in ein Künstlerdomizil mit selbst entworfenen Möbeln, Geschirr und Tapeten. Den Garten schmückte er mit symmetrisch angelegten Blumenbeeten und Hecken und pflanzte ein Birkenwäldchen, das dem Haus seinen Namen gab. Das Anwesen als Gesamtkunstwerk von Architektur, Kunst, Inneneinrichtung und Garten sollte mit Vogelers Leben verbunden werden. In seiner Kleidung passte er sich dieser Traumwelt an und trug Stehkragen, Zylinder und Schoßrock wie in der Zeit des Biedermeiers. Für seine Frau Martha entwarf er Kleider und Schmuck und wollte sie auf diese Weise in seine Traumwelt mitnehmen. Vermutlich war das Vorbild William Morris, der 1860 sein Red House mit Inneneinrichtung und Garten in Bexleyheath, Kent, nach eigenen Entwürfen errichten ließ.

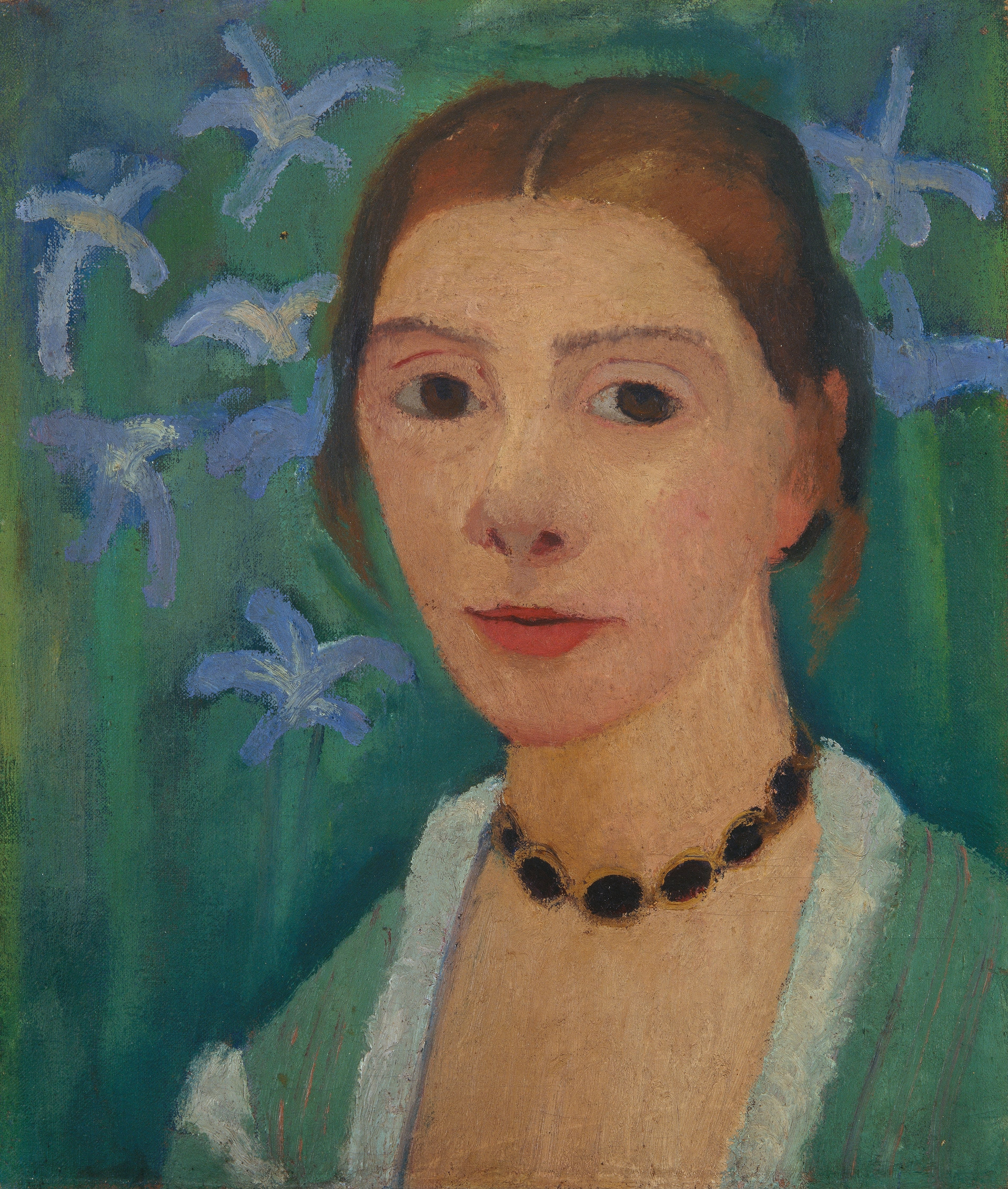
Paula Modersohn-Becker: Selbstbildnis vor grünem Hintergrund mit blauer Iris, um 1905

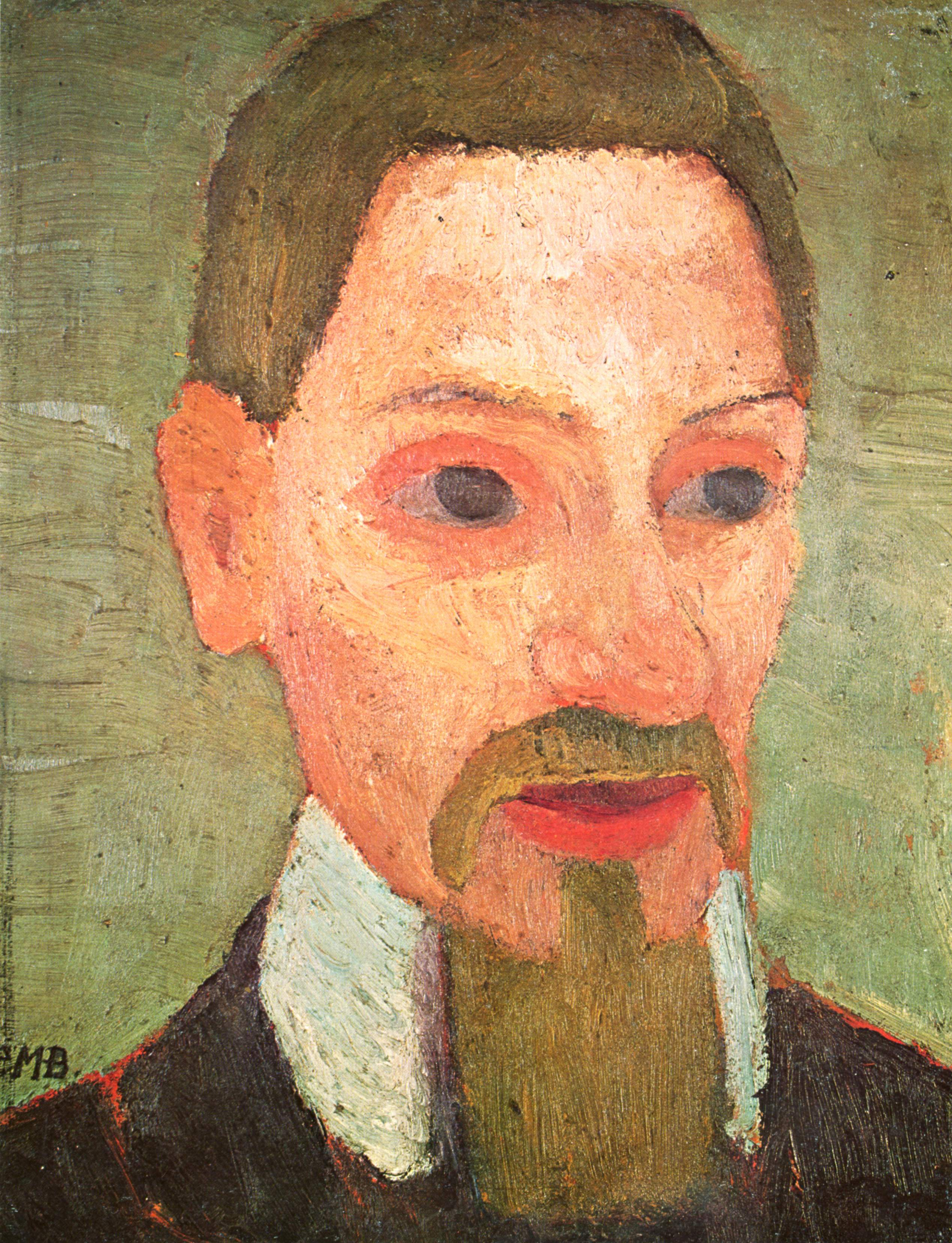
Paula Modersohn-Becker: Porträt des Rainer Maria Rilke, 1906

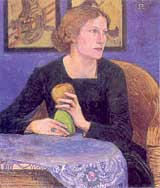
Porträt Martha Vogeler, 1910

Der Barkenhoff wurde ein wichtiger Treffpunkt der Künstlerkolonie. Zur Barkenhoff-Familie gehörten der Dichter Rainer Maria Rilke, dessen Frau, die Bildhauerin Clara Rilke-Westhoff, Otto Modersohn, Paula Modersohn-Becker, deren Schwester Milly, seine Ehefrau Martha Vogeler, sein Bruder Franz mit Frau Philine. Die drei Paare Rilke, Modersohn und Vogeler heirateten alle 1901.

Rilkes Spruch „Licht ist sein Loos / ist der Herr nur das Herz und die Hand / des Bau’s mit den Linden im Land / wird auch sein Haus / schattig und groß“, den der Dichter zum Weihnachtsfest 1898 geschrieben hatte, ließ Vogeler als Haussegen über der Eingangstür des Barkenhoffs anbringen. Zu den Besuchern des Hauses gehörten beispielsweise Richard Dehmel, Gerhart Hauptmann, Carl Hauptmann, Thomas Mann, der Insel-Verlagsgründer Rudolf Alexander Schröder und Max Reinhardt. Sonntags las und rezitierte der Künstlerkreis, tanzte, sang und gestaltete das Leben als Kunstwerk. Doch die gemeinsamen Feste täuschten darüber hinweg, dass die Gemeinsamkeiten weniger wurden und Kritik an der Kunst der anderen aufkam. Ab 1902 stellten die Künstler nicht mehr als Gruppe aus, die gerade geschlossenen Ehen wiesen die ersten Risse auf; das neue Jahrhundert forderte neue Denkansätze. In Vogelers Traumwelt war kein Platz für das reale Leben. Martha Vogeler, die er in ein phantasiertes Frauenbild presste und die er nur aus schützender Entfernung lieben konnte, entglitt ihm immer mehr. Das zeigte sich in vielen von ihr gemalten Porträts, die eine kühle Distanz aufweisen. Er erkannte die Sackgasse, in die er auf die Frage nach dem Sinn seines Lebens geraten war:

„Ich arrangierte alles so, daß die Gäste sich selbst als Träger des Festes fühlten. Aber ehe ein Fest seinen Höhepunkt erreichte, war ich verschwunden, grundlos böse mit mir selbst. Warum konnte ich keine Feste feiern? Ich habe es nie verstanden, warum ich, der Glückspilz, dieser Mensch, dem alles gelang, was er anfaßte, nun dasaß, fern vom Fest am einsamen Berghang, ein Häufchen Elend, den Kopf in den Händen und auf den blanken Wiesenfluß starrend […].“

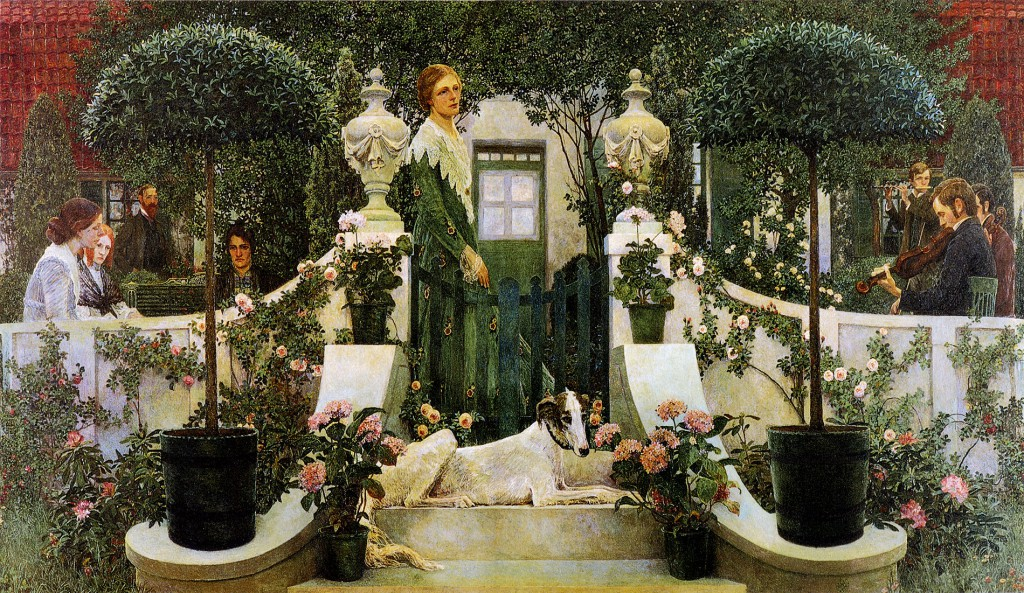
Sommerabend (Das Konzert), 1905

1905 vollendete Vogeler sein bekanntes großformatiges Gemälde Sommerabend (auch genannt Das Konzert), das ein Konzert auf der Terrasse des Barkenhoffs zeigt und als zentrale Person seine Frau darstellt, die gedankenvoll in die Ferne blickt. Der russische Barsoi vor ihr auf der Treppe war ein Geschenk Alfred Heymels. Bis auf Rilke sind fast alle Personen der Barkenhoff-Familie dort versammelt. Vogeler, ganz rechts halb verdeckt, stellt sich selbst Cello spielend dar, links neben ihm sitzt sein Bruder Franz mit Geige, der Flötist ist sein Schwager Martin. Auf der linken Bildseite ist Paula Modersohn-Becker zu sehen, neben ihr Agnes Wulff und Clara Rilke-Westhoff. Der Bärtige im Hintergrund ist Otto Modersohn. Das Gemälde wurde in Oldenburg anlässlich der „Nordwestdeutschen Kunstausstellung“ 1905 gezeigt. Dort wurde Vogeler mit der Großen Medaille für Kunst und Wissenschaft ausgezeichnet. Der Sommerabend gilt als Krönung seiner ersten Schaffensperiode.

### Güldenkammer im Bremer Rathaus

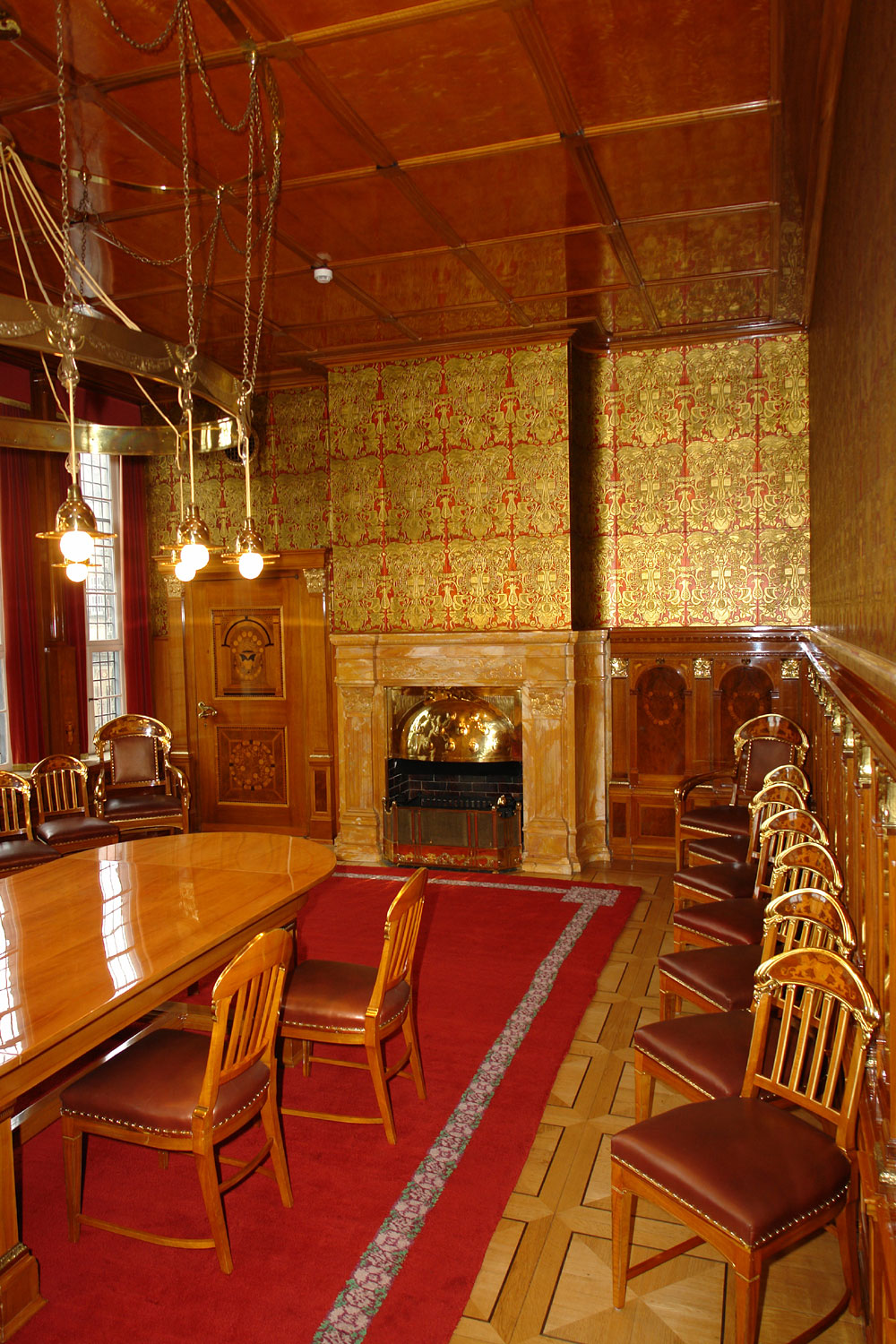
Güldenkammer im Bremer Rathaus

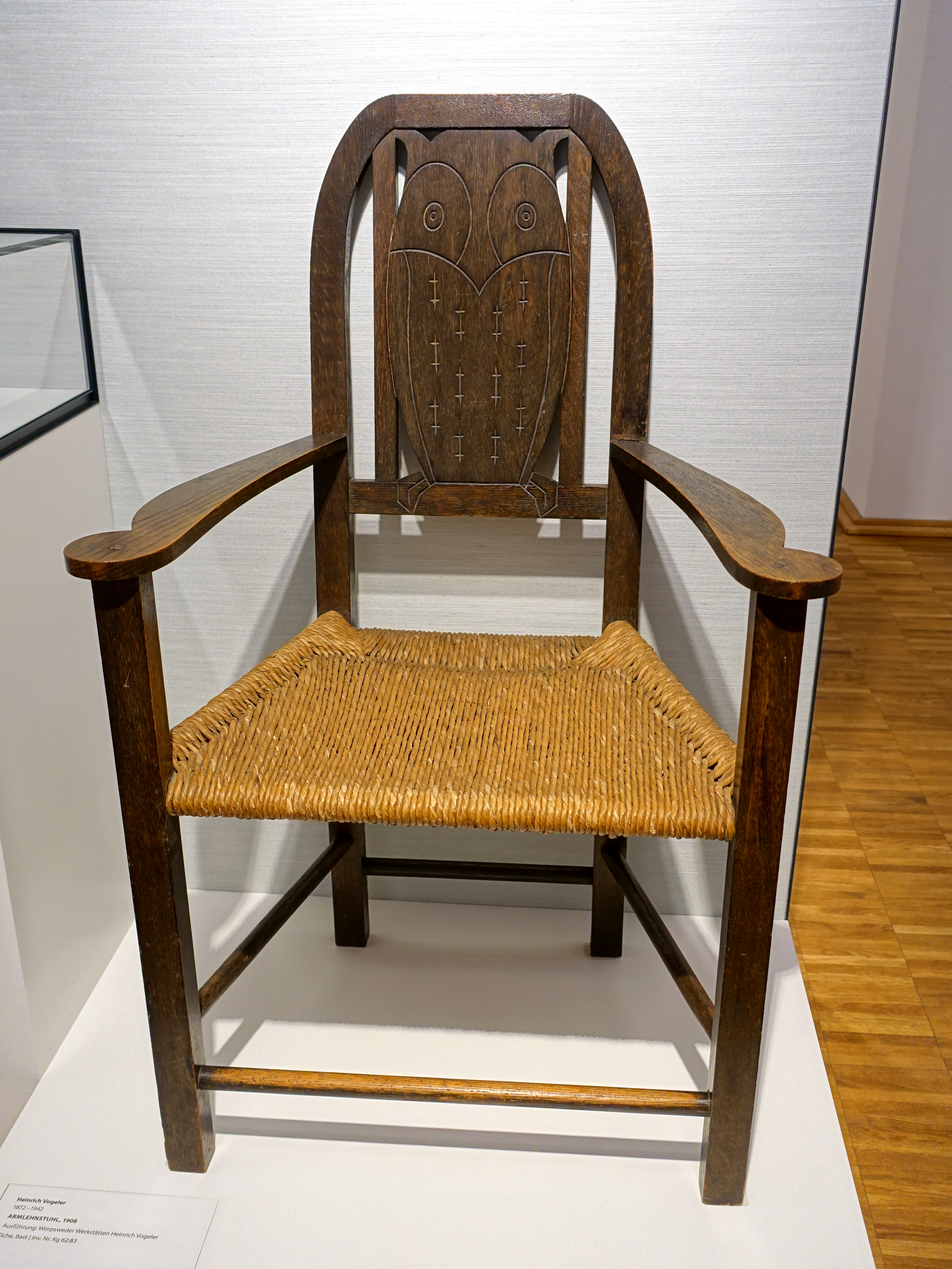
Armlehnstuhl aus Eichenholz, Worpsweder Werkstätte, 1908

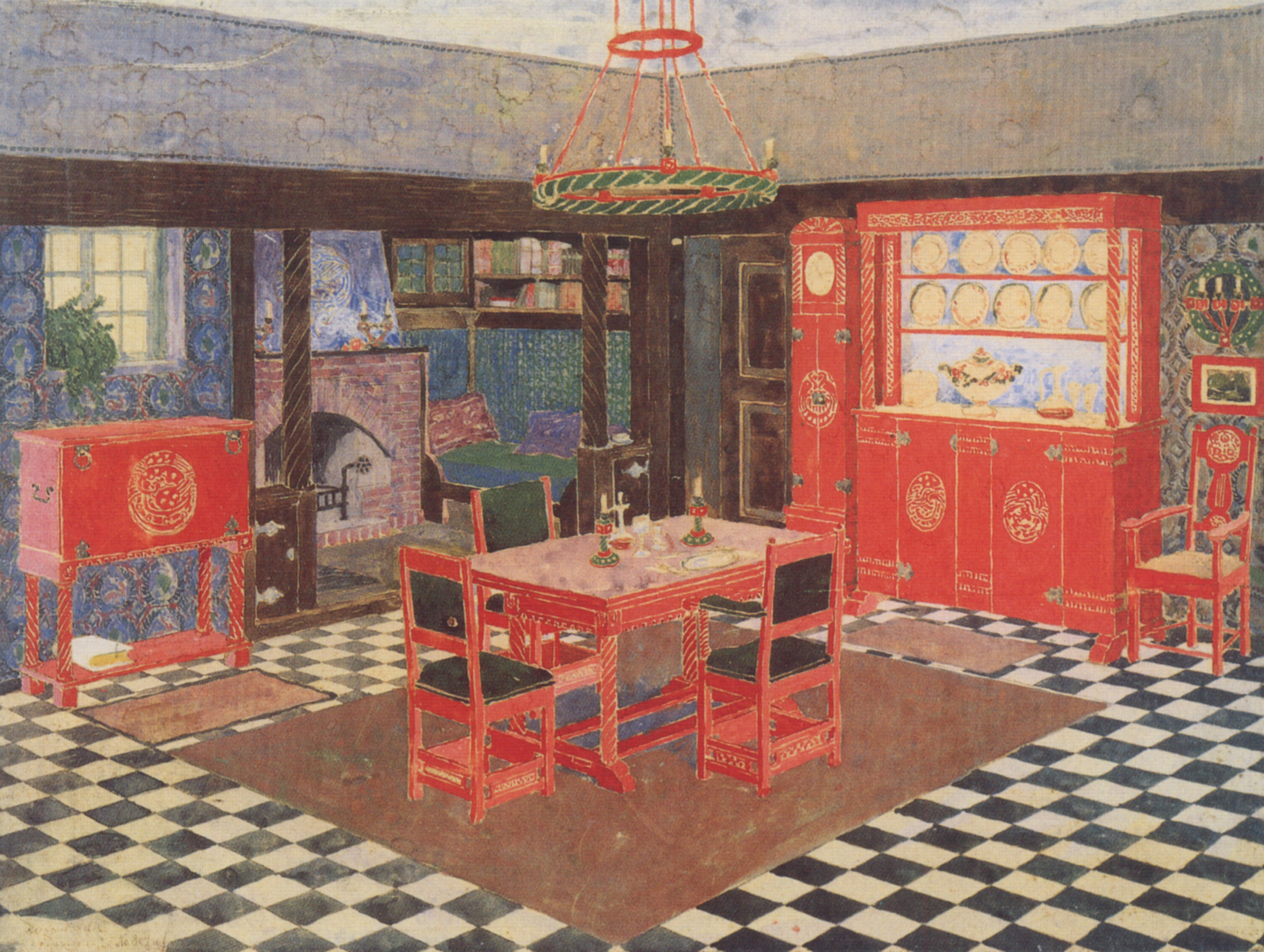
Entwurf für ein Speisezimmer, um 1909

Von 1904 bis 1905 gestaltete Vogeler für den Bremer Senat nach der Empfehlung des Kunsthallenleiters Gustav Pauli die Güldenkammer im Bremer Rathaus neu. Das kleine bereits 1595 in die Obere Halle eingebaute Zimmer gestaltete er vollständig im Jugendstil, von den Türgriffen über das Kamingitter und die Leuchter bis hin zur vergoldeten Ledertapete. Diese Arbeit machte ihn im kunstgewerblichen Bereich bekannt. Er entwarf auch Bestecke, Gläser und Möbel, die im Kunst- und Kunstgewerbehaus Worpswede GmbH, begründet von seinem jüngeren Bruder Franz, vertrieben wurden und die ihm mehr Erfolg brachten als seine Malerei.

### Soziales Engagement
Wegen eines Augenleidens unternahm Vogeler 1906 zur Erholung eine Seereise nach Ceylon; die britische Kolonialherrschaft dort schockierte ihn. Während einer Reise nach Lodz im Jahr 1907 lernte er das soziale Engagement einer Fabrikantenfrau kennen, die sich für Arbeiterfamilien einsetzte. Diese Erlebnisse, insbesondere die Lektüre der Werke des russischen Schriftstellers Maxim Gorki, weckten Vogelers Bereitschaft, sich für die Belange der Arbeiterklasse einzusetzen.
1907 stellte er den Maler und Architekten Walter Schulze als Mitarbeiter ein, vergrößerte den Barkenhoff und begann, den Bahnhof von Worpswede zu planen. Im selben Jahr war Vogeler Mitbegründer des Deutschen Werkbundes. Ein Jahr später gründete er mit seinem Bruder Franz die Worpsweder Werkstätte in Tarmstedt, einen Tischlerbetrieb zur Herstellung von preiswerten Serienmöbeln, die für weniger Begüterte erschwinglich sein sollten.
Als Stadtplaner setzte er sich für bezahlbaren Wohnungsbau ein. So reiste er 1909 mit einer Studiengruppe der Deutschen Gartenstadt-Gesellschaft nach England und besichtigte dort eine vorbildliche Arbeitersiedlung in Liverpool, Port Sunlight, lernte aber in Glasgow und Manchester auch Elendsviertel kennen. Die Realisierung des Entwurfs eines Arbeiterdorfes für die Mitarbeiter einer Möbelfabrik im Bremer Raum scheiterte aus finanziellen Gründen. Er fand keine Geldgeber und erhielt den Rat, doch lieber wieder schöne Bilder zu malen.
1910 wurden seine innenarchitektonischen Arbeiten auf der Brüsseler Weltausstellung ausgezeichnet, seine Jugendstilgrafik fand jedoch keine Anhänger mehr. Seine Ehe geriet in eine Krise, Martha Vogeler hatte eine Beziehung zu dem Studenten Ludwig Bäumer begonnen.
1912 entwarf er für seinen Freund Emil Löhnberg das Haus im Stryck in Willingen im Sauerland, das er mit natürlichem Baumaterial ausstattete und in dem er sich oft als Gast aufhalten sollte. Im Herbst 1912 verließ er den Barkenhoff und richtete sich in Berlin ein kleines Atelier ein, in dem er Exlibris und Werbegrafiken, zum Beispiel für die Firma Bahlsen, entwarf.

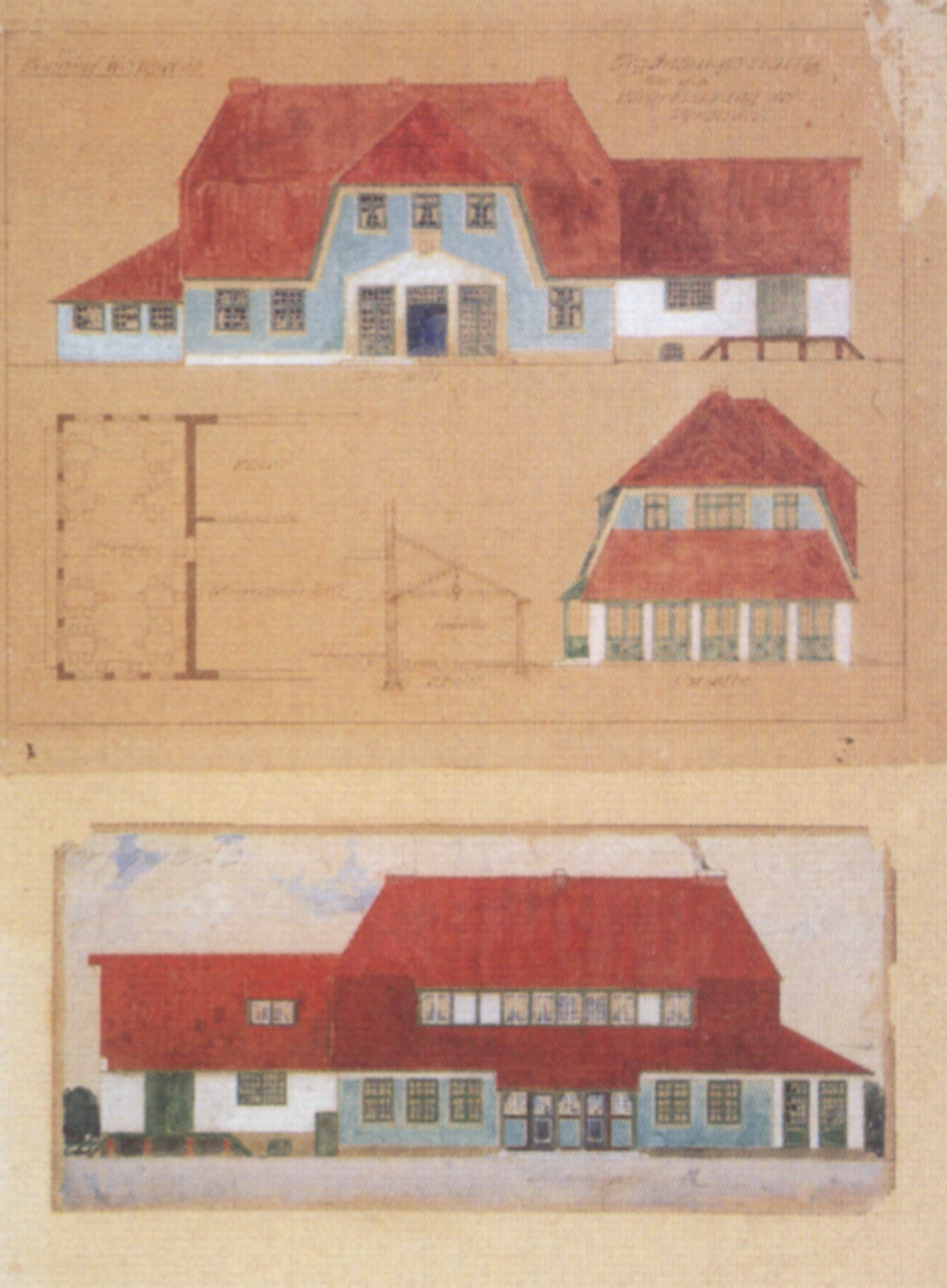
Entwurf zum Bahnhof Worpswede, um 1909
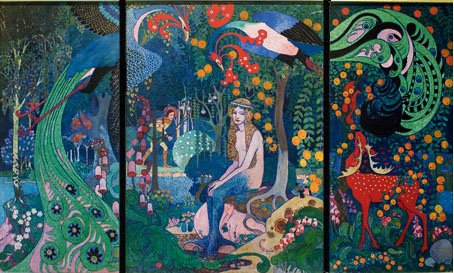
Melusine, Triptychon, um 1910
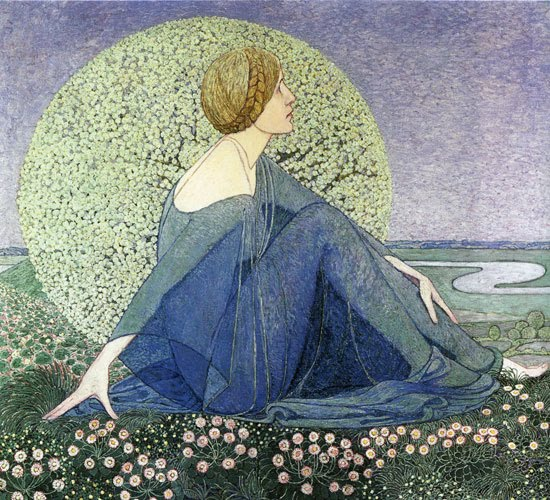
Die Erwartung (Träume II), 1912
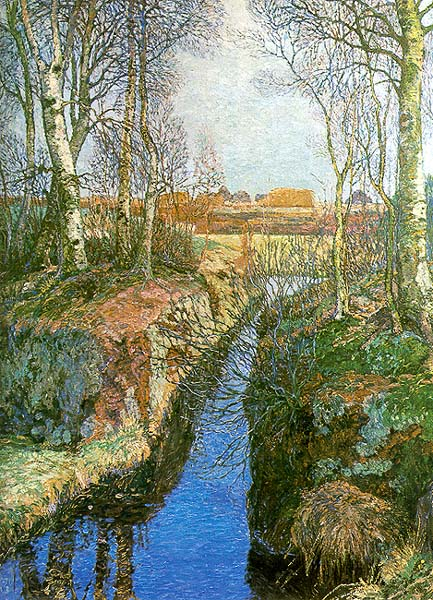
Der Moorgraben, 1913
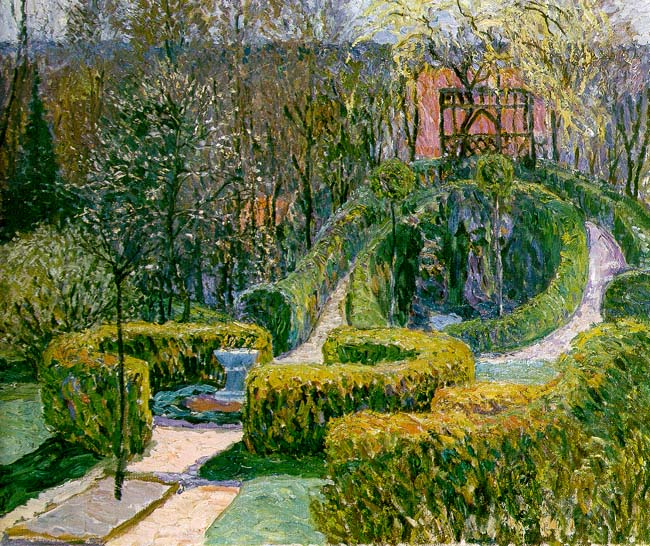
Frühlingshecken im Bauerngarten, 1913

### Erster Weltkrieg, Soziale Utopien

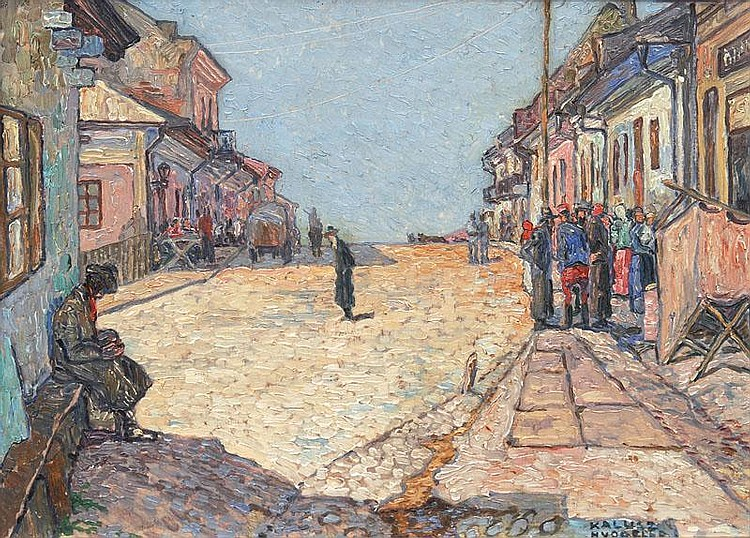
Straßenszene in Kalusz, 1915

Vogeler meldete sich im Ersten Weltkrieg 1914 zunächst freiwillig an die Front und wurde als Nachrichtenoffizier in den Karpaten eingesetzt. Dort fertigte er im Auftrag des Generalstabs Zeichnungen vom Kriegsgebiet an: das Mappenwerk Aus dem Osten, das 1916 erschien. Durch die Erfahrungen, die er dort machte, wurde er 1917 zum radikalen Pazifisten und einem Gegner des Kaiserreichs. Er engagierte sich fortan für die revolutionäre Arbeiterschaft. Heinrich Vogeler änderte auch seinen bisher ornamentalen Stil drastisch. Er entwickelte einen expressionistischen Malstil, der sich beispielsweise in den Ölbildern Die Kranke und Das Leiden der Frau im Kriege zeigt.

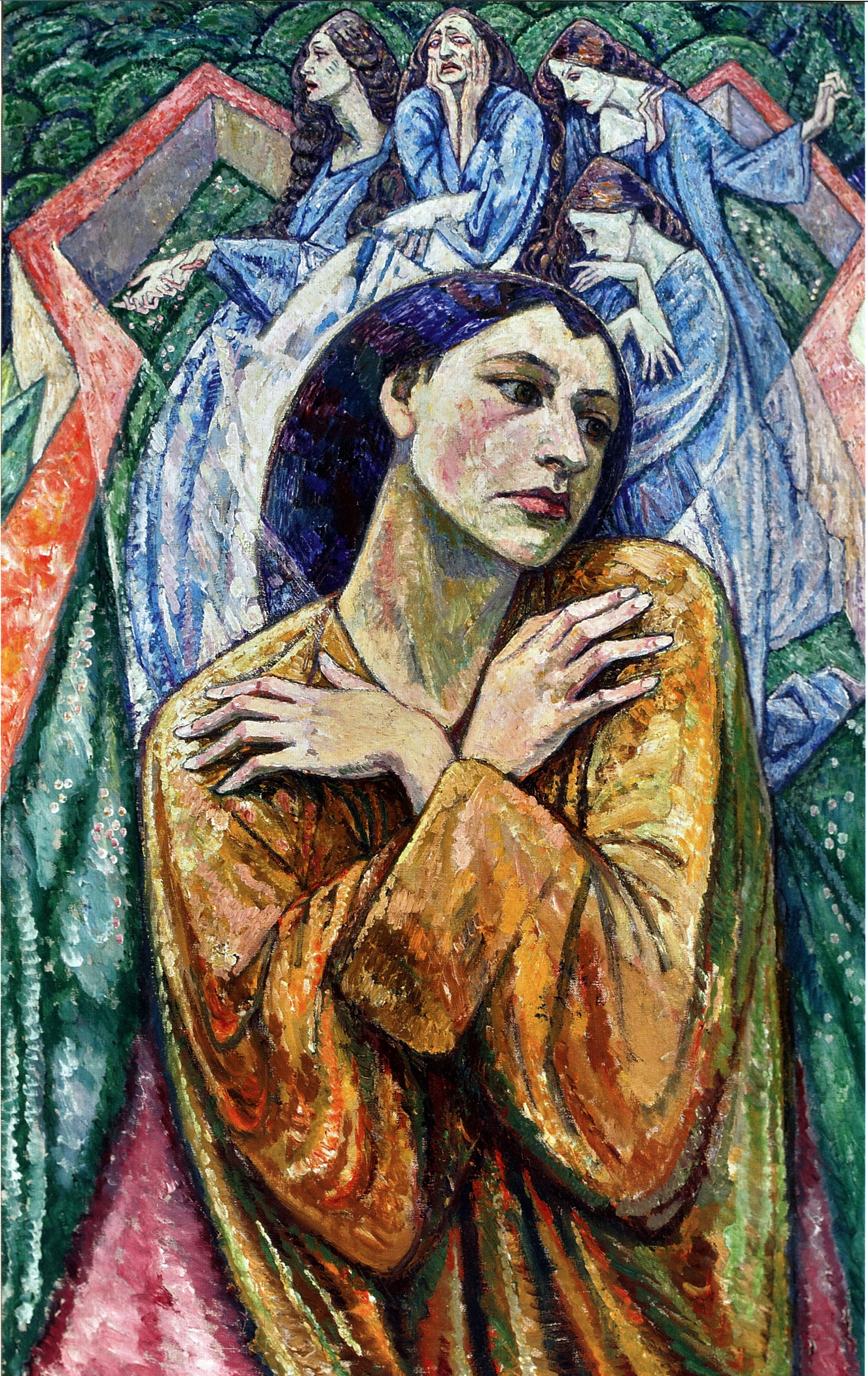
Das Leiden der Frau im Kriege (Trauernde Frauen), 1918

Im Barkenhoff trafen sich in den letzten Kriegsmonaten politisch interessierte Kriegsgefangene, die bei Großbauern Zwangsarbeit leisten mussten, deutsche Revolutionäre und Linksintellektuelle. Sie diskutierten die gesellschaftlichen Veränderungen in Russland und die Möglichkeiten eines Umsturzes in Deutschland. Vogeler vertrat einen auf urchristlichen Werten beruhenden Sozialismus und idealisierte nach Pierre-Joseph Proudhon sich selbst verwaltende Gemeinden, deren Mitglieder besitzlos und friedlich miteinander leben. Im Januar 1918 schrieb er seinen Friedensappell Das Märchen vom lieben Gott an den deutschen Kaiser Wilhelm II.:
„Sei Friedensfürst, setze Demut an die Stelle der Siegereitelkeit, Wahrheit anstatt Lüge, Aufbau anstatt Zerstörung. In die Knie vor der Liebe Gottes, Kaiser!“ (Auszug aus Vogelers Friedensbrief an den Kaiser)

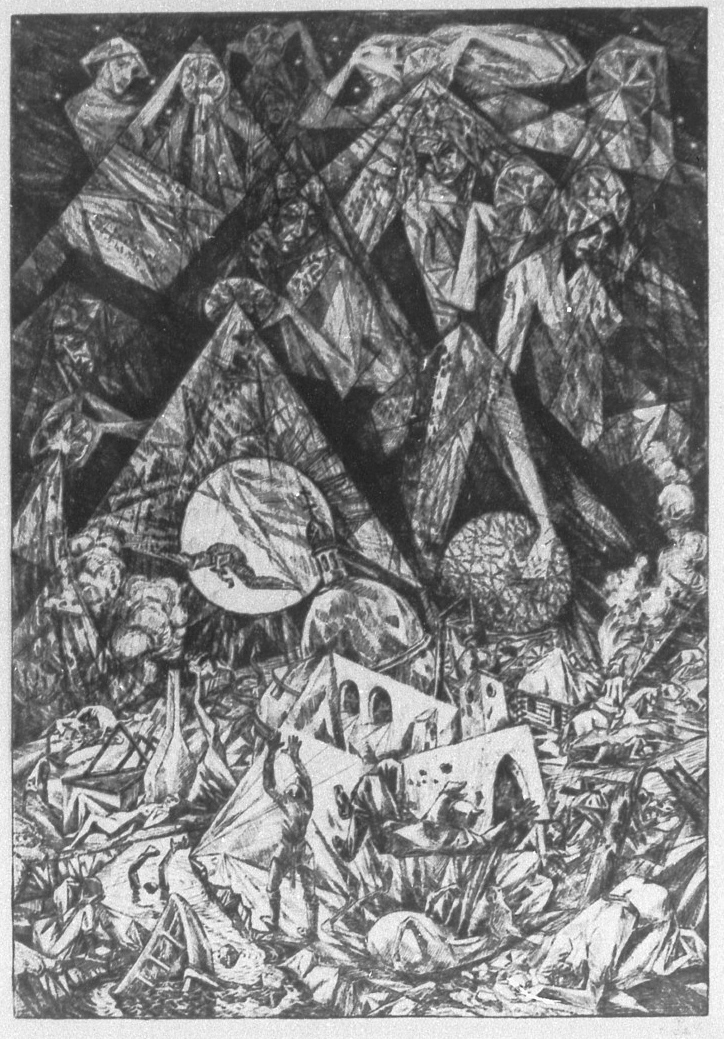
Die Ausgießung der sieben Schalen des Zorns, Radierung, 1918

Vogeler wurde daraufhin während eines Fronturlaubes wegen defätistischer Umtriebe festgenommen und für 63 Tage in eine Beobachtungsstation für Geisteskranke in ein Bremer Krankenhaus eingewiesen. Er kehrte im April 1918 auf den Barkenhoff zurück. Während der Novemberrevolution 1918/1919 engagierte er sich als Mitglied des Arbeiter- und Soldatenrates in Osterholz. Am 4. Februar 1919 wurde die Bremer Räterepublik zerschlagen. Der Traum von einer neuen Gesellschaft forderte 75 Todesopfer, die Repräsentanten der Räte wurden verfolgt; Vogeler musste fliehen. In Willingen wurde er verhaftet, konnte aber im März nach Worpswede zurückkehren. Im Mai wurde er erneut verhaftet, da der Barkenhoff als linksextremes Zentrum galt, von dem eine Gefahr für die neue Ordnung ausgehen könnte. Unter anderem hatte der ehemalige Matrose und spätere Keramiker Jan Bontjes van Beek Zuflucht auf dem Barkenhoff gesucht, den er im Sommer wieder verließ. Nach seiner Freilassung wehrte sich Vogeler in den Bremer Nachrichten vom 3. Juni 1919 gegen die Hetze und vermutete – allerdings ohne Namensnennung – eine Bespitzelung durch seinen früheren Künstlerfreund Fritz Mackensen, der Mitglied im paramilitärisch aufgestellten Bund Stahlhelm geworden war.

### Kommune und Arbeitsschule Barkenhoff

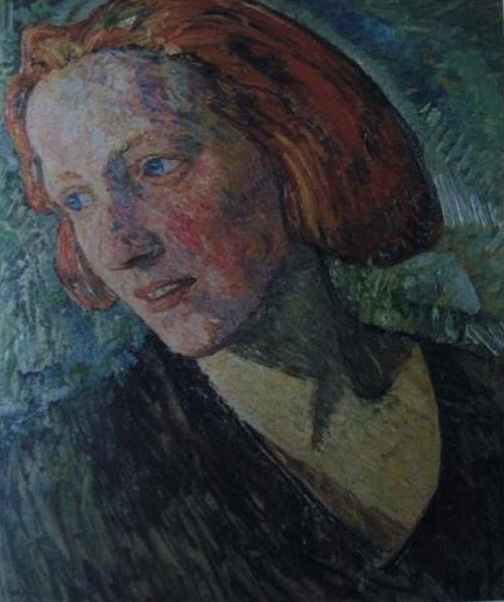
Die rote Marie, 1919

Zusammen mit Marie Griesbach, der Roten Marie, mit der er zeitweise eine Beziehung führte, und anderen Freunden gründete Heinrich Vogeler im Sommer 1919 die Kommune und Arbeitsschule Barkenhoff, um zu beweisen, dass eine neue Gesellschaft möglich ist. Die erwünschte Selbstversorgung sollte durch intensiven Gartenbau erreicht werden, und so wurde der Jugendstil- zum Gemüsegarten umgewidmet. Die Hausabfälle wurden kompostiert und Brunnen- und Berieselungsanlagen angelegt. Mit der Nachbarsiedlung des Hamburger Landschaftsarchitekten Leberecht Migge, dem Sonnenhof, war nach dem Prinzip der gegenseitigen Hilfe der Austausch von Arbeitskräften und landwirtschaftlichen Maschinen geplant. Unter der Leitung von Friedrich Harjes gab es eine Metallwerkstatt, die zur Finanzierung der Kommune beitragen sollte. Dort entstanden kunstgewerbliche Metallobjekte nach Vogelers Entwürfen ebenso wie Werkzeuge und Gebrauchsgegenstände. Harjes trieb das Symbol der Kommune, eine große Hand, die ein Kind schützend umfasst, in Messingblech. Eine Holzwerkstatt unter der Leitung des Zimmermanns August Freiträger ergänzte das Leistungsangebot der Kommune.
Einem Vorschlag, sich der 1919 gegründeten Kommunistischen Partei Deutschlands (KPD) anzuschließen, konnte Vogeler nicht folgen, aus ideologischen Gründen gab es dort für den utopischen Sozialisten keinen Platz. An seinen Freund, den Bremer Kaffeefabrikanten und Kunstmäzen Ludwig Roselius, schrieb er bereits am 5. September 1918: „Mich werden Sie nie auf irgendeiner Barrikade finden, da ich für den Menschheitsfrieden eintrete.“ In den ersten Nachkriegsjahren sympathisierte Vogeler auch mit den Ideen des Anarchismus bzw. des Anarchosyndikalismus und schrieb für den Freien Arbeiter, Organ der „Föderation Kommunistischer Anarchisten Deutschlands“ und für den Syndikalist, Organ der Freien Arbeiter-Union Deutschlands.

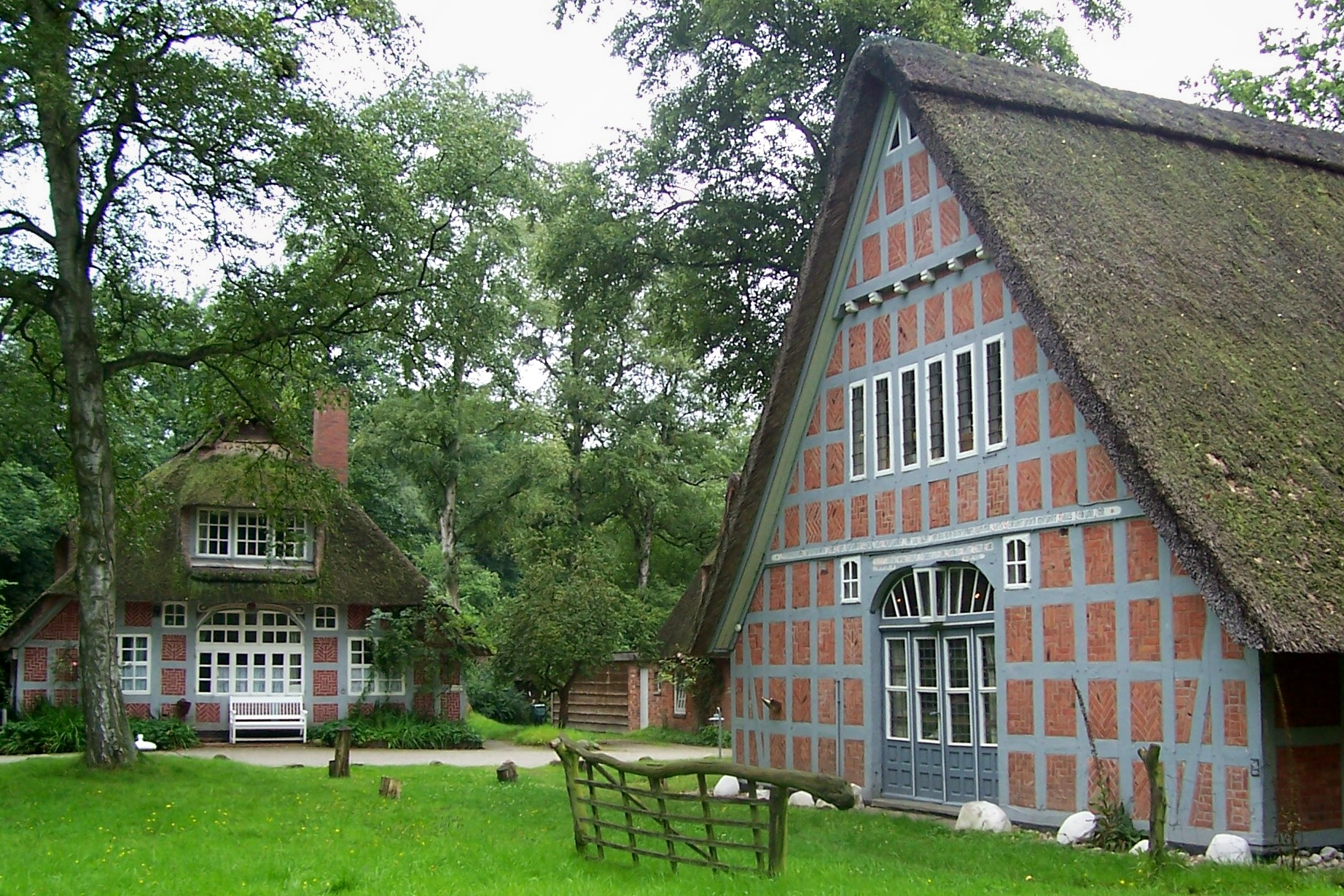
Haus im Schluh, hinten das Wohnhaus, rechts die Handweberei, rechts hinten die Pension (2007)

1920 zog Martha Vogeler mit den drei Töchtern Marieluise (gen. „Mieke“, spätere zweite Ehefrau des Schriftstellers Gustav Regler), Bettina und Martha, gen. „Mascha“, und ihrem Freund Ludwig Bäumer in das Haus im Schluh, eine alte Moorkate aus dem Dorf Lüningsee, die sie mit Vogelers finanzieller Unterstützung nach Worpswede versetzen und dort wieder aufbauen ließ. Er übergab ihr viele Möbel aus dem Barkenhoff und trat alle Rechte an seinen Vorkriegswerken an sie ab; der Märchenhof war Vergangenheit geworden. Die Barkenhoff-Gemeinschaft wurde seine neue Familie. Für die Kinder auf dem Hof, die antiautoritär aufwachsen sollten, entwickelte er pädagogische Erziehungspläne und entwarf die Arbeitsschule, die im Gegensatz zur bürgerlichen Schule „den organisch wachsenden und befreienden Schöpferprozeß im Kinde zum Leben fördert, um den jungen Menschen zu einer vollen individuellen Gestaltungskraft in der Arbeit zum Wohle seiner Mitmenschen zu bringen.“

### Erste Reise in die Sowjetunion, Komplexbilder

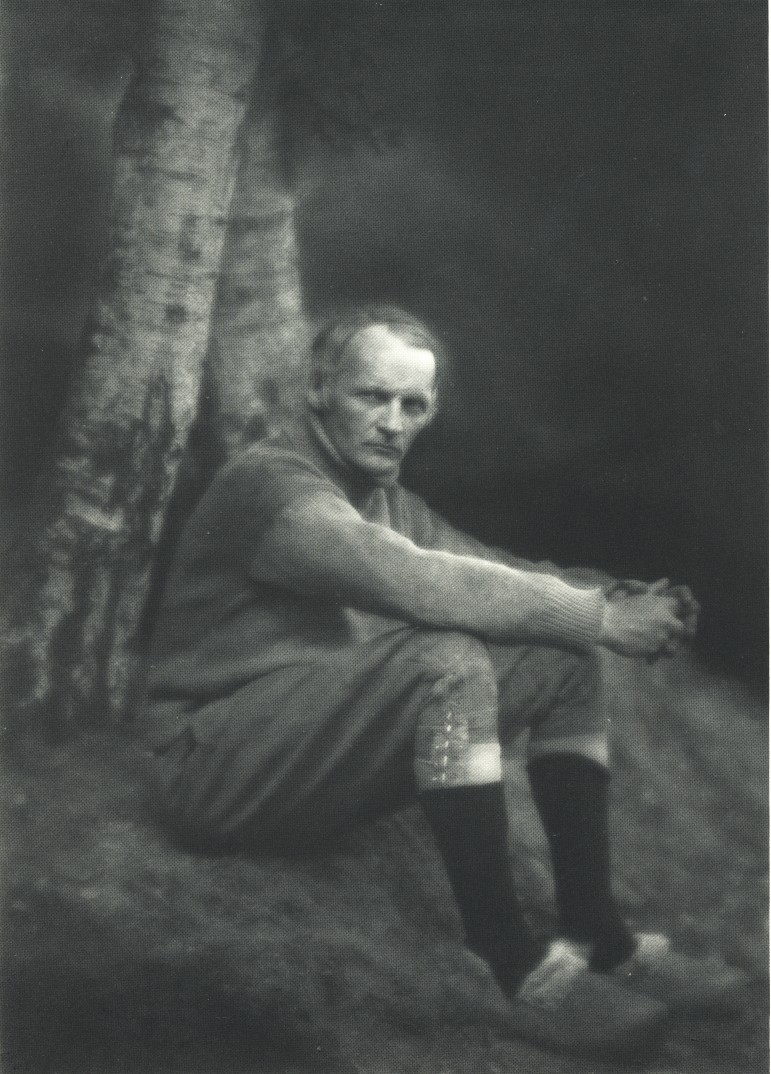
Heinrich Vogeler um 1924 auf einer Fotografie von Nicola Perscheid

Zwischen 1920 und 1926 malte Vogeler die Diele des Barkenhoff mit Wandbildern aus, thematisch der Arbeiterbewegung verbunden, zeitweise gemeinsam mit seiner Tochter Mieke. 1923 trat er seine erste Reise in die Sowjetunion an, zusammen mit Zofia (Sonja) Marchlewska (1898–1983), der Tochter des polnischen Kommunisten Julian Marchlewski (Freund und Mitarbeiter Rosa Luxemburgs, Vertrauter Lenins und Begründer der Internationalen Roten Hilfe), die er 1918 in Worpswede kennengelernt hatte. Er hatte die Hoffnung, in der Sowjetunion am Aufbau einer menschlicheren Gesellschaft gestalterisch mitwirken zu können: „Ein Künstler, ein unpolitischer, kommunistischer Philosoph kommt nach Rußland als Suchender. […] Als Gestalter steht er mitten im Kristallisationsprozeß, er sieht den klaren, zukunftsträchtigen Aufbau der Union der Räterepubliken, er erkennt den lebendigen Organismus der Gesellschaft der Arbeitenden.“

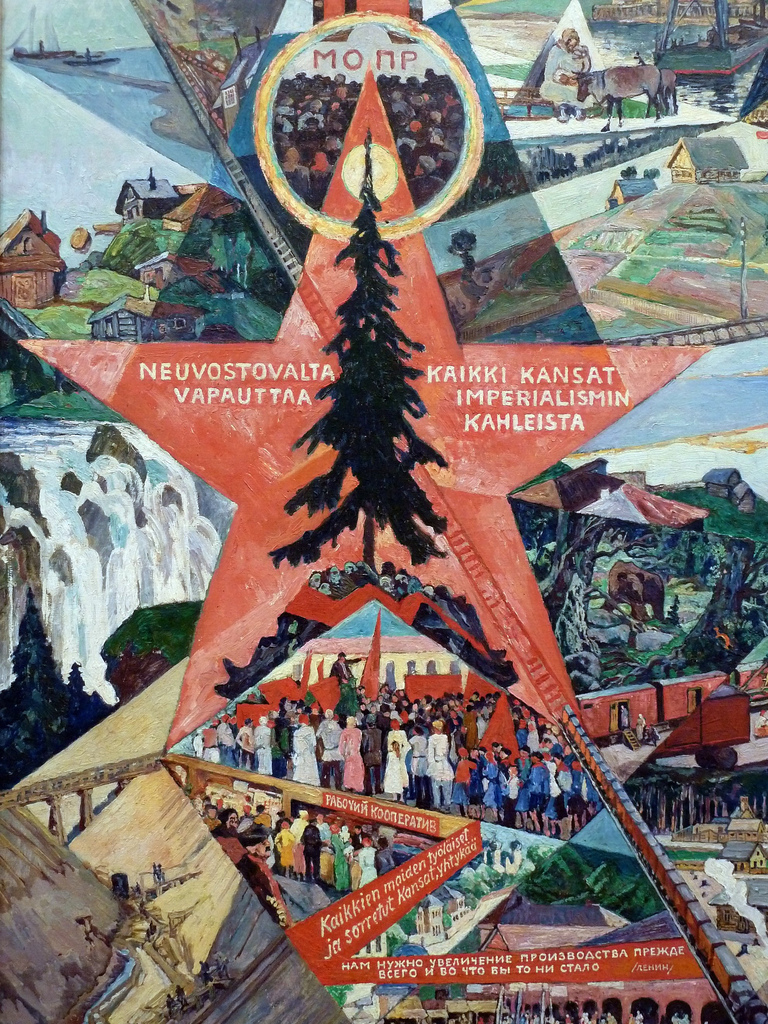
Karelia und Murmansk (Detail), 1926

Vogeler blieb bis zum September 1924 als gering bezahlter Universitätsangestellter in Moskau. Er entwickelte dort seinen neuen Stil der Komplexbilder, dessen erste Ausführung bereits 1918 in der Radierung Die sieben Schalen des Zorns zu sehen ist. Der kristallartige Aufbau dieser Bilder weist oft ein bildübergreifendes Symbol wie Hammer und Sichel oder einen Stern auf, wie beispielsweise 1923 das Ölbild Die Rote Metropole. Mit dieser Technik schuf er das Gemälde Die Geburt des neuen Menschen, zu dem ihn die Geburt des Sohnes Jan am 9. Oktober 1923 in Moskau anregte. Laut Hans Liebau, der 1962 eine als Buch veröffentlichte Dissertation über Vogelers Fresken und Komplexbilder schrieb, versuchte Vogeler, der materialistischen Dialektik entsprechend, in seinen Komplexgemälden durch die Wiedergabe verschiedener wichtiger Seiten eines gesellschaftlichen Problems auf charakteristische Wechselbeziehungen, innere Zusammenhänge und Bedingtheiten hinzuweisen. Liebau sieht auch frappante Ähnlichkeiten der Komplexbilder Vogelers zu den Wandmalereien Diego Riveras in inhaltlicher und formaler Art. Der mexikanische Künstler kannte Vogelers Wandbilder von seinem Besuch in 1927, als er auf dem Weg nach Moskau einen Stopp in Worpswede einlegte.
Im Herbst 1924 verließ er Moskau wieder in Richtung Berlin, nachdem er ein Angebot des Freundes Ludwig Roselius ausgeschlagen hatte, ihm in Bremen ein Atelier einzurichten.

### Kinderheim Barkenhoff
Die Arbeitsschule geriet in eine finanzielle Krise, da ihr öffentliche Mittel verwehrt wurden. Ab 1923 wurde der Barkenhoff auf Vorschlag von Julian Marchlewski als Kinderheim der neu gegründeten Roten Hilfe Deutschlands (RHD) – Vogeler war Gründungsmitglied und im Zentralvorstand tätig – genutzt und erhielt finanzielle Unterstützung. Am 23. Dezember 1924 unterzeichnete er in Berlin einen Kaufvertrag, mit dem der Barkenhoff in den Besitz der Roten Hilfe (Quieta Erholungsstätten Gesellschaft mit beschränkter Haftung) überging. Der Kaufpreis betrug 15.000 Goldmark (etwa 50.000 Euro).
Nach den Vorstellungen der RHD sollten sich fortan auf dem Barkenhoff „bedürftige Arbeiterkinder, deren Väter oder Mütter aus politischen Gründen im Gefängnis saßen oder in den politischen Kämpfen der frühen 1920er Jahre gefallen ware, erholen […] und eine sozialistische Erziehung erfahren“. Betreut von dem Pädagogen Ernst Behm kam im September 1923 die erste Gruppe von 18 Kindern für sechs Wochen auf den Barkenhoff. Neben einer politischen Erziehung im Sinne der KPD hatten diese Kinder dort auch vielfältige Möglichkeiten zur praktischen Mitarbeit in den vorhandenen Werkstätten, dem Garten und in der Küche, und in Anlehnung an das russische Modell der Produktionsschule konnte Behm auch Ansätze einer Arbeitsschule praktizieren.
In dieser Aufbauphase der Schule war dort auch Georg Jungclas tätig. Er und Behm verließen noch 1923 den Barkenhoff, Jungclas, um am Hamburger Aufstand teilzunehmen, Behm, um am Aufbau eines fortschrittlichen Schulsystems in Thüringen mitzuwirken. Dort wurde er aus politischen Gründen bald aus dem Schuldienst entfernt, und er kehrte 1924 auf den Barkenhoff zurück. Dort arbeitete inzwischen der Pädagoge Karl Ellrich, und mit diesem zusammen konnte Behm das Konzept des Arbeitsunterrichts weiter ausgestalten und kindgerechte Formen des politischen Theaters und der politischen Diskussion entwickeln. Doch sowohl gegen ihn als Person als auch gegen die angebliche politische Beeinflussung der Kinder auf dem Barkenhoff wurde seitens der konservativen Presse schnell mobil gemacht, und der Landrat stellte die RHD vor die Alternative, entweder Behm zu entlassen oder die Einrichtung zu schließen. Um das Heim zu retten, verließ Behm im Februar 1925 nach Rücksprache mit führenden KPD-Genossen den Barkenhoff. Vogeler trat nach eigener Aussage im Spätsommer 1925 der KPD bei.
1926 wurde in der Zeitschrift für Arbeiterkinder Die Trommel das Barkenhofflied veröffentlicht, dessen Text und Musik von Helmut Schinkel stammt. Es ist ein Gute-Nacht-Lied, in dem die Kinder ihren in der Ferne arbeitenden Müttern und inhaftierten Vätern eine gute Nacht wünschen und auf die über Nacht wachsende Freiheit hoffen. Schinkel war von August 1924 bis Dezember 1925 Lehrer und Erzieher auf dem Barkenhoff. Der spätere Leiter der Karl-Liebknecht-Schule in Moskau „wurde am 5. Juli 1937 unter dem Vorwurf ‚Mitglied einer konterrevolutionären faschistischen Gruppe‘ zu sein, vom NKWD verhaftet, am 10. Januar 1938 zu acht Jahren Lager verurteilt, Helmut Schinkel starb am 31. Mai 1946 in einem NKWD-Lager im Nordosten des europäischen Teils der Sowjetunion“. Das Kinderheim musste 1932 geschlossen werden.

### Zwischen Sowjetunion und Fontana Martina
Von Ende Juni bis September 1925 reiste Vogeler im Auftrag der Roten Hilfe erneut in die Sowjetunion, nach Karelien, um dort den Aufbau propagandistisch zu dokumentieren. Eine weitere Reise nach Moskau folgte im November, um den Kongress der Roten Hilfe vorzubereiten.

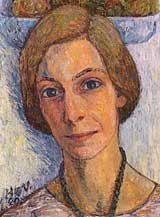
Porträt Sonja Marchlewska, 1922

Nachdem sich Martha Vogeler von ihm getrennt hatte, heiratete er nach der Scheidung 1926 seine Lebensgefährtin Sonja Marchlewska. Gegen eine Kampagne, seine Wandbilder im Barkenhoff zu entfernen und das Kinderheim zu schließen, konnte er einen Kompromiss durchsetzen: Die Wandbilder wurden nicht zerstört, sondern mit abschließbaren Rollvorhängen versehen. Der erfolglose „Bildersturm“ machte seine Wandbilder international bekannt. So besuchte der mexikanische Maler Diego Rivera, später Ehemann von Frida Kahlo, bekannt durch seine Murales, Wandbilder mit sozialpolitischen Themen, im Herbst 1927 den Barkenhoff. Protestschreiben gegen die vom Landrat von Stade verlangte Zerstörung kamen unter anderem von Eduard Fuchs, Lion Feuchtwanger, Hermann Hesse, Käthe Kollwitz, Thomas Mann, Max Pechstein und Kurt Tucholsky. 1938 gingen die Fresken im Zuge eines Umbaus unter.

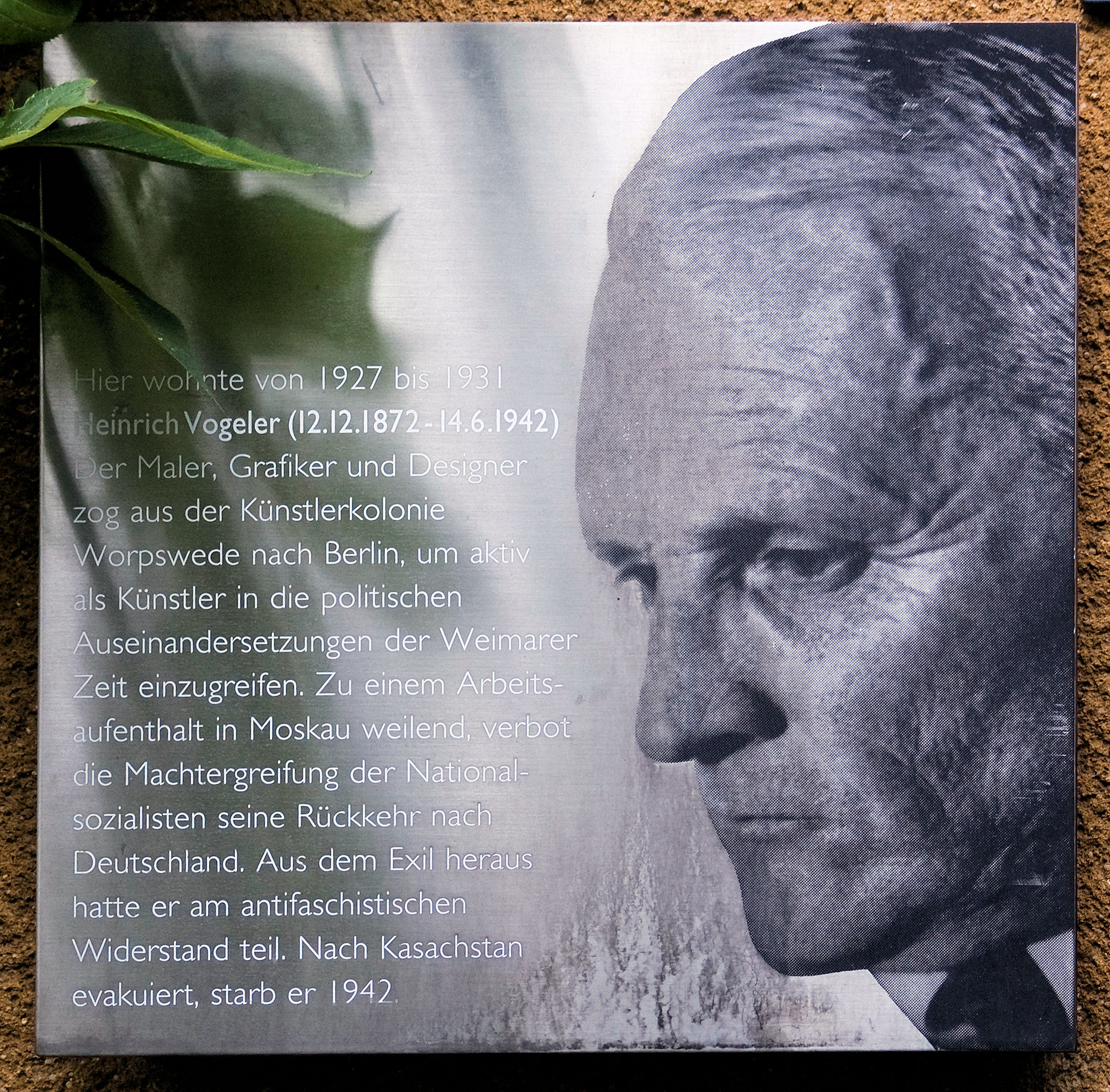
Gedenktafel am Haus Onkel-Bräsig-Straße 138, in Berlin-Britz

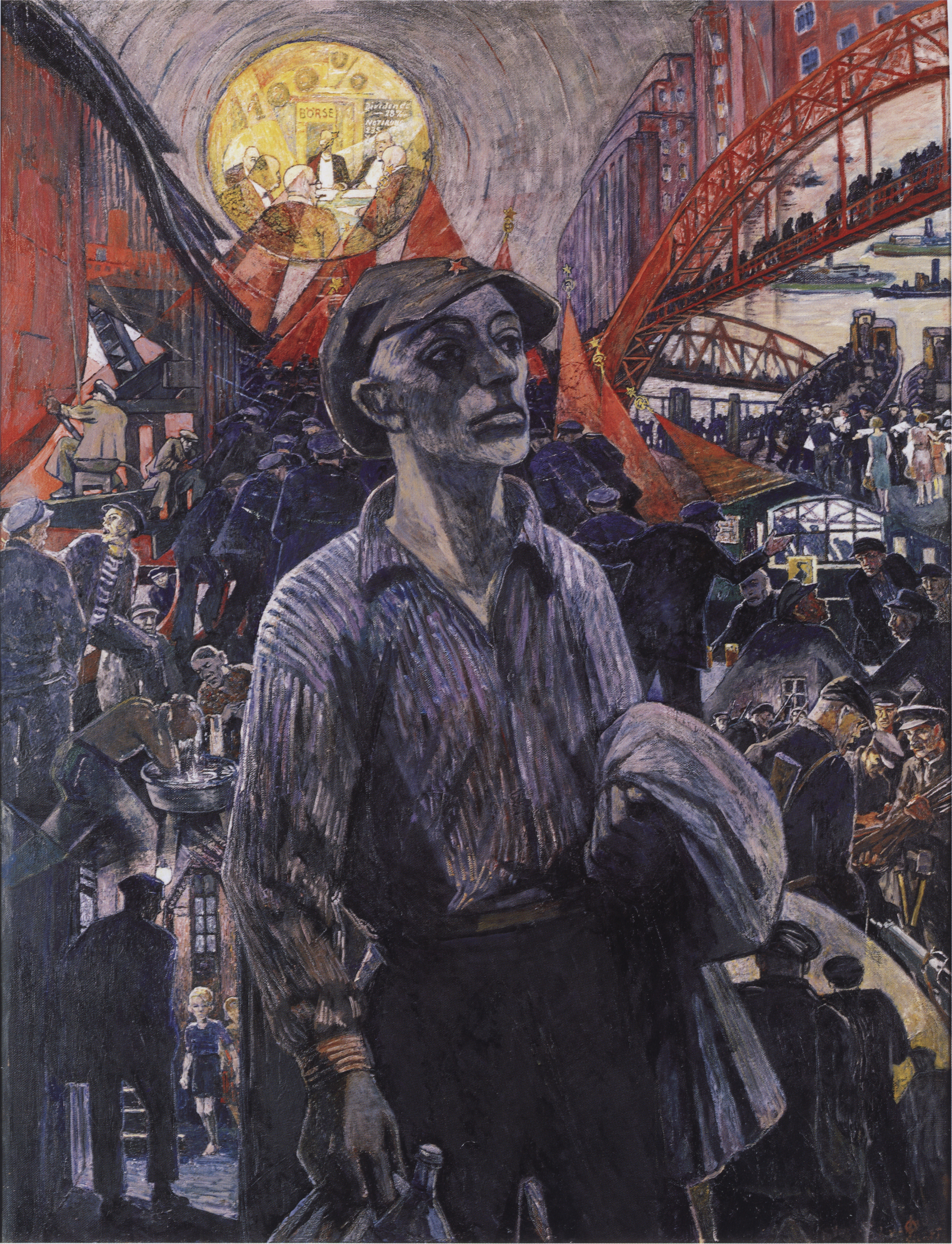
Hamburger Werftarbeiter, 1928

Zahlreiche Reisen für die Rote Hilfe ließen ihm wenig Zeit für seine Malerei und für seine Familie. Seine politische Tätigkeit wurde gering entlohnt. Um den Verkauf seiner Bilder zu fördern, schloss er sich daher mit anderen Worpsweder Künstlern wie dem Bildhauer Bernhard Hoetger, Otto Modersohn, den Kunstweberinnen Martha und Tochter Mieke Vogeler sowie seiner Schwägerin Philine als Galeristin (siehe Philine-Vogeler-Haus) zur Wirtschaftlichen Vereinigung Worpsweder Künstler zusammen.
Im Mai 1927 bezog die Familie eine Wohnung in der von Bruno Taut neu erbauten Hufeisensiedlung in Berlin-Britz. Ab Oktober 1927 bis 1929, dem Jahr der Weltwirtschaftskrise, arbeitete Vogeler im Berliner Werbe- und Architektenbüro Die Kugel des späteren Widerstandskämpfers Herbert Richter, wo er Reklameplakate, beispielsweise für Kaiser’s Kaffee. gestaltete, um den Lebensunterhalt für die Familie zu verdienen. Seine Bilder mit politischer Thematik wie zum Beispiel das Komplexbild Hamburger Werftarbeiter von 1928 kamen beim kaufkräftigen Großbürgertum nicht gut an.
Seine Ehe geriet in eine Krise; Sonja hatte ein Liebesverhältnis mit dem Grafiker Carl Meffert, während Vogeler eine Beziehung zu seiner Bürokollegin Ursula Dehmel führte. Mit Sohn Jan besuchte er im Winter 1928 das Tessiner Bergdorf Ronco bei Ascona. Dort plante sein Freund, der kommunistische Schweizer Buchdrucker Fritz Jordi, in dem Weiler Fontana Martina eine Siedlung nach dem Vorbild des Barkenhoff. Zum Scheitern seiner Ehe kam der Verlust seiner politischen Heimat. Vogeler wurde im Januar 1929 aus der KPD ausgeschlossen, da er Anhänger der Kommunistischen Partei-Opposition war, und wurde im Oktober 1929 auch aus dem Zentralvorstand der Roten Hilfe abgewählt. Zwischen Oktober 1931 und November 1932 erschien in Ronco die gemeinsam mit Jordi veröffentlichte Halbmonatszeitschrift Fontana Martina.

### Emigration in die Sowjetunion
Vogelers letzte Reise in die Sowjetunion von 1931 war endgültig; er nahm dort den Auftrag an, in einem Komitee für die Standardisierung des Bauwesens mitzuarbeiten. 1932 war er Leiter der Propagandaabteilung in Taschkent, die sich um Ertragssteigerung durch Saatgutstimulierung kümmern sollte. Auf seinen Reisen durch Usbekistan entstanden viele Skizzen über die Landbevölkerung. Seine Reiseerfahrungen verarbeitete er unter anderem in dem Komplexbild Baumwolle.

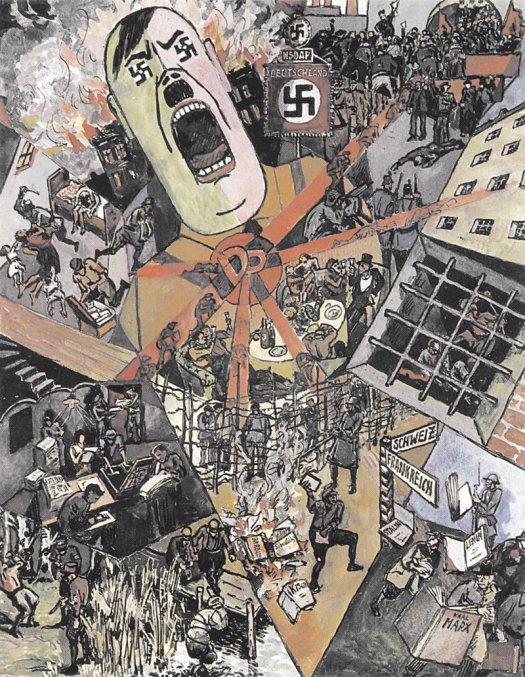
Das Dritte Reich, 1934

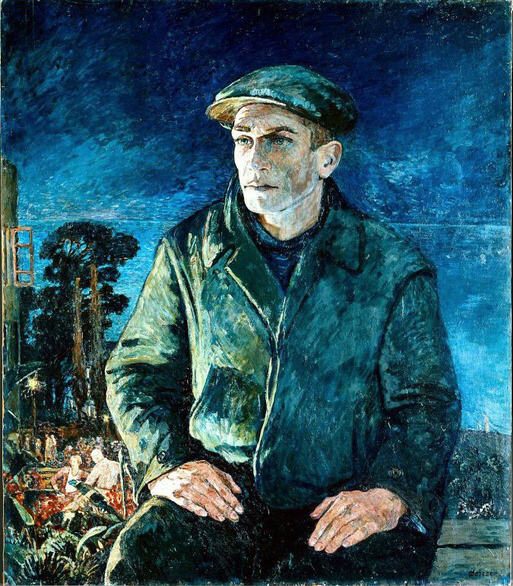
Deutscher Stachanowarbeiter im Erholungsheim Sotschi, 1936

Durch die Machtübernahme der Nationalsozialisten wurde ihm 1933 der Rückweg nach Deutschland abgeschnitten. Viele verfolgte KPD-Mitglieder, Intellektuelle und Künstler emigrierten nach Moskau, unter ihnen Erwin Piscator, Wilhelm Pieck und Clara Zetkin, die im Juni 1933 verstarb. Vogeler zeichnete sie einfühlend auf dem Totenbett. 1934 entstand sein Komplexbild Das Dritte Reich, in dem er Hitler brüllend und mit Hakenkreuzen anstelle der Augen darstellte. 1935 war er künstlerischer Leiter einer Ausstellung der Internationalen Roten Hilfe (MOPR), in der er auch mit Bildern gegen das „Dritte Reich“ vertreten war: unter anderem Bücherverbrennung in Berlin, Folterkammer der SA und Konzentrationslager.
Die stalinistische Ära forderte unter Vogelers Nachbarn ihre Opfer, die von der Staatspolizei abgeholt wurden und verschwanden. Er selbst, als Schwiegersohn des Revolutionärs Marchlewski, war nicht von Verfolgung betroffen. So nahm er eine parteitreue Haltung ein, hütete sich aber vor Denunziantentum. Vogeler beantragte mehrfach, wieder in die KPD aufgenommen zu werden. Als das nichts fruchtete, versuchte er, Mitglied der sowjetischen KP zu werden – allerdings vergeblich. Seine Hoffnung, in der Sowjetunion die von ihm ersehnte bessere Welt zu finden, wurde getrübt. Um dem Vorwurf zu entgehen, seine Kunst sei noch zu bürgerlich, gab er den von ihm entwickelten Komplexbildstil ab 1934 auf, denn er musste sich der vom Staat vorgegebenen Ausdrucksform des Sozialistischen Realismus anpassen. Einige in dieser Zeit entstandene Komplexbilder zerstörte er oder arbeitete sie in realistische Bilder um.
Ende der dreißiger Jahre erhielt er eine neue kreative Aufgabe: Er entwarf für das Deutsche Kollektivistentheater eine Puppenbühne in Odessa mit Köpfen und Bekleidung für die Handpuppen, an deren phantasievoller Ausführung er begeistert arbeitete. Ein Auftrag für Bühnenbilder des Puppentheaters schloss sich an.
Im März 1941 wurde die Ehe mit Sonja geschieden. Vogeler intensivierte seine antifaschistische Arbeit, indem er Flugblätter und Rundfunkansprachen gegen NS-Deutschland verfasste. Am 26. Mai eröffnete Wilhelm Pieck in Moskau eine Ausstellung seiner regimetreuen Werke ab 1936. Es war das Jahr seines 50. Arbeitsjubiläums, Vogelers Wunsch nach der Ausstellung seiner frühen Werke wurde ihm jedoch nicht erfüllt.

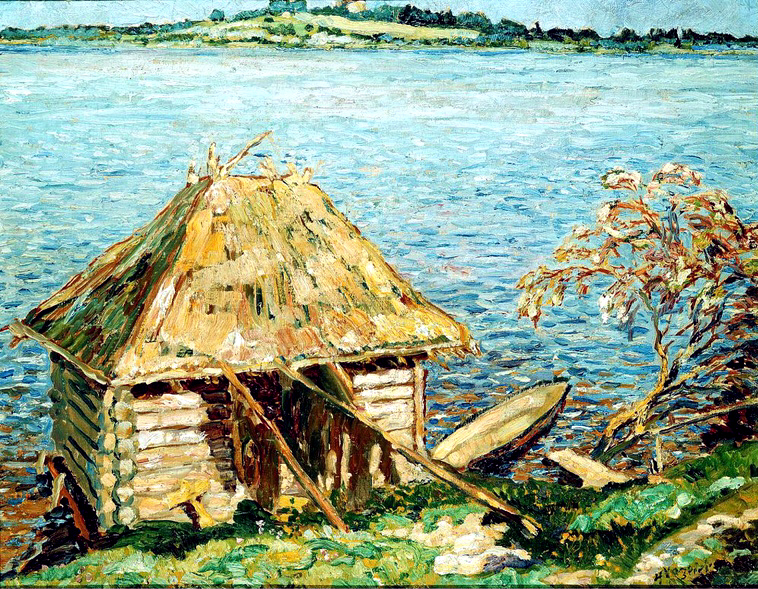
Bäuerliches Badehaus, 1934/35
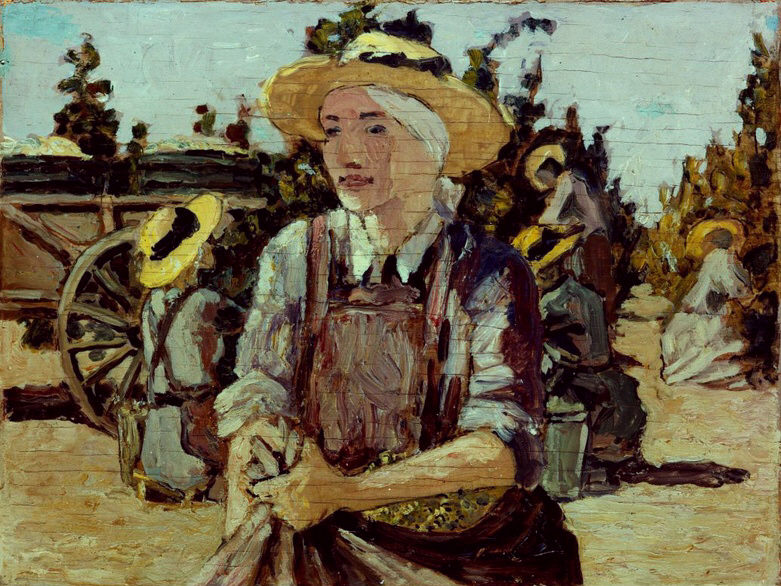
Bäuerin im Weingarten des Karl-Marx-Kolchos, 1939/40
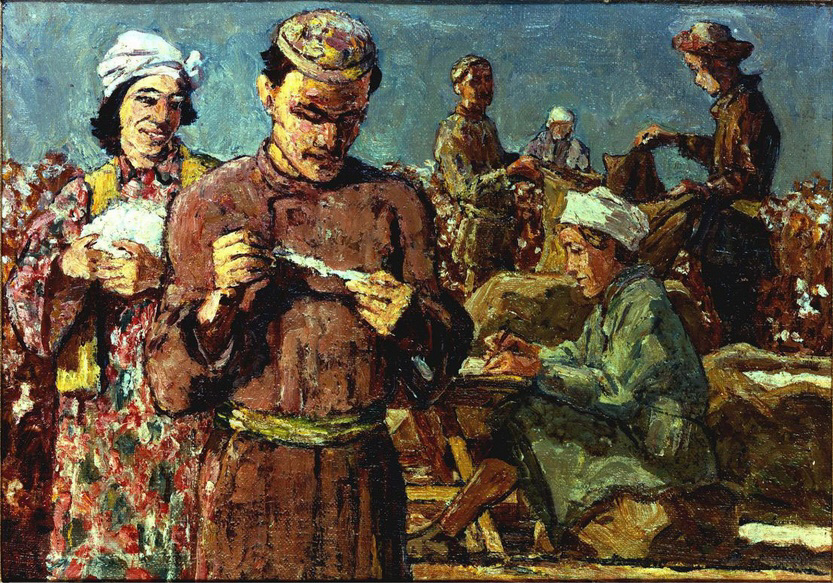
Usbekische Baumwollarbeiter, 1940
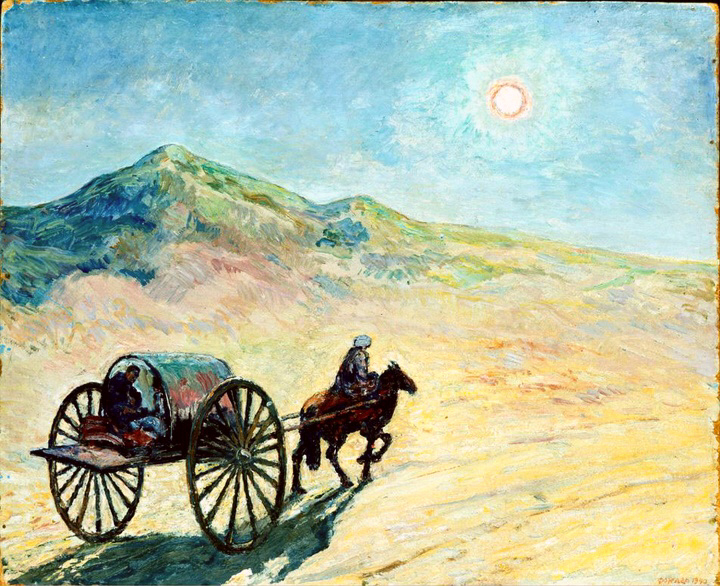
Mondnacht in der usbekischen Wüste, 1940
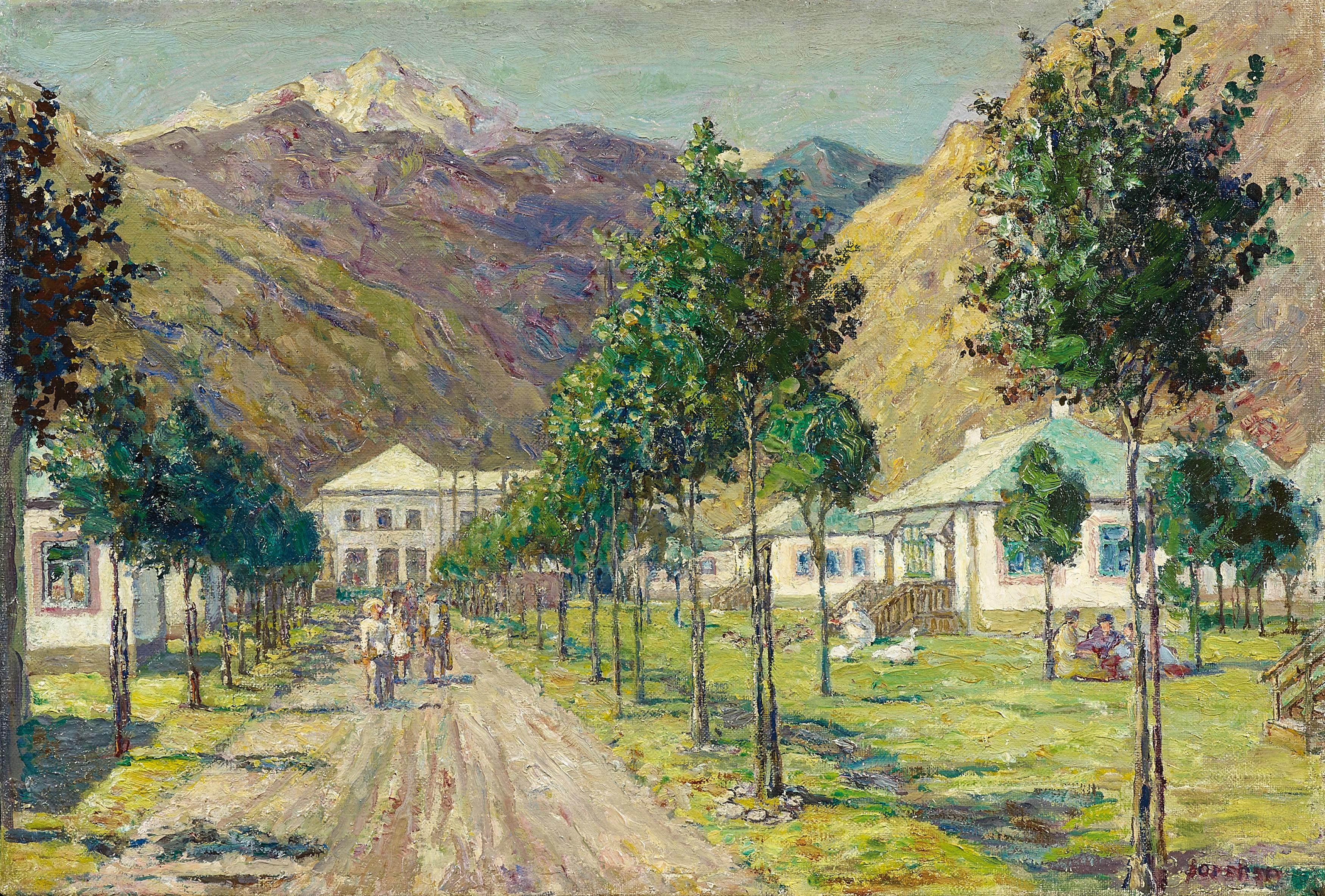
Tyrnyaus-Kombinat, Neues Städtchen in Kabardino, Balkarien, um 1940

### Tod in Kasachstan

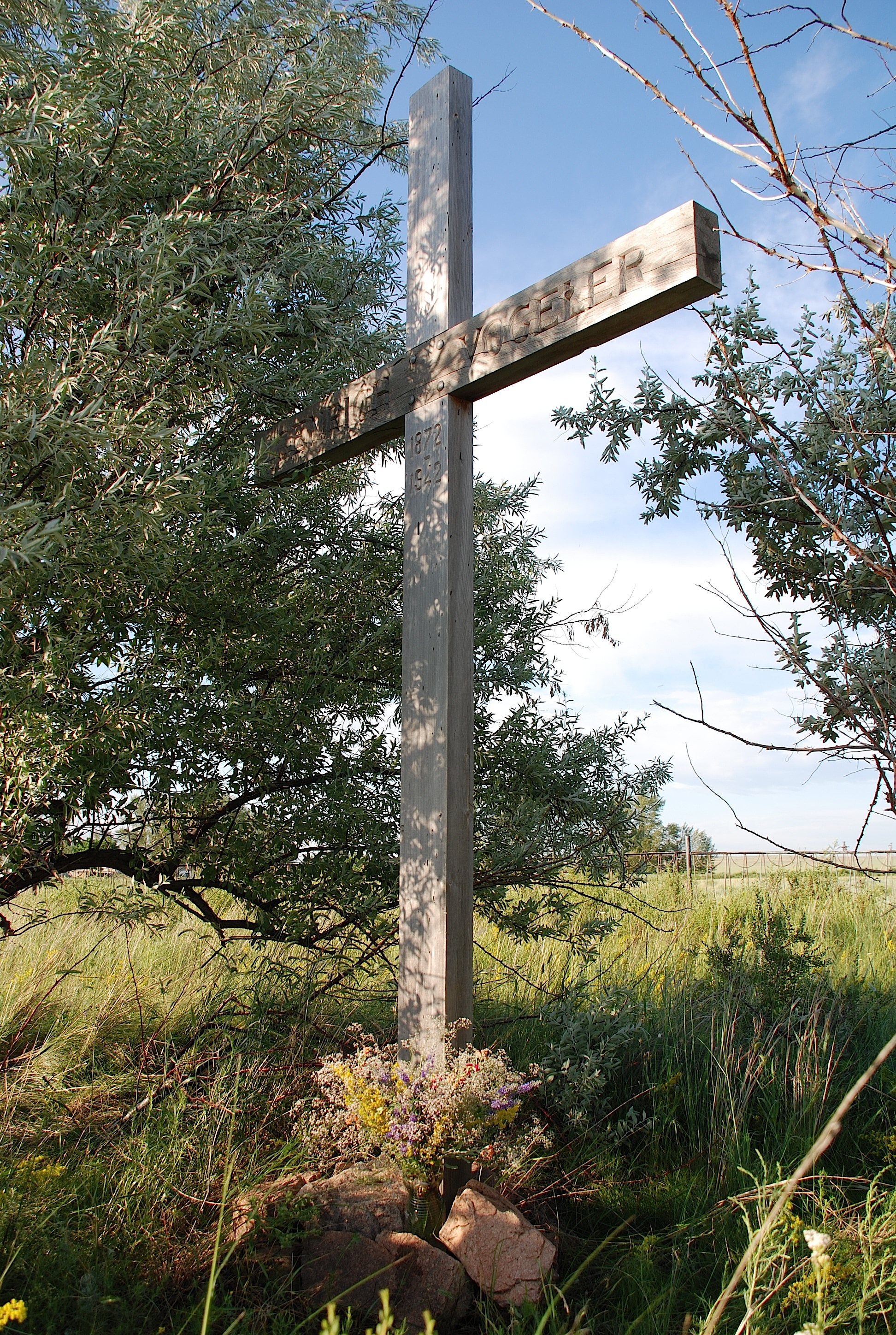
Gedenkkreuz in Budjonny

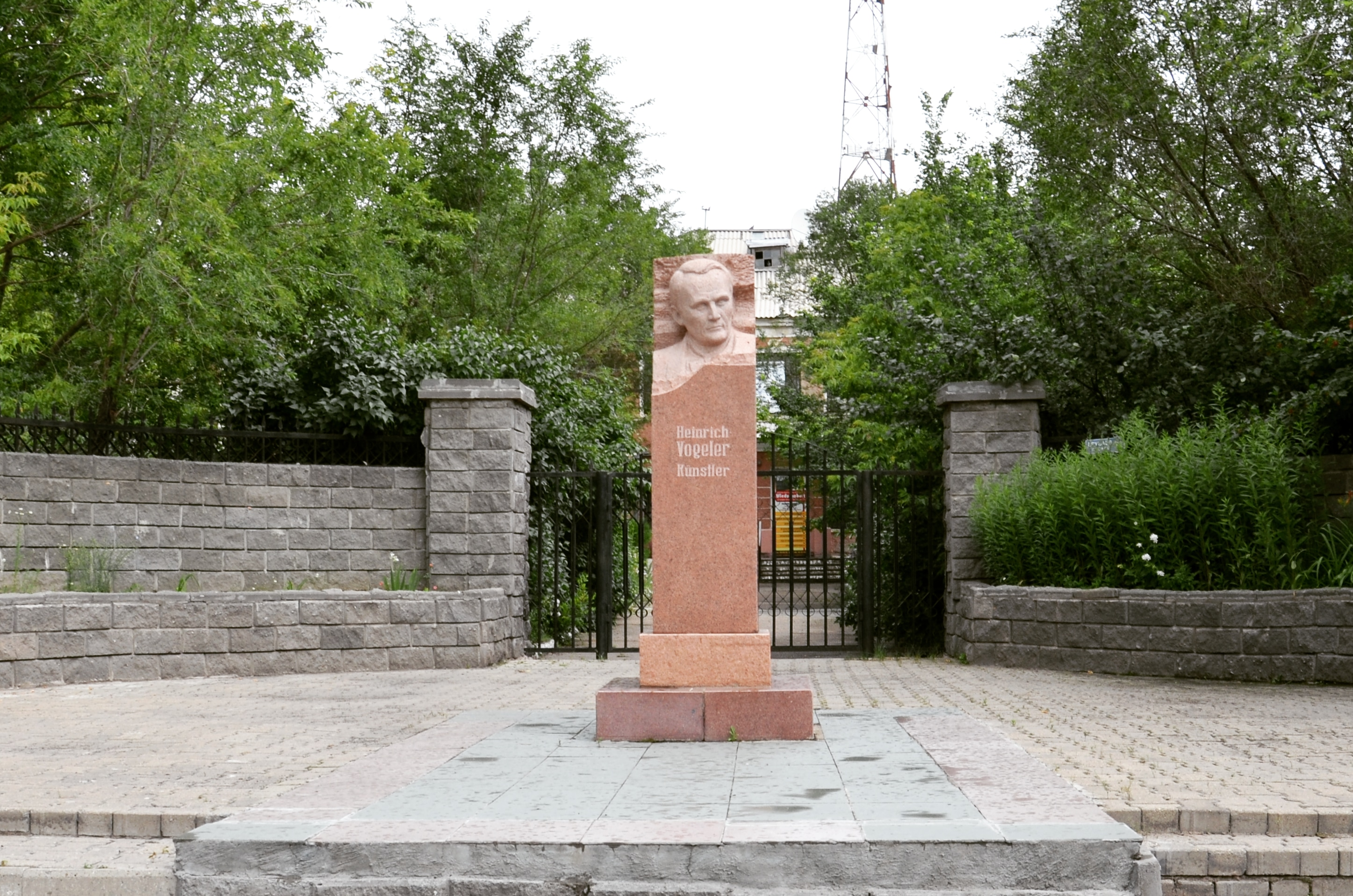
Denkmal in Karaganda

Als die deutsche Wehrmacht in die Sowjetunion einmarschierte, wurde Vogeler im September 1941, wie viele andere Künstler und Intellektuelle der deutschen Emigration, durch den NKWD von Moskau nach Kasachstan zwangsevakuiert. Er war bei den Nationalsozialisten auf einer Sonderfahndungsliste zur Exekution vorgesehen. Seine geschiedene Frau Sonja und sein Sohn Jan besaßen im Gegensatz zu ihm sowjetische Pässe, wurden daher nicht evakuiert, sondern beide zum Dienst in der Roten Armee eingezogen. Nach einer langen beschwerlichen Reise erreichte Vogeler die Kolchose 1. Mai in Kornejewka, Kreis Woroschilow, Gebiet Karaganda, wo er seine letzten Monate verbrachte. Er musste auf einer Baustelle an einem Staudamm arbeiten, bis ihn seine Kräfte verließen. Seine Rente erreichte ihn nicht mehr, und um nicht zu verhungern, bat er bei anderen Evakuierten um Verpflegung. Sein Freund, der Schriftsteller Erich Weinert, überwies Geld für den Unterhalt, das es Vogeler ermöglichte, seine Schulden zu begleichen. Am 14. Juni 1942 starb er im Krankenhaus des Kolchos „Budjonny“, vermutlich aufgrund eines Blasenleidens und körperlicher Schwäche. Sein Grab ist bis heute unbekannt.
In einer Worpsweder Ausstellung war 1989 ein Foto zu sehen, das den Sohn Jan Vogeler, Professor für Philosophie in Moskau, an einem 1986 installierten Ehrengrab zeigt. Im Jahr 1999 widmete die Stadt Karaganda Vogeler ein Denkmal.

## Rezeption

### Vogeler als Opfer des Systems
Auf die Frage, ob die Sowjetunion ein spezielles Interesse daran hatte, den Künstler Vogeler zu verfolgen, liefert die Forschung keine eindeutige Antwort. Klar ist nur, dass das bürokratische System der Sowjetunion grundsätzlich keine Rücksicht auf Individuen nahm. Wilhelm Pieck soll noch versucht haben, Vogeler aus der Deportation zu befreien, was Vogeler abgelehnt haben soll mit der Begründung, solange nicht alle Deutschen gleichbehandelt würden, käme das für ihn nicht in Frage. Das System habe keine Gruppensolidarisierung erlaubt, da die Verbannten über Tausende von Kilometern verstreut untergebracht waren.

### Postume Autobiografie „Erinnerungen“
Erich Weinert gab 1952 Vogelers Autobiografie Erinnerungen heraus, die dieser in Moskau begonnen und in Kasachstan fortgesetzt hatte. In der Einleitung ist Vogelers Wunsch zu lesen: „Vielleicht kommt dieses Buch zu Menschen, die Wege suchen zum neuen Leben und in meiner Erzählung die Irrwege erkennen, die sie selber nicht mehr zu begehen brauchen.“

### Wahrnehmungen

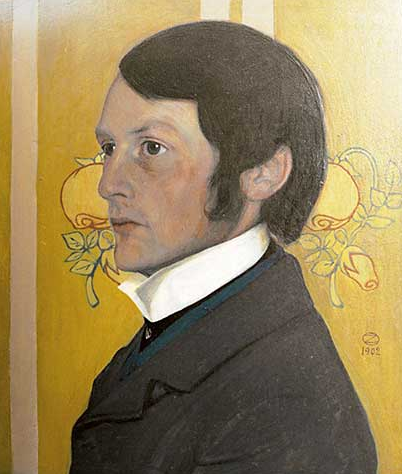
Oskar Zwintscher: Porträt Heinrich Vogeler, 1901

Paula Modersohn-Becker schrieb im August 1897 an ihre Mutter: „Gestern wieder ein Stündchen bei Vogeler. Das ist wie immer ein Genuß wie ein hübsches Märchen. Er ist mit seinen Traumaugen zu reizend anzusehen. Er zeigte uns ein Heft mit Entwürfen zu Radierungen von seiner frühesten Zeit bis jetzt, viel feine originelle Dinge.“

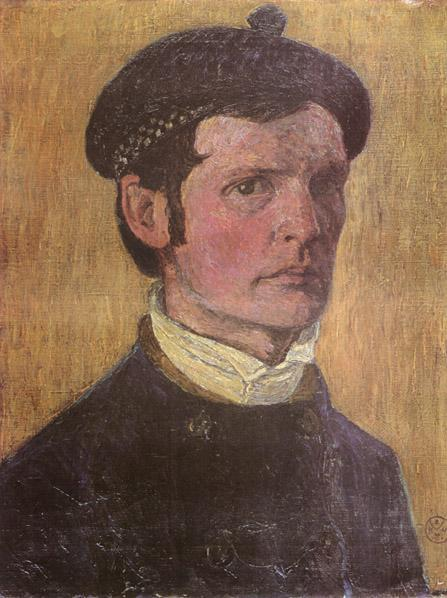
Selbstbildnis mit Schottenkappe, 1909

Rainer Maria Rilke, Westerwede 1902: „Einige Titelblätter in der Insel, die Ausstattung eines kleinen Bandes Bierbaum’scher Gedichte und der wundervolle Schmuck, mit dem er das Drama Der Kaiser und die Hexe von Hugo von Hofmannsthal umgeben hat, bestätigen, daß seine ruhig und geschlossen wirkende und doch innerlich so reiche Linienkunst wie keine geeignet ist, neben dem Gange edler Lettern wie ein Gesang herzugehen.“
„Vogeler war der große naive Tolstojaner unter den kalten Bürokraten; er verließ aus Schuldgefühl seine Klasse; es wäre ihm nie eingefallen, sich der neuen Klasse gegenüber kritisch zu verhalten; er glaubte, kein Recht zur Kritik mehr zu haben; er brach keinen Eid, wenn er ihn einmal geleistet hatte; er gehorchte bis zur Sinnlosigkeit.“ Gustav Regler in: Das Ohr des Malchus. Eine Lebensgeschichte. 1958.
Heinrich Vogelers Sohn, Jan Vogeler, berichtet 1972 aus Moskau: „Wenn der Vater von einer seiner Reisen durch das große Land mit Hunderten von Skizzen und Entwürfen zurückgekehrt war, pflegte er oft auf unserer kleinen ‚Datscha‘ bei Moskau zu arbeiten und in den Pausen von seinen Erlebnissen, von interessanten Menschen, die er dabei kennenlernte, zu erzählen. Wie seine Zeichnungen, so war sein Bericht: klar, einfach, aber bildreich und lebhaft, so daß das Besondere der Leute und Dinge sich mir sofort und eindrucksvoll einprägte.“
Elsemarie Maletzke in der Zeit, 15/1998: „Er entwarf die Vorhänge, Tapeten, Möbel, Gläser und Bestecke. Jeder Stuhl stand an dem für ihn gedachten Platz. Jeder Rosenstock im Garten kannte den Meister. Auf dem Barkenhoff eingesponnen, malte er, radierte, zeichnete, dichtete, ‚duselte‘ und träumte: ‚Es wird einmal sein …‘ Aber es kam leider ganz anders. Der Jugendstil, der am Ende des 19. Jahrhunderts den muffigen Historismus verdrängt hatte, wurde in wenigen Jahren selbst von seinem phantastischen Geschlinge überwuchert. Vogeler kam aus der Mode.“

### Museen und Worpsweder Bahnhof

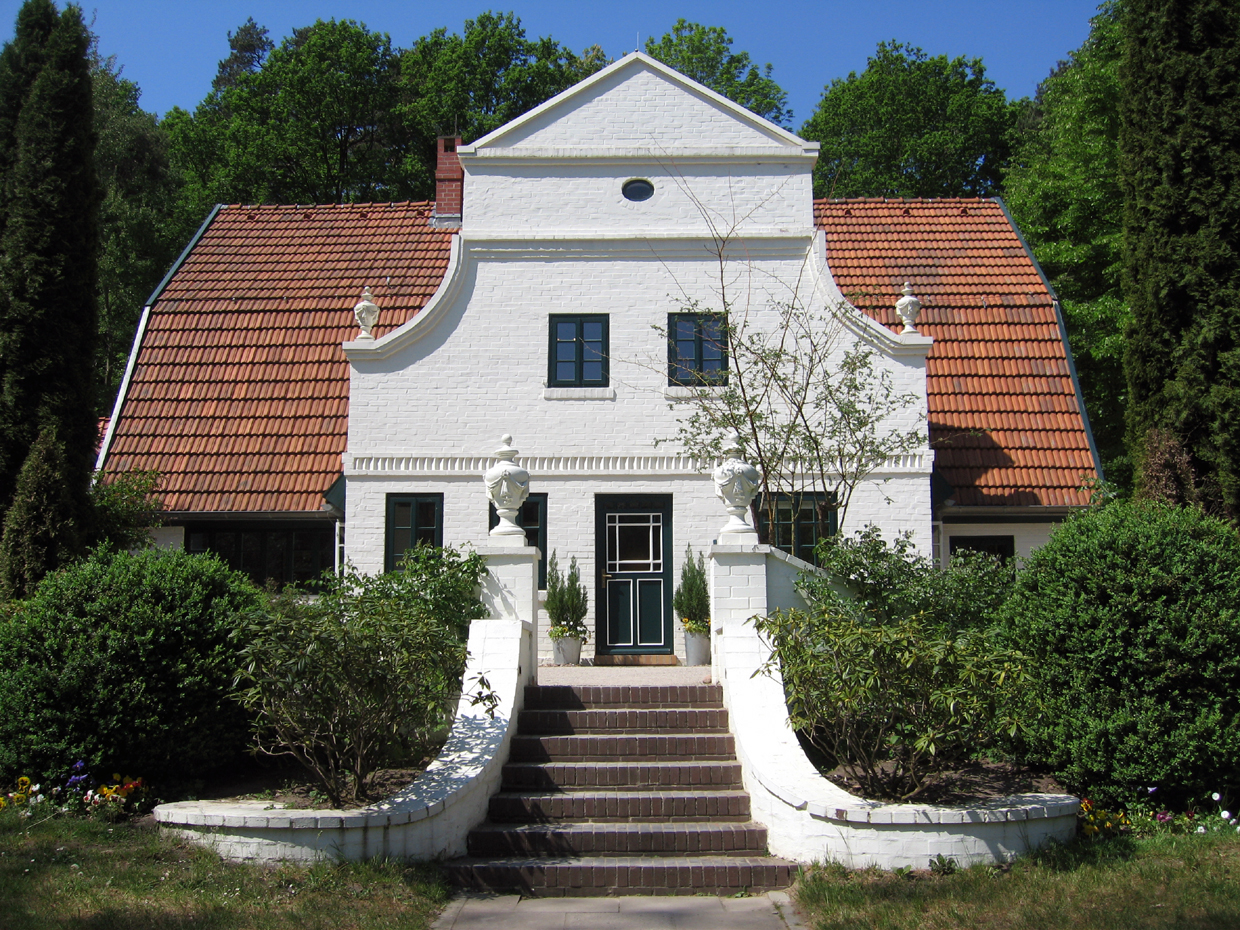
Der Barkenhoff, heute das Heinrich-Vogeler-Museum

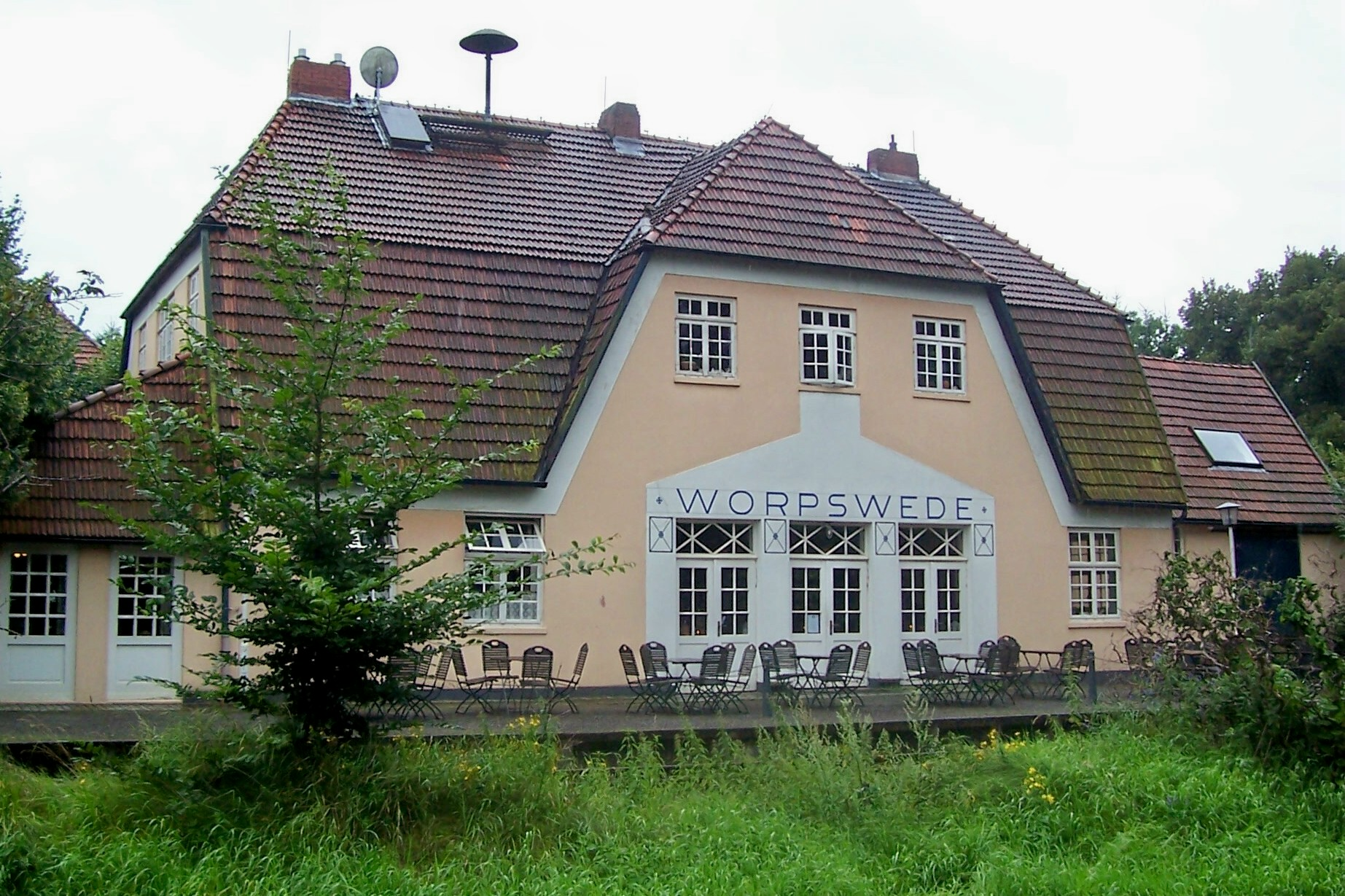
Bahnhof von Worpswede

Im Barkenhoff, in dem das Heinrich-Vogeler-Museum nach Sanierung und Restaurierung des Gebäudes am 12. Dezember 2004 eröffnet wurde, und im Haus im Schluh in Worpswede sind dauerhaft eine große Anzahl von Vogelers Werken ausgestellt, die einen Überblick über sein Schaffen und seine verschiedenen Stilrichtungen zeigen. Der Sommerabend ist in dem Gebäude der Großen Kunstschau in Worpswede zu sehen, einem expressionistischen Bau aus den 1920er Jahren vom Architekten Bernhard Hoetger entworfen (siehe entsprechende Weblinks).
Der Bahnhof Worpswede wurde von Vogeler entworfen, 1910 eingeweiht und bis 1978 als Bahnhof genutzt. Er ist heute ein Restaurant, das zum Teil mit Originalmöbeln des Künstlers ausgestattet ist.

### Worpsweder Archiv
Martha Vogeler übergab ihre Sammlung von Kunst-, Buch- und Schriftbeständen dem seit 1946 im Haus im Schluh wohnenden Kunsthistoriker Hans-Herman Rief, der sie als „Worpsweder Archiv“ aufbaute und 1981 in die Barkenhoff-Stiftung Worpswede einbrachte. Rief ergänzte die Sammlung neben Kunstwerken und Schriften von Heinrich Vogeler durch zahlreiche künstlerische Arbeiten und Teilnachlässe von Worpsweder Künstlern der Nachfolgegenerationen und legte einen umfangreichen Bibliotheksbestand an.

### Theaterstücke und Film über Vogeler
Im Jahr 2000 wurde von der Cosmos Factory theaterproduktion das Einpersonenstück Heinrich Eduardowitsch. Archäologie eines Traumes in Visselhövede uraufgeführt. Der Name „Heinrich Eduardowitsch“ im Titel geht auf den Vornamen des Vaters zurück, der Eduard hieß; der Künstler nannte sich in Russland „Heinrich Eduardowitsch Vogeler“.
2003 folgte in Bremen Johann Kresniks Vogeler. Das Libretto zum choreografischen Theaterstück schrieb der Berliner Autor Christoph Klimke. Es basiert auf Vogelers Briefen, Zeugnissen, Dokumenten und Zitaten, hinzu kommen Zeugnisse seines Sohnes Jan, Paula Modersohn-Beckers, Ludwig Roselius’ sowie weiterer Personen aus dem Umfeld des Künstlers. Die Hauptrolle spielte Torsten Ranft, eine Begleiterin war die Tänzerin Agniezka Samuel.
Zur Uraufführung von Tankred Dorsts Theaterstück Künstler in Bremen schrieb Peter von Becker im Tagesspiegel am 5. Februar 2008: „Tankred Dorst hat 22 Szenen zwischen Worpswede, Paris, Bremen, Moskau und der kasachischen Steppe entworfen. Mit gewohnt leichter Hand erzählt er im schnellen Wechsel von intimer poetischer Skizze und figurenreichem Tableau wieder sein Jahrhundertthema: das ästhetische, politische, soziale Scheitern einer großen Utopie – der Einheit von Kunst, Liebe und Leben“. Von Becker erinnerte an die frühe Ritterrunde in der Sage um Merlin, wie sie zerbrach die Worpsweder Künstlergemeinschaft. Der Tod der beiden Grenzgänger Paula und Heinrich markiere Mitte und Ende des Stücks.
Parallel zur Ausstellung Heinrich Vogeler. Der neue Mensch (27. März bis 6. November 2022) als Jubiläumsausstellung zum 150. Geburtstag Vogelers in vier Worpsweder Museen kam am 12. Mai 2022 der Film Heinrich Vogeler – Aus dem Leben eines Träumers in die Kinos. Die Regisseurin Marie Noëlle macht in ihrem Dokudrama Schlüsselszenen seines Lebens durch Spielszenen in prominenter Besetzung erlebbar. Florian Lukas stellt Heinrich Vogeler dar, Anna Maria Mühe Martha Vogeler und Naomi Achternbusch Paula Modersohn-Becker. Auf dokumentarischer Ebene kommen Vogelers direkte Nachfahren sowie Kunst- und Kulturschaffende der europäischen und internationalen Kunstszene zu Wort. Der Film ist eine Produktion von Kinescope Film in Koproduktion mit NDR/ARTE.

### Roman über Vogeler
Klaus Modick veröffentlichte 2015 den Roman Konzert ohne Dichter über das Leben Vogelers in Worpswede und insbesondere seine Beziehung zu Rainer Maria Rilke. Der Titel des Romans nimmt Bezug auf das Bild Sommerabend (Das Konzert). Der Roman spielt auf mehreren Zeitebenen: Die Gegenwart ist der Tag, an dem Vogeler nach Oldenburg fährt, um die Auszeichnung für dieses Bild entgegenzunehmen, in Rückblenden erinnert er sich an die ersten Begegnungen mit Rilke und seiner Frau Martha und die Anfangsjahre in Worpswede.

### Vogeler auf dem Kunstmarkt

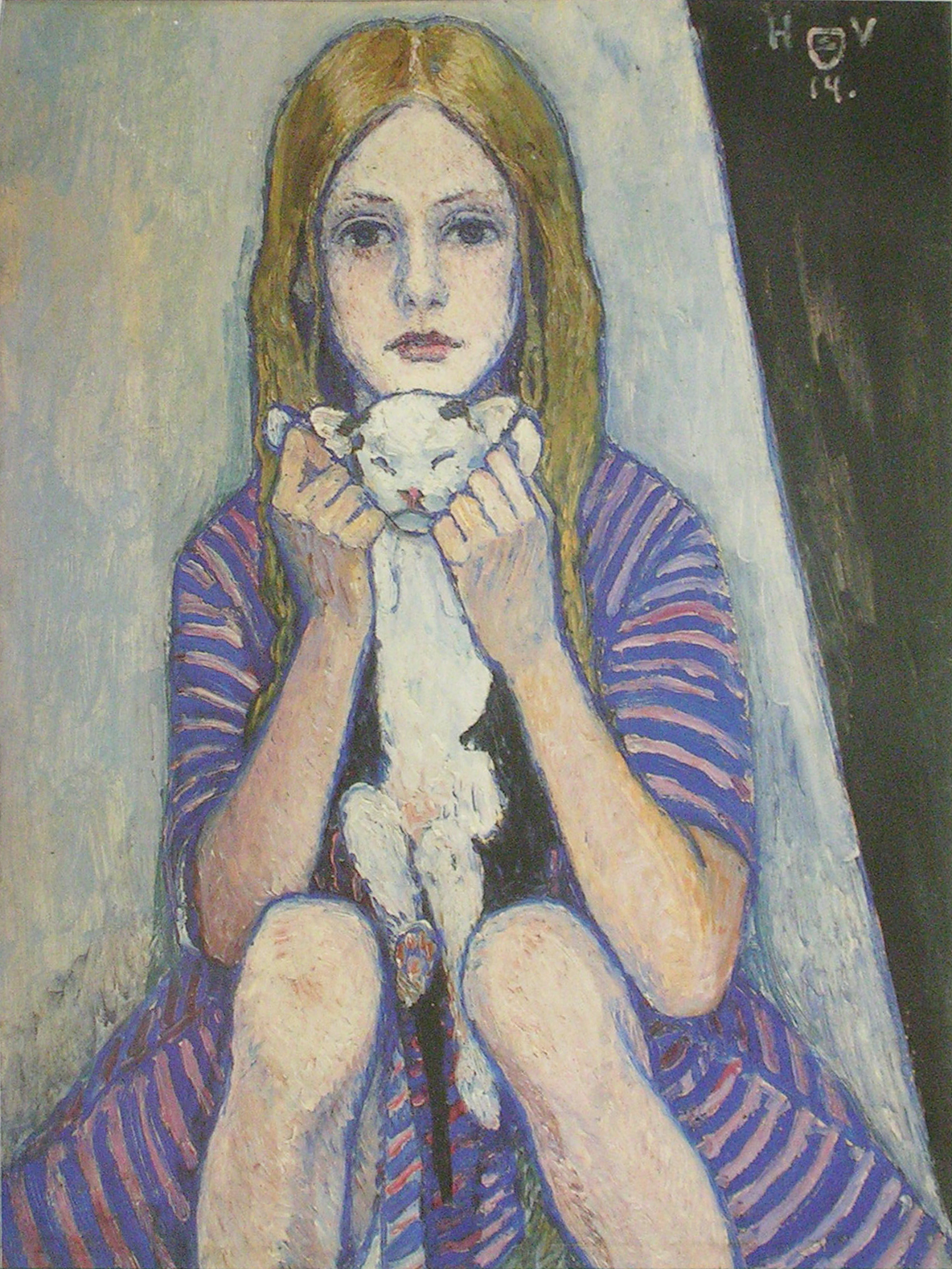
Mädchen mit Katze, 1914

Der Rekordwert von über 400.000 D-Mark Anfang 2000 bei Grisebach, Berlin, für ein Bildnis von Vogelers Tochter Mascha (Mädchen mit Katze) wurde bisher nicht mehr erreicht, jedoch wurde im Mai 2013 eine Szene mit Martha Vogeler und Paula Modersohn-Becker im Garten schlafend statt der erwarteten 25.000 Euro für 70.000 Euro versteigert. Sechs Monate später wurde am gleichen Ort die auf 1909 datierte Allegorie Kommender Frühling von 40.000 auf 90.000 Euro hochgesteigert. Das 1914 gemalte Gemälde Hinterm Barkenhoff erzielte am 28. November 2015 in der Cuxhavener Auktionshalle 30.000 Euro. Im Jahr 2017 versteigerte Bolland & Marotz, Bremen, das Märchenmotiv König mit Schäferin für 50.000 Euro.
Das Angebot an Vogelers Gemälden ist seit 2011 um 40 Prozent geschrumpft; die Quote der Rückgänge sank auf unter 20 Prozent. Hiermit korrespondieren die gestiegenen Preise: die unter 10.000 Euro halbierten sich, die über 30.000 Euro wurden verdreifacht. Erstmals seit 2000 wurden wieder – jedoch fast ausschließlich in Deutschland angeboten – drei Versteigerungen über 50.000 Euro notiert, zuletzt allerdings im Jahr 2013.

### Ehrungen
Das Gemälde Der Sommerabend (Konzert) wurde in Oldenburg anlässlich der „Nordwestdeutschen Kunstausstellung“ 1905 gezeigt, und Vogeler erhielt die Große Medaille für Kunst und Wissenschaft. Nach 100 Jahren kam es wieder nach Oldenburg und war der Mittelpunkt der rekonstruierten „Nordwestdeutschen Kunstausstellung“, die ab 22. Mai 2005 im Augusteum zu sehen war.
In Osterholz-Scharmbeck wurde die Heinrich-Vogeler-Straße nach ihm benannt.

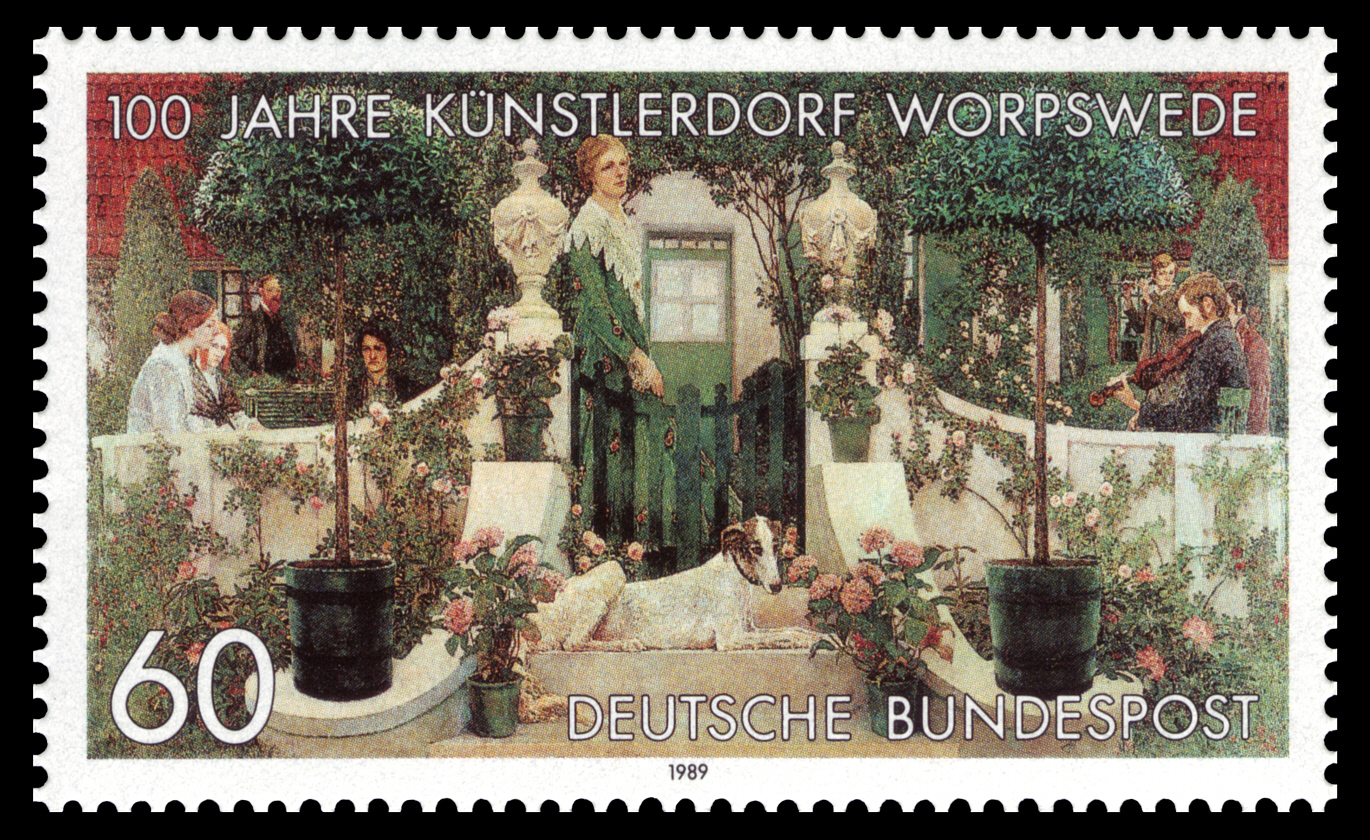
Sonderbriefmarke 60 Pfennig

Die Deutsche Bundespost gab 1989 eine Sonderbriefmarke mit dem Motiv seines Gemäldes Der Sommerabend mit dem Titel „100 Jahre Künstlerdorf Worpswede“ heraus.
Worpswede feierte 2022 Vogelers 150. Geburtstag mit Ausstellungen in den vier Museen Barkenhoff, Große Kunstschau Worpswede, Haus im Schluh und Worpsweder Kunsthalle. Zudem war ein umfangreiches Begleitprogramm in Worpswede und Bremen, dem Geburtsort Vogelers, geplant. Beteiligt waren unter anderem die Kunsthalle Bremen, die Museen Böttcherstraße und das Focke-Museum sowie das Bremer Rathaus, dessen kostbarster Raum, die Güldenkammer, im Jahr 1905 von Heinrich Vogeler gestaltet worden war.

## Werke (Auswahl)

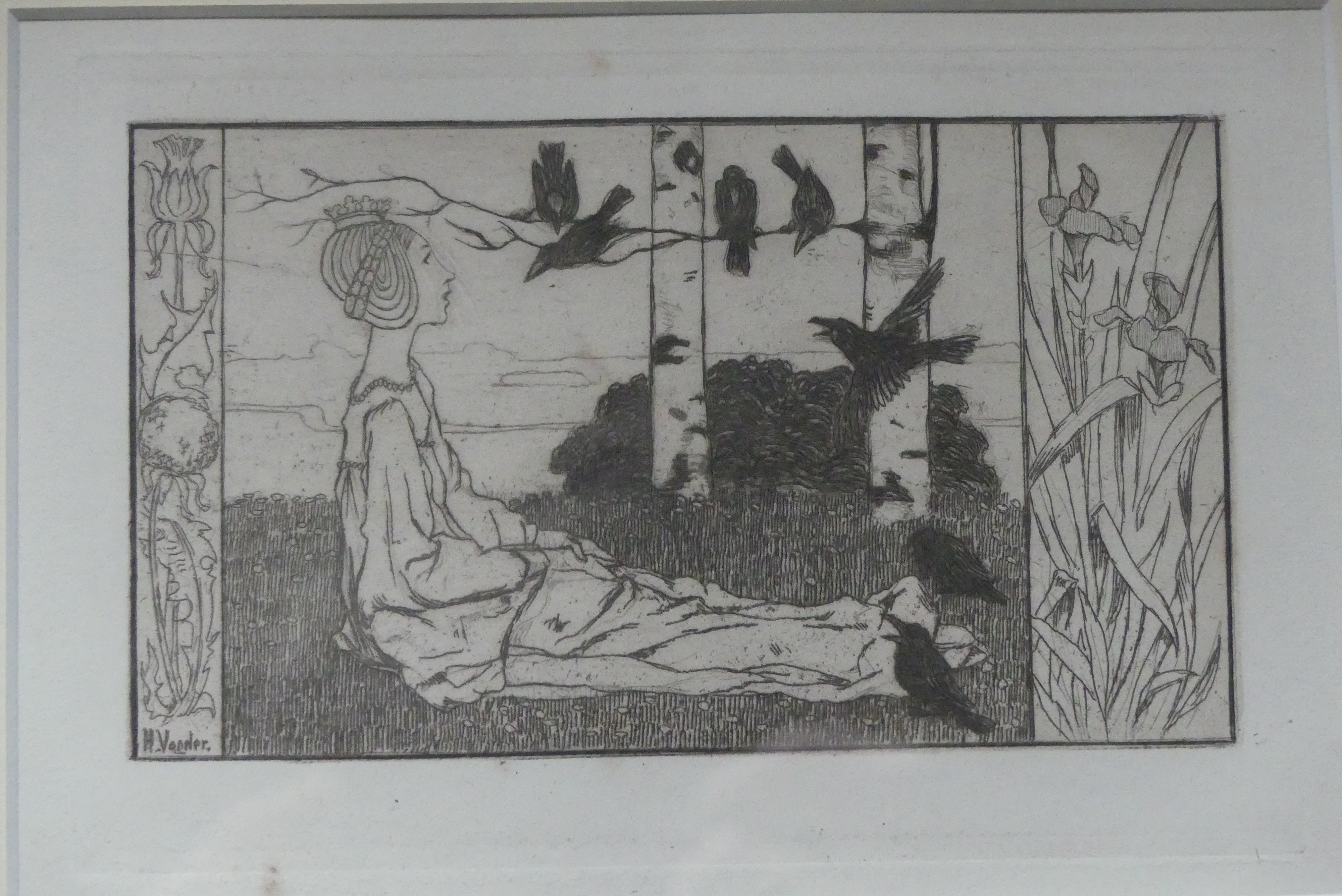
Die sieben Raben, 1895

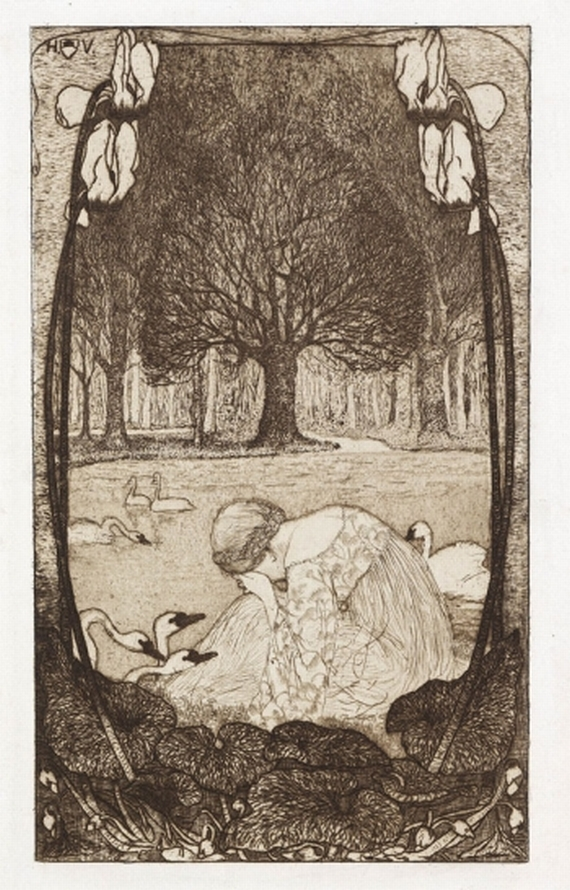
Die sieben Schwäne, 1898

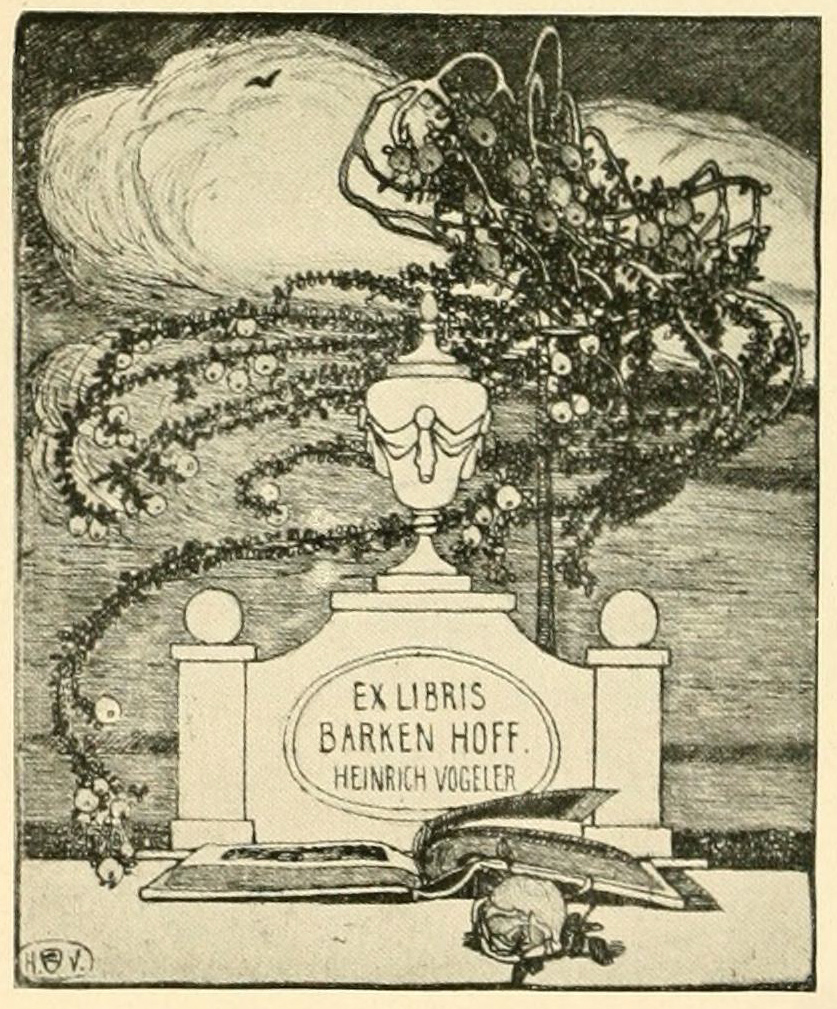
Exlibris Barkenhoff, 1901

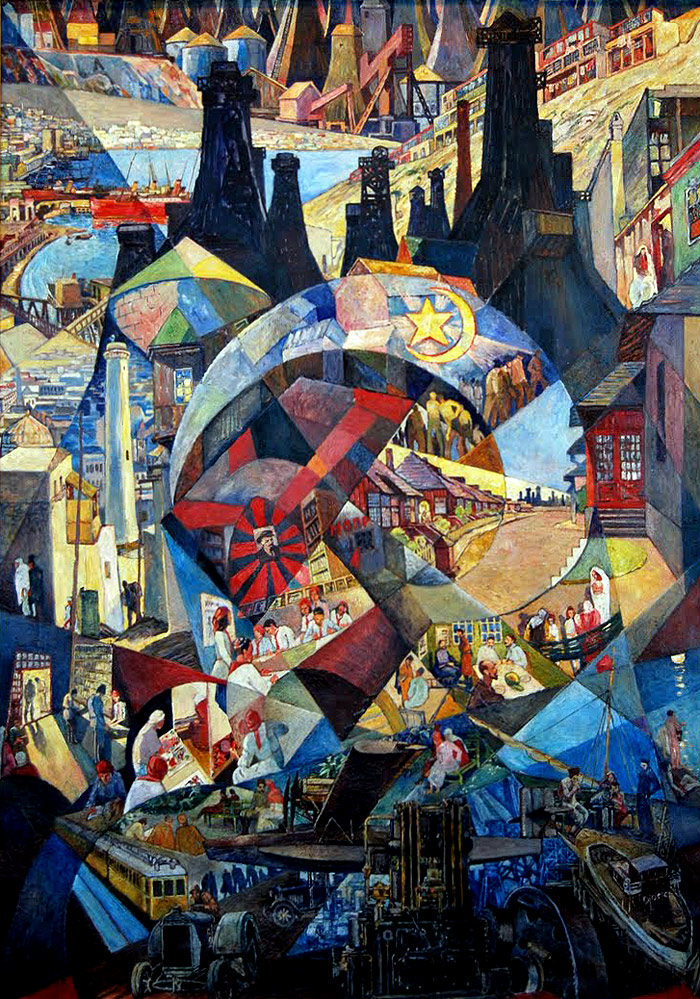
Baku, 1927

### Ölgemälde und Radierungen, Exlibris
- Die Schlangenbraut. Radierung, 1894.
- Verkündigung Mariä. Radierung, 1895.
- Die sieben Raben. Radierung, 1895.
- Der Froschkönig. Radierung, 1896.
- Frühling. Ölgemälde, 1897.
- Wintermärchen. Ölgemälde, 1897.
- Die sieben Schwäne. Radierung und Aquatinta, 1898.
- Heimkehr. Ölgemälde, 1898.
- Abschied. Ölgemälde, 1898.
- Frühling. Ölgemälde, 1898.
- Schwanenmärchen. Ölgemälde, 1899.
- Storch überm Weiher. Radierung, 1899.
- An den Frühling. Mappe mit Radierungen. Leipzig 1899.
- Liebespaar. Ölgemälde, 1901.
- Verkündigung. Ölgemälde, 1901.
- Exlibris Barkenhoff, 1901.
- Erster Sommer. Ölgemälde, 1902.[60]
- Das Konzert (Sommerabend). Ölgemälde, 1905.
- Martha Vogeler. Ölgemälde, 1910.
- Exlibris Hugo Erfurth, 1910.
- Straßenszene in Kalusz. Ölgemälde, 1915.
- Aus dem Osten. Mappe mit Zeichnungen aus den Kriegsgebieten, 1916.
- Das Leiden der Frau im Kriege. Ölgemälde, 1918.
- Die sieben Schalen des Zorns. Radierung, 1918.
- Die Rote Marie. Ölgemälde, 1919.
- Porträt Sonja Marchlewska. Ölgemälde, 1922.
- Die Geburt des Neuen Menschen. Ölgemälde, 1923.
- Die Rote Metropole. Ölgemälde, 1923.
- Baku. Ölgemälde, 1927.
- Hamburger Werftarbeiter. Ölgemälde, 1928.
- Das Dritte Reich. Ölgemälde, 1934
- Gebirgslandschaft in Kabardino-Balkarien. Öl auf Holz, 1940.
- Mondnacht. Öl auf Holz, 1940.

### Illustrierte Bücher

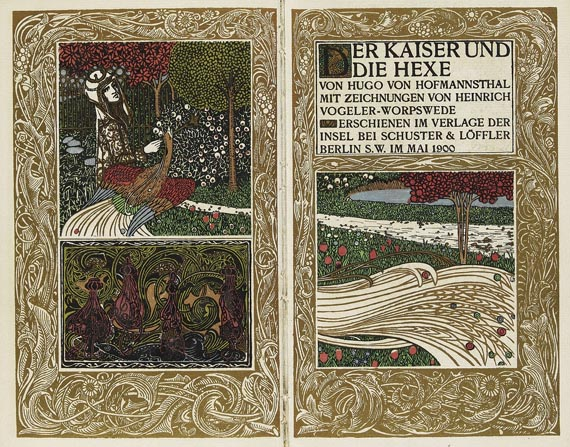
Illustration zu Hugo von Hofmannsthals Der Kaiser und die Hexe, 1900

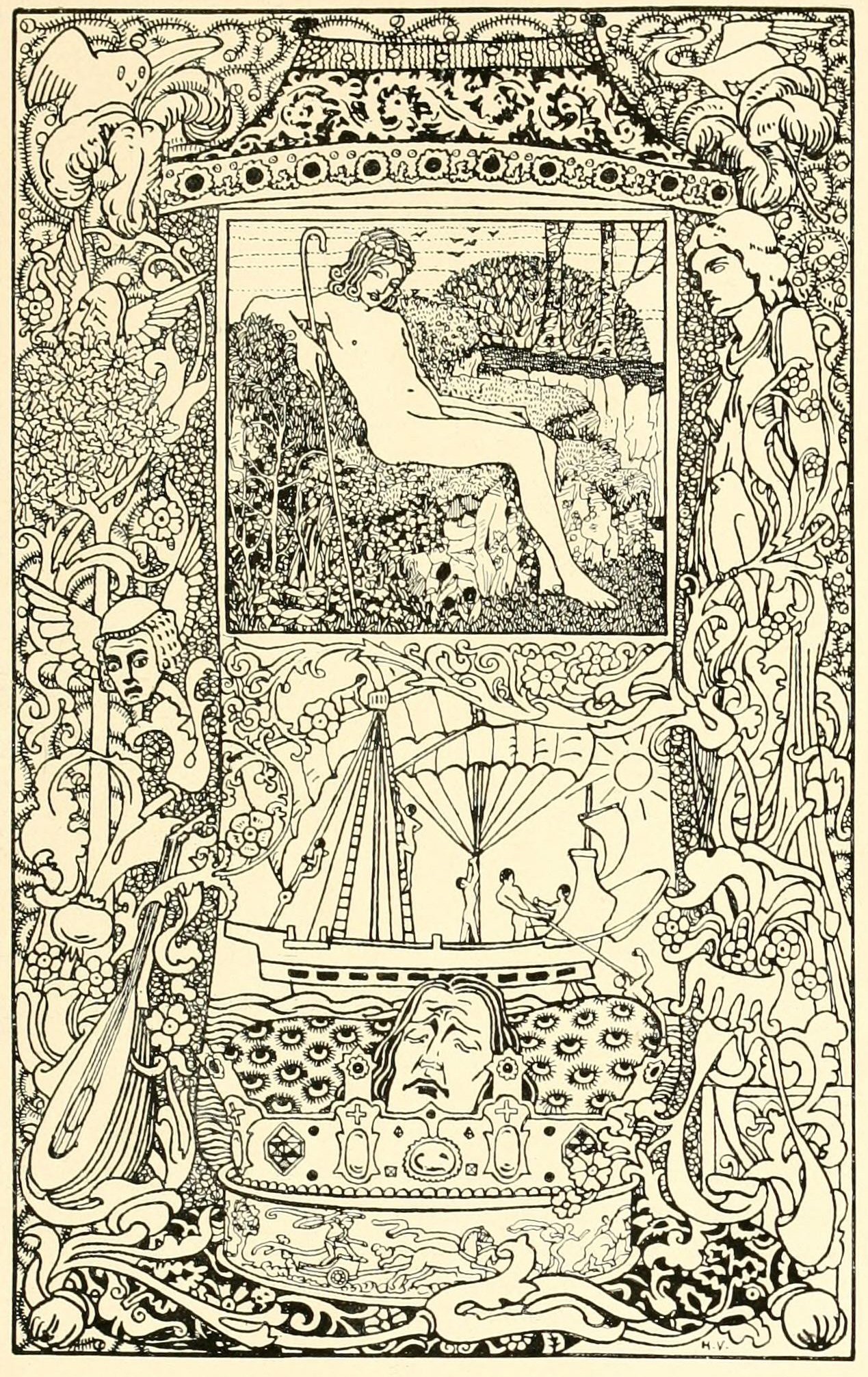
Illustration zu Oscar Wildes Granatapfelhaus, 1904

- Gerhart Hauptmann, Die versunkene Glocke, 1898
- Heinrich Vogeler: Dir. Gedichte, 1899.
- Rainer Maria Rilke, Mir zur Feier, 1899
- Hugo Salus, Ehefrühling, 1900
- Hugo von Hofmannsthal, Der Kaiser und die Hexe, 1900
- Irene Forbes-Mosse, Mezzavoce, 1901
- Jens Peter Jacobsen, Niels Lyhne, 1902
- Richard Schaukal, Pierrot und Colombine, 1902
- Gerhart Hauptmann: Der arme Heinrich. 1902.
- Ricarda Huch, Vita somnium breve, 1903
- Iwan Turgenew, Gedichte in Prosa, 1903
- Irene Forbes-Mosse: Peregrina’s Sommerabende. o. J. (1904)
- Oscar Wilde: Das Granatapfelhaus, 1904
- Irene Forbes-Mosse: Das Rosenthor. 1905.
- Oscar Wilde: Das Gespenst von Canterville und fünf andere Erzählungen, 1905
- Clemens Brentano, Frühlingskranz, 1907
- Brüder Grimm, Kinder- und Hausmärchen, o. J. (1907)
- Otto Julius Bierbaum, Mein ABC, 1908
- Oscar Wilde: Die Erzählungen und Märchen. übersetzt von Felix Paul Greve und Franz Blei, Insel Verlag, Leipzig 1910
  - Neuausgabe als insel taschenbuch: Frankfurt am Main 1972, ISBN 3-458-01705-4.
- Johannes R. Becher: Das Dritte Reich, Gedichte. Zwei Welten, Moskau 1934
  - Neuausgabe Schütze, Berlin 1995, ISBN 3-928589-05-9.

### Gebäude
- 1895: Barkenhoff, Worpswede, Ostendorfer Straße 10
- 1905: Wohnhaus Bergstraße 18, Worpswede
- 1909: Wohnhaus Bahnhofstraße 13, Worpswede
- 1910: Wohnhaus Bergstraße 9, Worpswede
- 1910: Bahnhof Worpswede
- 1910: Kleinbahnhof Osterholz, Osterholz-Scharmbeck, Am Kleinbahnhof 1

### Schriften

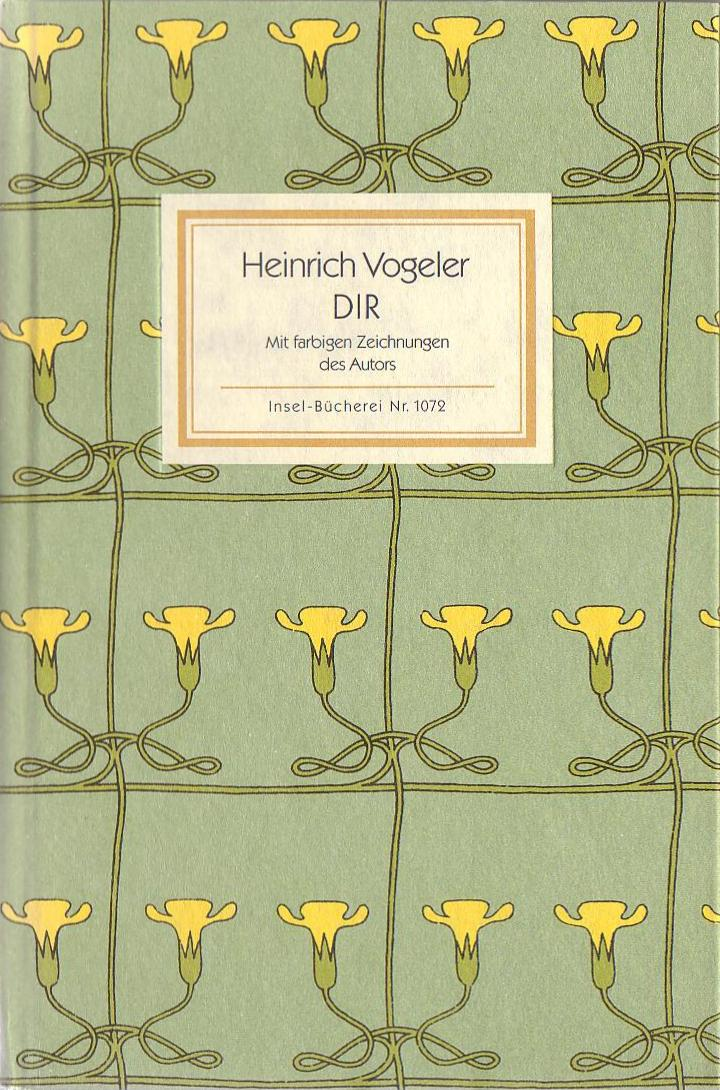
Musterpapierentwurf 1899 (ursprünglich Vorsatzpapier für Dir), verwendet in der Insel-Bücherei

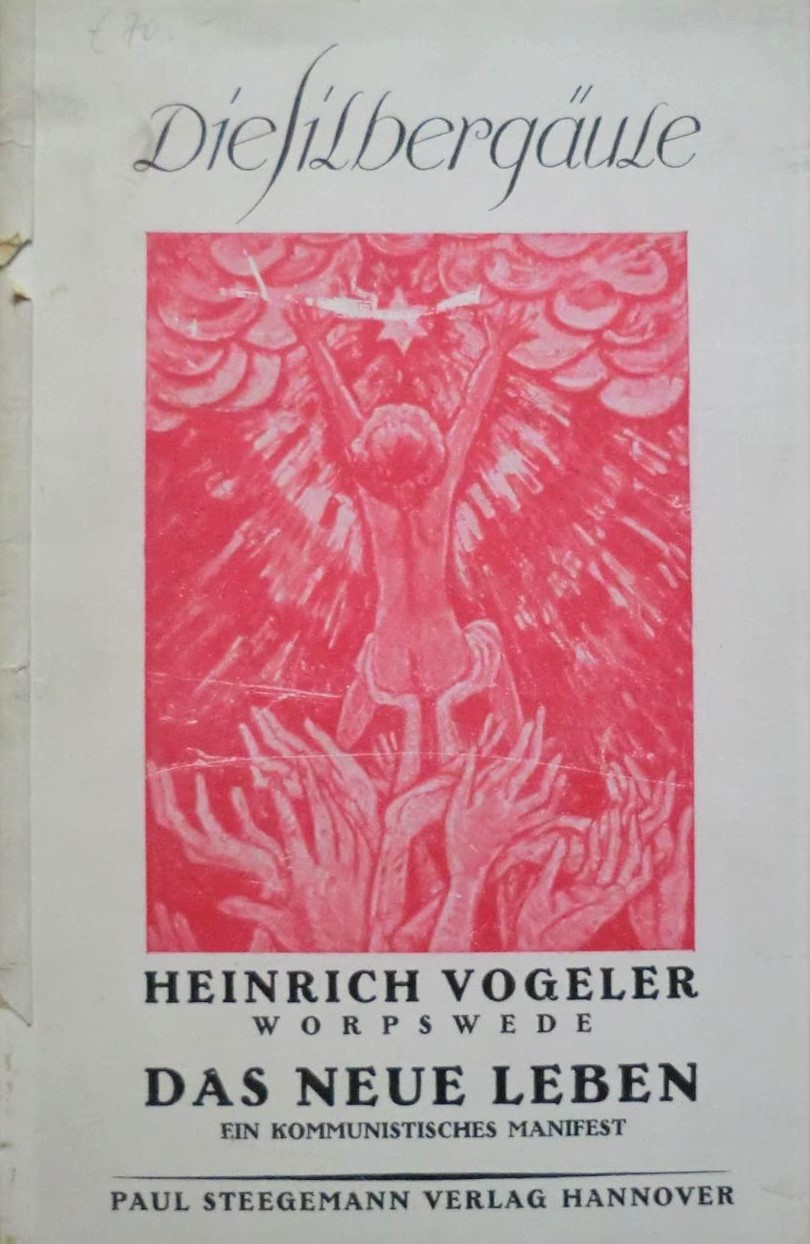
Das Neue Leben. Ein kommunistisches Manifest, 1919

- Dir. Gedichte, Leipzig 1899; Neuausgabe: Insel Verlag, Frankfurt am Main 1983 – Insel-Bücherei 981 (ab 1987: IB 1072, Ausgaben Frankfurt am Main, ISBN 3-458-19072-4 und Leipzig) sowie Sonderausgabe Insel, Berlin 2015, ISBN 978-3-458-17635-0.
- Aus dem Osten. 60 Kriegs-Zeichnungen aus den Kriegsgebieten Karpathen, Galizien-Polen, Rußland. Berlin 1917.
- Über den Expressionismus der Liebe. Der Weg zum Frieden. Bremen 1918.
- Das Neue Leben. Ein kommunistisches Manifest. Hannover 1919.
- Das Wesen des Kommunismus. Der Weltfriede. Bremen/Worpswede 1919.
- Siedlungswesen und Arbeitsschule. Hannover 1919.
- Reise durch Rußland. Die Geburt des Neuen Menschen. Dresden 1925.
- Erinnerungen. Hrsg. von Erich Weinert, Rütten & Loening, Berlin 1952 (Autobiografie, postum veröffentlicht)
- Das Neue Leben. Ausgewählte Schriften zur proletarischen Revolution und Kunst. Hrsg. von Dietger Pforte, Hermann Luchterhand Verlag, Darmstadt und Neuwied 1973.
- Fontana Martina. Hrsg. Fritz Jordi und Heinrich Vogeler. Halbmonatszeitschrift, Bergpresse, Ronco sopra Ascona. Nr. 1, Oktober 1931 bis Nr. 20/21, 1932.

Fontana Martina. Vollständiger Faksimile-Druck. Hrsg. Dietger Pforte. Mit einem Interview Carl Mefferts durch Theo Pinkus, Anabas Verlag - Günter Kämpf, Gießen 1981, und Editioni St. Pietro/Libreria della Rondine, Ascona 1981, ISBN 3-87038-084-5.
- Reisebilder aus der Sowjetunion. 1923–1940 Hrsg. von Peter Elze, Worpsweder Verlag, Lilienthal 1988, ISBN 3-922516-69-6.
- Werden. Erinnerungen mit Lebenszeugnissen aus den Jahren 1923–1942. Hrsg. von Joachim Priewe und Paul-Gerhard Wenzlaff, Atelier im Bauernhaus, Fischerhude 1989, ISBN 3-88132-100-4.
- Heinrich Vogeler – Zwischen Gotik und Expressionismus-Debatte. Schriften zur Kunst und Geschichte. Hrsg. von Siegfried Bresler, Bremen 2006, ISBN 3-938275-09-X.
- Heinrich Vogeler: Generalkommando XXIV R.-K. – Bildniszeichnungen aus dem Felde 1916-1917. Worpswede 1917, Digitalisat
- Heinrich Vogeler: Schriften. Ausgewählt und herausgegeben von Walter Fähnders und Helga Karrenbrock. Aisthesis Verlag, Bielefeld 2022, ISBN 978-3-8498-1779-4.

## Ausstellungen (Auswahl)
- 1955: Erste bundesdeutsche Nachkriegsausstellung, Große Kunstschau Worpswede. Erstmals werden Arbeiten Vogelers aus der Sowjetunion gezeigt.
- 1972: Gedenkausstellung anlässlich des 100. Geburtstags, Worpsweder Kunsthalle
- 1979: Riccar-Kunstmuseum, Tokyo
- 1982: Kunstverein Bonn
- 1983: Staatliche Kunsthalle Berlin und Kunstverein in Hamburg
- 1996: Art 1900, Berlin; Galerie Zunge, Berlin
- 1997: Städtische Galerie Bietigheim-Bissingen
- 1997–1999: Barkenhoff, Große Kunstschau, Haus im Schluh Worpswede – 12. Dezember 1997 – 24. Mai 1998 + Museum Künstlerkolonie Darmstadt – 20. Juni – 6. September 1998 + Gustav-Lübcke-Museum, Stadt Hamm – 25. Oktober 1998 – 11. Januar 1999: Heinrich Vogeler und der Jugendstil, Katalog, ISBN 3-7701-4041-9 und Buchhandelsausgabe, ISBN 3-7701-4040-0.
- 2002: Barkenhoff-Stiftung Worpswede: „In erster Linie Hausbau – Heinrich Vogeler und die Bremer Reformarchitekten“
- 2007/2008: „Eine Künstlerfreundschaft – Heinrich Vogeler und Paula Modersohn-Becker“ – Haus im Schluh, Worpswede
- 2012: „Heinrich Vogeler. Künstler, Träumer, Visionär“ – Sommerausstellung der Worpsweder Museen (Barkenhoff/Heinrich-Vogeler-Museum, Große Kunstschau Worpswede, Haus im Schluh/Heinrich-Vogeler-Sammlung, Worpsweder Kunsthalle)
- 2015: Künstler und Propheten. Eine geheime Geschichte der Moderne 1872–1972, unter anderem wird Vogeler dargestellt. Schirn Kunsthalle Frankfurt
- 2021–2023: Kunst der Gesellschaft 1900 bis 1945, u. a. mit 15 Werken Vogelers in der Neuen Nationalgalerie Berlin[61]
- 2022: Heinrich Vogeler. Der neue Mensch, 27. März bis 6. November 2022, Jubiläumsausstellung zum 150. Geburtstag Vogelers in den vier Worpsweder Museen Barkenhoff, Große Kunstschau, Haus im Schuh und Worpsweder Kunsthalle

## Filme, Theaterstücke (Auswahl)
- 1980: Das wechselvolle Leben des deutschen Malers und Glücksuchers Heinrich Vogeler. Worpswede-Berlin-Moskau. Film des DEFA-Studios für Dokumentarfilme Potsdam-Babelsberg, von Eduard Schreiber und Rolf Richter.
- 1984: Heinrich Vogeler – Lebensbilder. Film des Norddeutschen Rundfunks, Hamburg, von Georg Bühren
- 1991: Blickverzerrungen. Die Ideologisierung der Kunst am Beispiel Heinrich Vogelers. Film des Bayerischen Rundfunks, München, von Sibylle Wagner
- 2003: Uraufführung von Johann Kresniks Vogeler am Theater Bremen
- 2008: Uraufführung von Tankred Dorsts Künstler am Theater Bremen
- 2022: Heinrich Vogeler – Aus dem Leben eines Träumers, Buch und Regie Marie Noëlle. Der Film ist eine Produktion von Kinescope Film in Koproduktion mit NDR/ARTE[62]